# Bolet
Pour les articles homonymes, voir Bolet (homonymie).
Taxons concernés
Dans les familles suivantes (ordre des Boletales) :
- Boletaceae
- Suillaceae
- Gyroporaceaemodifier

Bolet est un nom vernaculaire ambigu désignant en français certains champignons classés dans la famille des Boletaceae, et plus particulièrement du genre Boletus au sens large. Le Comité pour les noms français des champignons a défini des noms normalisés pour les bolets, mais d'autres espèces de champignons sont également nommées « bolet » dans le langage courant ou dans des nomenclatures plus anciennes. Les bolets contiennent également les espèces de Cèpes.

## Étymologies
D'après Marcel Locquin, le mot bolet a souvent changé de sens. Il vient de :
Bal, mot sumérien, datant de -3 500, qui veut dire " foret " (l'outil à percer). Il désignait un champignon dressé, en cylindre étroit et sans chapeau, comme une clavaire grêle.
Balag, en sumérien, vers -3 500, désignait aussi un champignon dressé en forme de foret, mais bien plus massif, c'est le champignon que l'on nomme actuellement Phallus.
Boletos est un mot grec datant de 500 av. J.-C., qui désignait l'amanite, et qui a donné Boletus en latin, que l'on trouve chez Pline en -78, où il désigne très précisément l'amanite tue-mouches, Amanita muscaria, bien reconnaissable dans la description à son chapeau rouge à pustules blanches.
Bolitus est une variante latine du même nom, apparue chez Gallien en 197 et voulant également dire amanite.
C'est le botaniste Linné qui a sanctionné le nom savant actuel qui est transcrit "Bolet" en français. Il ne désigne plus des amanites, mais un ensemble de champignons charnus à chapeaux, ayant des tubes terminés par des pores, placés sous le chapeau et non des lamelles en lames de couteau comme les Agarics,.
Première espèce du genre Boletus, nom générique dérivé du mot latin bōlētus, « champignon » qui dérive à son tour du grec ancien βωλίτης, « champignon terrestre ». Ce dernier mot dérive de βῶλος, bolos, signifiant « motte de terre » et, métaphoriquement, champignon. Toutefois, le βωλίτης de Galien, comme les cèpes des écrivains latins comme Martial, Sénèque et Pétrone sont souvent identifiés comme correspondant au plus prisé Amanita caesarea.

## Espèces de bolets - noms scientifiques et noms français correspondants des espèces

### Espèces françaises et européennes
Liste alphabétique des genres et des espèces de bolets de France et d'Europe avec leur nom vernaculaire, la quasi-totalité de ces espèces Européennes se retrouvent en France.
- Aureoboletus gentilis - Bolet cramoisi[9]
- Aureoboletus projectellus - Bolet élancé[9]
- Aureoboletus moravicus - Bolet couleur de lion[9]
- Alessioporus ichnusanus - Bolet de Sardaigne[9]
- Baorangia emileorum - Bolet des Emile[9]
- Boletus edulis - Cèpe de Bordeaux[9]
- Boletus aereus - Cèpe bronzé[9]
- Boletus reticulatus - Cèpe d'été[9]
- Boletus pinophilus - Cèpe des pins[9]
- Buchwaldoboletus sphaerocephalus - Bolet soufré[9]
- Buchwaldoboletus lignicola - Bolet lignicole[9]
- Butyriboletus appendiculatus - Bolet appendiculé[9]
- Butyriboletus subappendiculatus - Bolet des sapins[9]
- Butyriboletus fuscoroseus - Bolet faux royal[9]
- Butyriboletus fechtneri - Bolet pâle[9]
- Butyriboletus roseogriseus - Bolet rose et gris[9]
- Butyriboletus regius - Bolet royal[9]
- Caloboletus calopus - Bolet à beau pied[9],[10]
- Caloboletus kluzakii - Bolet faux-radicant[9]
- Caloboletus polygonius - Bolet non-réticulé[9]
- Caloboletus radicans - Bolet radicant[9]
- Chalciporus amarellus - Bolet nain[9]
- Chalciporus piperatus - Bolet poivré[9],[11]
- Chalciporus pseudopiperatus - Bolet faux-poivré[9]
- Chalciporus rubinus - Bolet rubis[9]
- Cyanoboletus pulverulentus - Bolet pulvérulent[9]
- Cyanoboletus poikilochromus - Bolet polychrome[9]
- Cyanoboletus mediterraneensis - Bolet faux-pulvérulent[9]
- Exsudoporus permagnificus - Bolet magnifique[9]
- Gyrodon lividus - Bolet livide[9]
- Gyroporus castaneus - Bolet châtain[9]
- Gyroporus lacteus - Bolet couleur de lait[9]
- Gyroporus ammophilus - Bolet des sables[9]
- Gyroporus cyanescens - Bolet indigotier[9]
- Gyroporus pseudolacteus - Bolet faux-couleur de lait[9]
- Gyroporus pseudocyanescens - Bolet faux-indigotier[9]
- Hemileccinum depilatum - Bolet chauve[9]
- Hemileccinum impolitum - Bolet dépoli[9]
- Hortiboletus rubellus - Bolet framboise[9]
- Hortiboletus engelii - Bolet commun[9]
- Hortiboletus bubalinus - Bolet chamois[9]
- Imleria badia - Bolet bai[9],[11]
- Imperator luteocupreus - Bolet cuivré[9]
- Imperator torosus - Bolet de plomb[9]
- Imperator rhodopurpureus - Bolet vieux rose[9]
- Lanmaoa fragrans - Bolet odorant[9]
- Leccinellum crocipodium - Bolet craquelé[9]
- Leccinellum corsicum - Bolet de Corse[9]
- Leccinellum lepidum - Bolet des chênes verts[9]
- Leccinellum sandmanii - Bolet du marchand de sable[9]
- Leccinellum pseudoscabrum - Bolet rude des charmes[9]
- Leccinum scabrum - Bolet rude[9]
- Leccinum melaneum - Bolet rude noir[9]
- Leccinum schistophilum - Bolet rude des schistes[9]
- Leccinum variicolor - Bolet ramoneur[9]
- Leccinum duriusculum - Bolet rude des trembles[9]
- Leccinum rotundifoliae - Bolet rude des bouleaux nains[9]
- Leccinum cyaneobasileucum - Bolet rude à base bleue[9]
- Leccinum holopus - Bolet blanc des marais[9]
- Leccinum aurantiacum - Bolet orangé des chênes[9],[11]
- Leccinum versipelle - Bolet orangé des bouleaux[9]
- Leccinum albostipitatum - Bolet orangé des peupliers[9]
- Leccinum vulpinum - Bolet orangé des pins[9]
- Leccinum piceinum - Bolet orangé des épicéas[9]
- Neoboletus erythropus - Bolet à pied rouge[9],[11]
- Neoboletus xanthopus - Bolet à pied jaune[9]
- Neoboletus flavosanguineus - Bolet jaune sang[9]
- Phylloporus pelletieri - Bolet à lames[9]
- Porphyrellus porphyrosporus - Bolet porphyre[12]
- Pseudoboletus parasiticus - Bolet parasite[9]
- Pulchroboletus roseoalbidus - Bolet blanc rosé[9]
- Rheubarbariboletus persicolor - Bolet couleur de pêche[9]
- Rheubarbariboletus armeniacus - Bolet abricot[9]
- Rubroboletus satanas - Bolet Satan[9]
- Rubroboletus rhodoxanthus - Bolet rouge et jaune[9]
- Rubroboletus rubrosanguineus - Bolet rouge sang[9]
- Rubroboletus legaliae - Bolet chicorée[9]
- Rubroboletus dupainii - Bolet de Dupain[9]
- Rubroboletus lupinus - Bolet des loups[9]
- Rubroboletus demonensis - Bolet du Val Demone[9]
- Rubroboletus pulchrotinctus - Bolet joli[9]
- Strobilomyces strobilaceus - Bolet pomme de pin[9],[11]
- Suillellus luridus - Bolet blafard[9]
- Suillellus queletii - Bolet de Quélet[9]
- Suillellus mendax - Bolet menteur[9]
- Suillellus comptus - Bolet terne[9]
- Suillellus adonis - Bolet d'Adonis[9]
- Suillus collinitus - Bolet à base rose[9]
- Suillus cavipes - Bolet à pied creux[9],[11]
- Suillus asiaticus - Bolet asiatique[9]
- Suillus bellinii - Bolet de Bellini[9]
- Suillus lakei - Bolet de Lake[9]
- Suillus sibiricus - Bolet de Sibérie[9]
- Suillus bovinus - Bolet des bouviers[9]
- Suillus granulatus - Bolet granulé[9],[11]
- Suillus viscidus - Bolet gris des mélèzes[9]
- Suillus bresadolae - Bolet hybride[9]
- Suillus placidus - Bolet ivoire[9]
- Suillus flavidus - Bolet jaunâtre[9]
- Suillus luteus - Bolet jaune[9]
- Suillus tridentinus - Bolet du Trentin[9]
- Suillus grevillei - Bolet élégant[9],[11]
- Suillus plorans - Bolet larmoyant[9]
- Suillus variegatus - Bolet moucheté[9]
- Suillus mediterraneensis - Bolet méditerranéen[9]
- Suillus spectabilis - Bolet remarquable[9]
- Suillus spraguei - Bolet peint[9]
- Tylopilus felleus - Bolet amer[9],[11],[10]
- Xerocomellus chrysenteron - Bolet à chair jaune[9],[11]
- Xerocomellus pruinatus - Bolet pruineux[9]
- Xerocomellus cisalpinus - Bolet cisalpin[9]
- Xerocomellus poederi - Bolet de Poeder[9]
- Xerocomellus redeuilhii - Bolet rubicond[9]
- Xerocomellus sarnarii - Bolet de Sarnari[9]
- Xerocomellus ripariellus - Bolet des bords de mares[9]
- Xerocomellus fennicus - Bolet finlandais[9]
- Xerocomellus porosporus - Bolet fissuré[9]
- Xerocomus subtomentosus - Bolet subtomenteux[9],[11]
- Xerocomus ferrugineus - Bolet ferrugineux[9]
- Xerocomus silwoodensis - Bolet brun-rouge des peupliers[9]
- Xerocomus chrysonemus - Bolet à base jaune[9]

Certains taxons ont également été considérés durant un certain temps comme des espèces indépendantes avant d'être reléguées plus ou moins récemment au rang de forme ou de variété d'une autre espèce comme le Cèpe citron (Boletus edulis f. citrinus), le Cèpe blanc (Boletus edulis f. albus) ou encore le Bolet jonquille (Neoboletus praestigiator var. pseudosulphureus).

## Caractéristiques communes

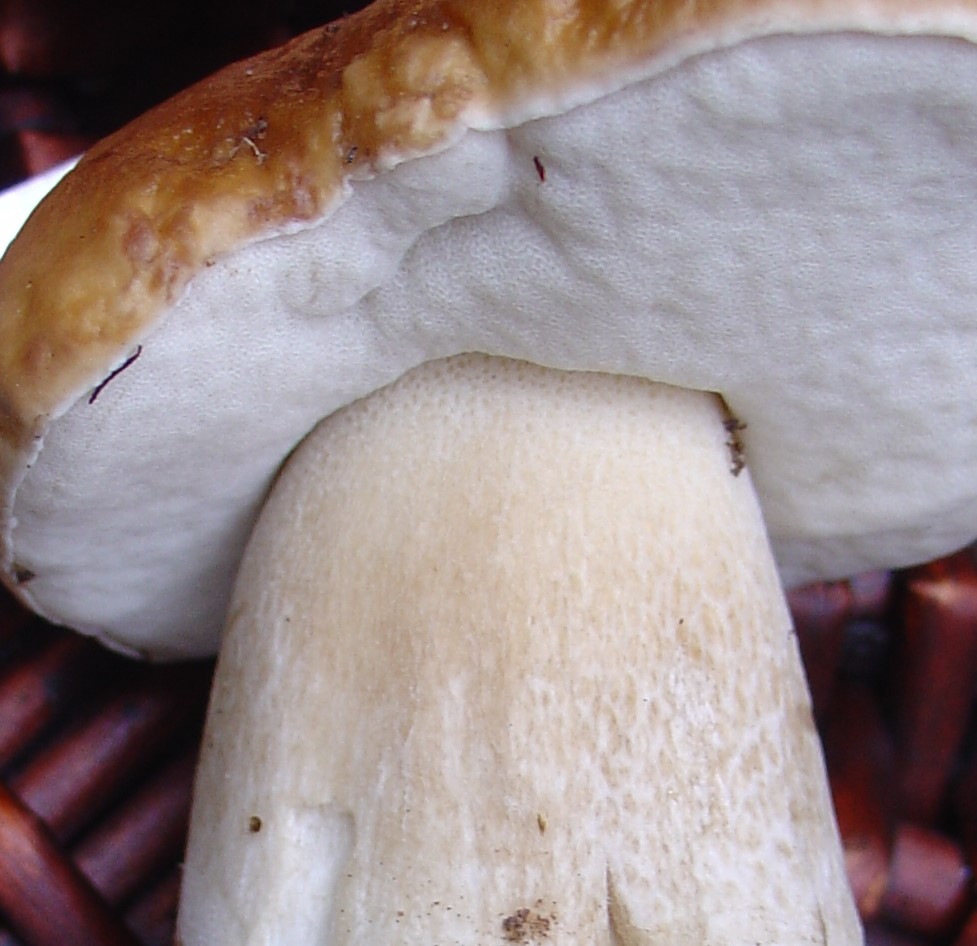
Sous le chapeau, l'hyménophore des bolets ressemble à une mousse, de couleur variable selon l'espèce et selon la maturité. Ce que l'on voit ici sont les pores, qui sont les bouts des tubes agglutinés.

Les bolets composent la majorité des espèces de l'ordre des Boletales, plus précisément des familles des Boletaceae, des Suillaceae et des Gyroporaceae. L'hyménophore (surface portant les cellules fertiles, produisant les spores) des bolets est séparable de la chair du chapeau. Il est constitué de tubes soudés les uns aux autres et terminés par des pores, formant une sorte de mousse ou de foin. Autrement dit (même si certains champignons à pores ne sont pas des bolets, notamment les Polypores, qui poussent généralement sur bois, mais dont les tubes ne sont pas séparables de la chair du chapeau), il suffit de regarder sous le chapeau pour reconnaître les bolets et les distinguer des champignons à lamelles. Ils possèdent tous un stipe plus au moins central et sont pour la quasi-totalité mycorhiziens, grandissant en relation avec des espèces d'arbres et poussant à terre.

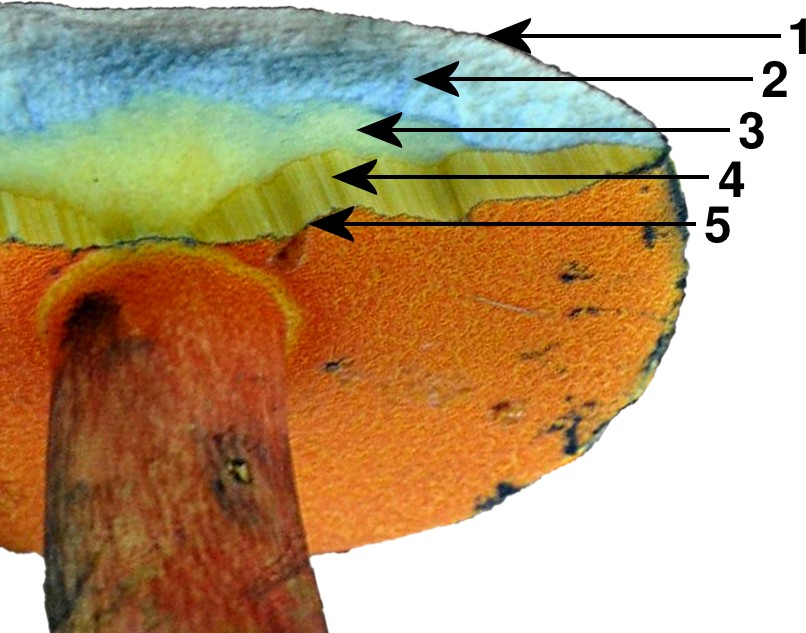
1. cuticule, 2. chair du chapeau, 3. chair servant de base aux tubes 4. tubes, 5. pores (bouts des tubes). Le 4 et le 5 constituent l'hyménophore du bolet, sa partie fertile.

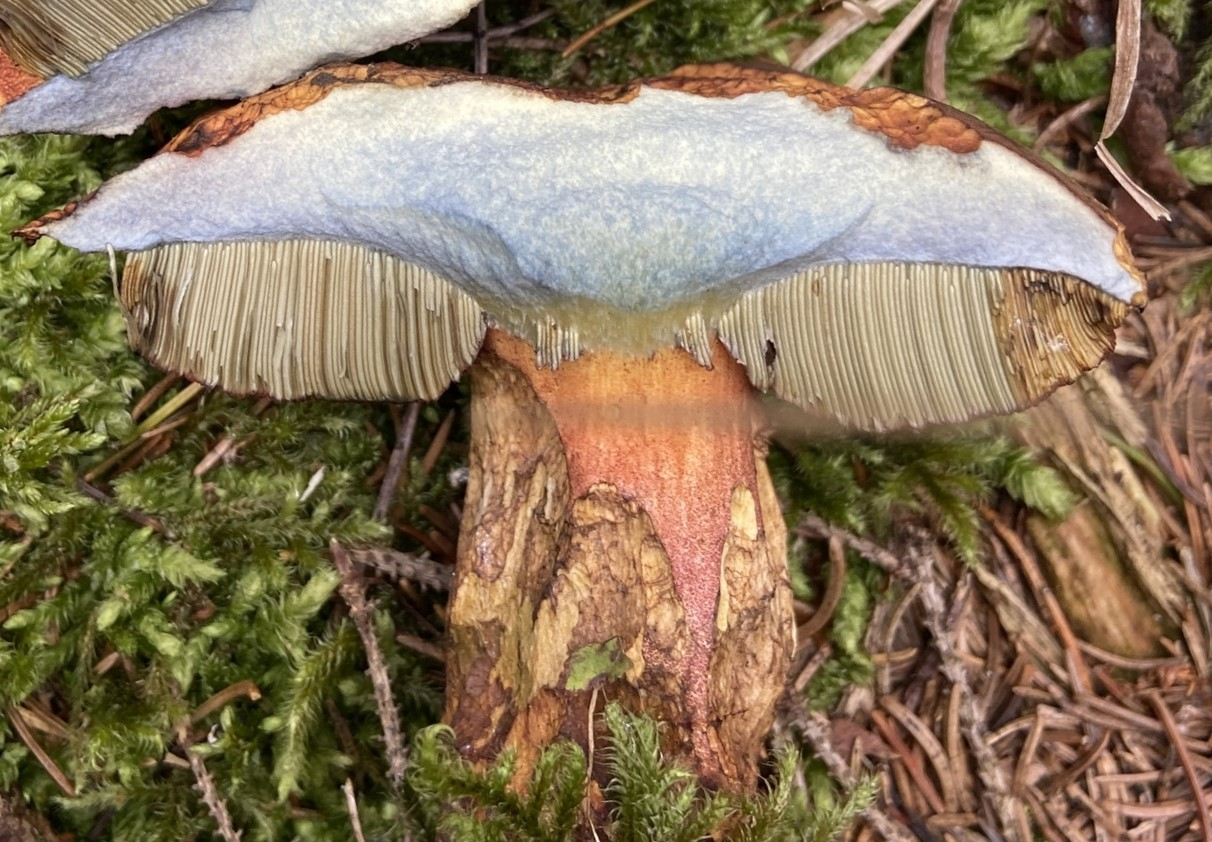
À la coupe, on observe bien l'amas de tubes disposés verticalement dans l'hyménophore. Leur couleur n'est pas forcément la même que celle des pores.

Les amateurs de bolets trouvent leur compte avec ce groupe de champignons dont on ne connait pas exactement le nombre d'espèces.
Umberto Nonis, célèbre botaniste et mycologue italien en a recensé plus de 250 espèces. En France métropolitaine, on en dénombre un peu plus de 120.
Aucun bolet n'est en principe mortel mais quelques-unes des espèces entraînent des troubles gastriques ou gastro-entériques, plus ou moins graves selon les individus, restant toxiques même une fois cuits. C'est le cas, pour citer l'exemple le plus connu, du Bolet Satan, qui provoque de violents troubles digestifs. Il n'est néanmoins pas le seul bolet toxique à prendre en compte, on notera les espèces du genre Rubroboletus et les espèces du genre Imperator. Les espèces amères du genre Caloboletus peuvent aussi provoquer des réactions indésirables si ingérées.
D'autres bolets sont également toxiques, mais uniquement si consommé crus ou mal cuits, comestibles bien cuits, notamment en raison de la présence d'hémolysines dans le champignon, toxines thermolabiles (qui peuvent se détruire par la chaleur) aux propriétés hémolytiques. C'est le cas par exemple du Bolet à pied rouge, bon comestible cuit et considéré comme l'un des meilleurs bolets pour la cuisine, égal dans ce cadre aux Cèpes, mais restant toxique cru. D'autres bolets dans ce cas seront les autres espèces du genre Neoboletus et celles du genre Suillellus, bien que leur valeur gustative varie à un plus grand degrés selon les opinions et qu'il n'existe pas réellement de consommation traditionnelle pour certaines d'entre elles.

### Idées reçues

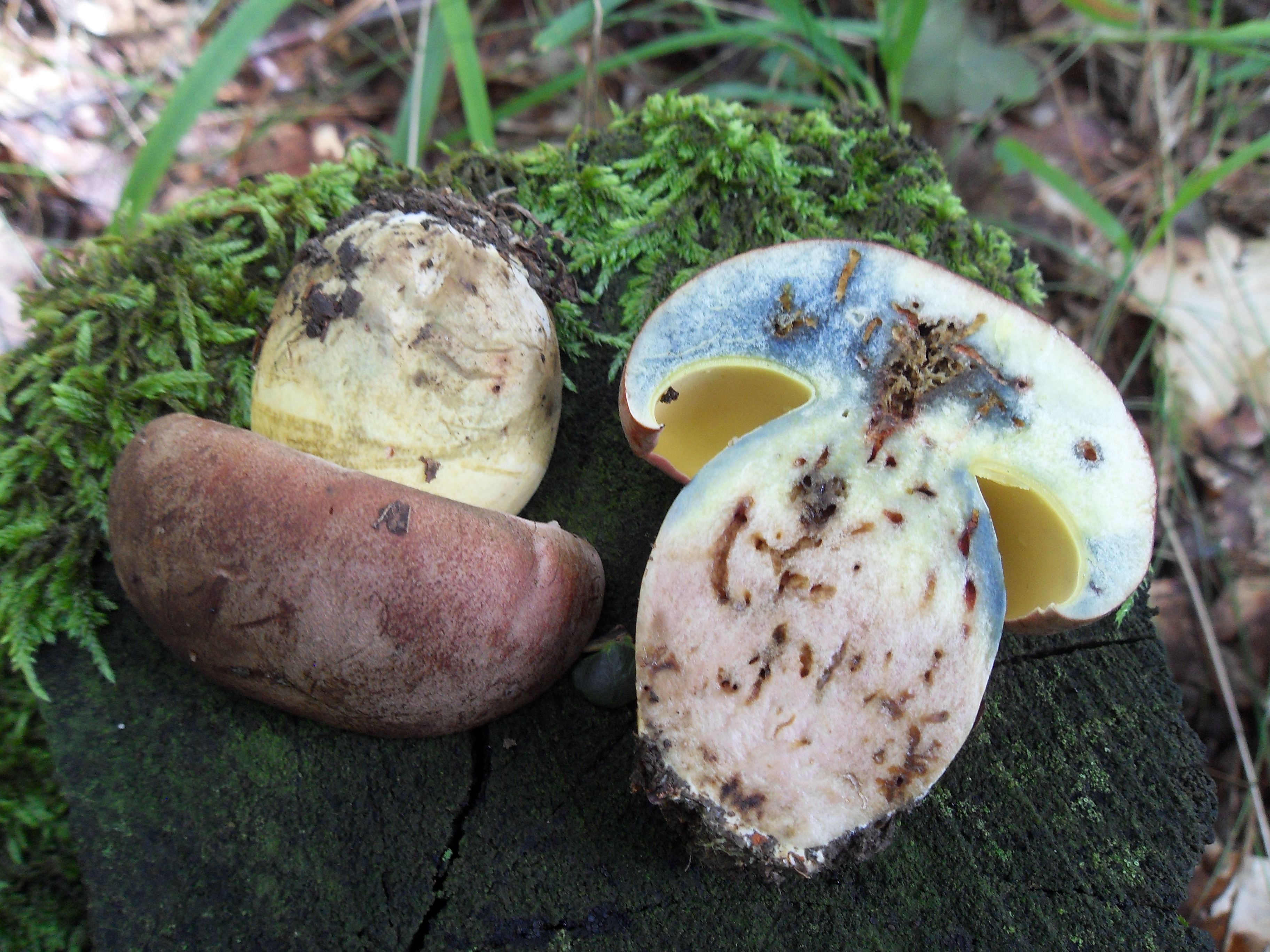
Le bleuissement n'est ni signe de toxicité ni signe de comestibilité. Ici le Bolet faux royal (Butyriboletus fuscoroseus), comestible.

- Le bleuissement : Certains bolets bleuissent entièrement, partiellement ou localement à la coupe ou bien à la pression, on parle de phénomène d'oxydation (ce bleuissement lorsqu'on les blesse, qu'on les coupe ou les meurtrit, est dû à un chromogène (l'acide variégatique (en) appelé jadis bolétol, ou l'acide xérocomique (en), dérivés de l'acide pulvinique) qui, au contact de l'air, s'oxyde et se transforme en boletoquinone, de couleur bleue[16]). Une croyance populaire associe ce bleuissement de la chair à la toxicité, stipulant que cette réaction est synonyme de toxicité. Ce n'est pas une réalité. Bien que quelques cas aillent dans ce sens tels que le Bolet Satan et les espèces proches associées, on retrouve d'un autre côté le Bolet à pied rouge, cité précédemment, à la chair fortement bleuissante mais restant pour autant un bon comestible cuit, ainsi que d'autres espèces comestibles une fois cuites. De plus, on dénombre une cinquantaine d'espèces additionnelles présentant elles aussi du bleuissement et qui ne présentent pas de toxicité en elles-mêmes, qui sont même de bons comestibles pour certaines. On peut citer la majorité des Butyriboletus, les Xerocomus au sens large (Xerocomus, Xerocomellus, Hortiboletus, Rheubarbariboletus, Imleria, etc), certains Leccinum, certains Gyroporus, etc. Le bleuissement de la chair ou de la surface, et par extension n'importe quel autre changement de couleur chez les bolets (gris, rose), n'est en soi ni signe de toxicité ni signe de comestibilité, il ne s'agit que d'un critère à prendre en compte pour identifier l'espèce, et non pas un critère pour déterminer la comestibilité[17]. Cela est la même chose pour les couleurs générales, les teintes jaunes des tubes et orange-rouge-marron des chapeaux chez nombre de bolets est notamment due à la présence de dérivés d'acides pulviniques, et n'indiquent rien quant à la comestibilité[18].

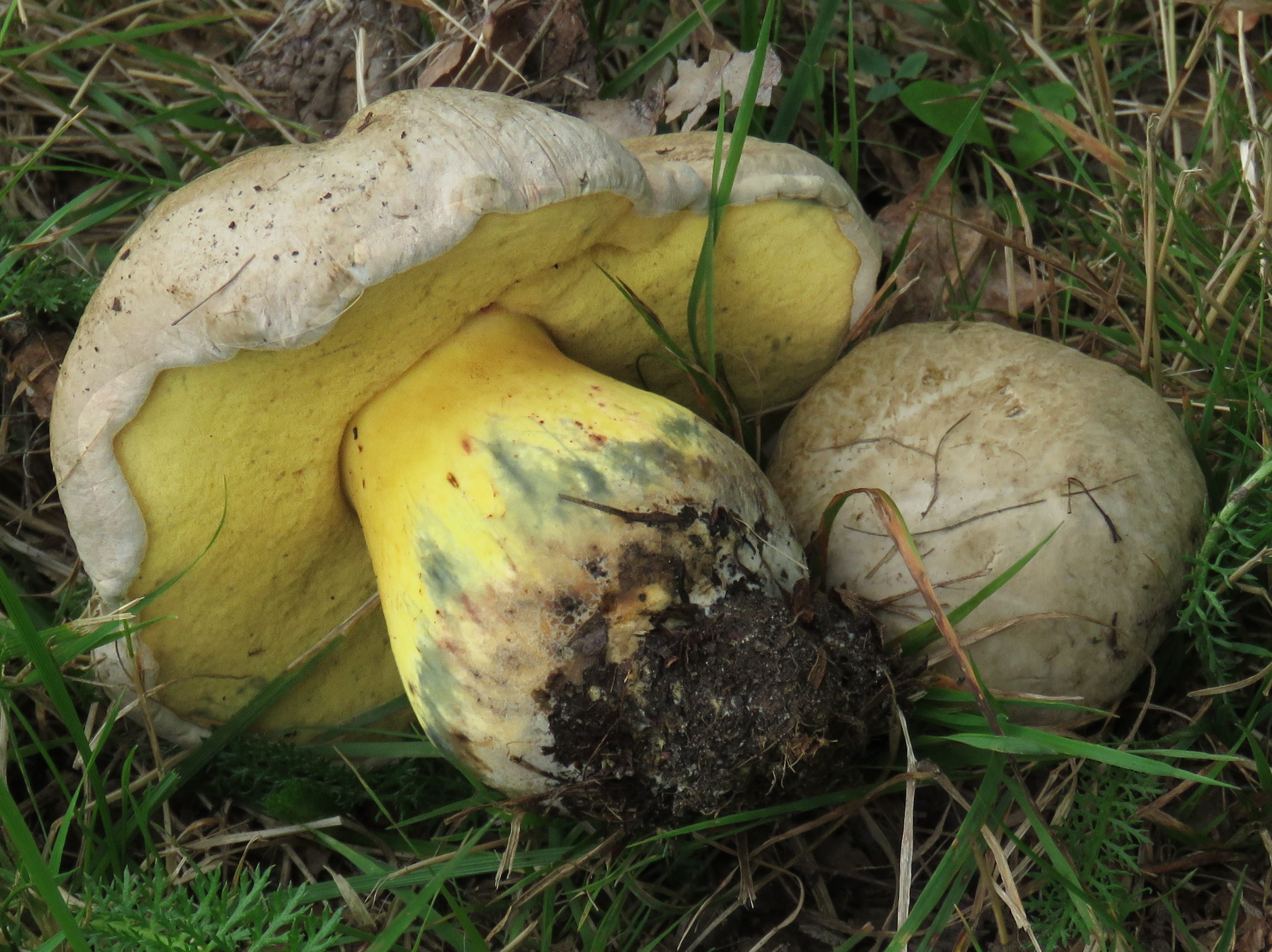
Le Bolet radicant (Caloboletus radicans) est tout autant à éviter que le Bolet Satan, de plus, il est beaucoup plus commun.

- Le Bolet radicant (Caloboletus radicans) est tout autant à éviter que le Bolet Satan, de plus, il est beaucoup plus commun.Les bolets toxiques : Le Bolet Satan (Rubroboletus satanas) est souvent considéré comme le seul bolet toxique par les cueilleurs, ou en tout cas celui par excellence, et donc à priori le seul bolet à éviter et à connaître pour ramasser des bolets en sécurité, mais en réalité il n'est pas le seul bolet toxique. Comme dit plus haut, il faut aussi noter les autres espèces du genre Rubroboletus et du genre Imperator qui sont également des espèces de bolets toxiques. Il faut de plus apprendre à reconnaitre et éviter certaines espèces immangeables de par leur amertume (et par la même occasion potentiellement toxiques émétiques) telles que le Bolet amer (Tylopilus felleus) et les espèces du genre Caloboletus. Toutes ces espèces sont listées ci-dessous. Le Bolet Satan est aussi victime de sa mauvaise réputation, beaucoup de cueilleurs connaissant son nom et sa toxicité mais peu d'entre sachant réellement le reconnaitre et par conséquent le voyant partout dans n'importe quelle espèce de bolet aux teintes rouges et/ou à la chair bleuissante, comme le comestible Bolet à pied rouge souvent pris pour le finalement rare et caractéristique Bolet Satan[17],[19].

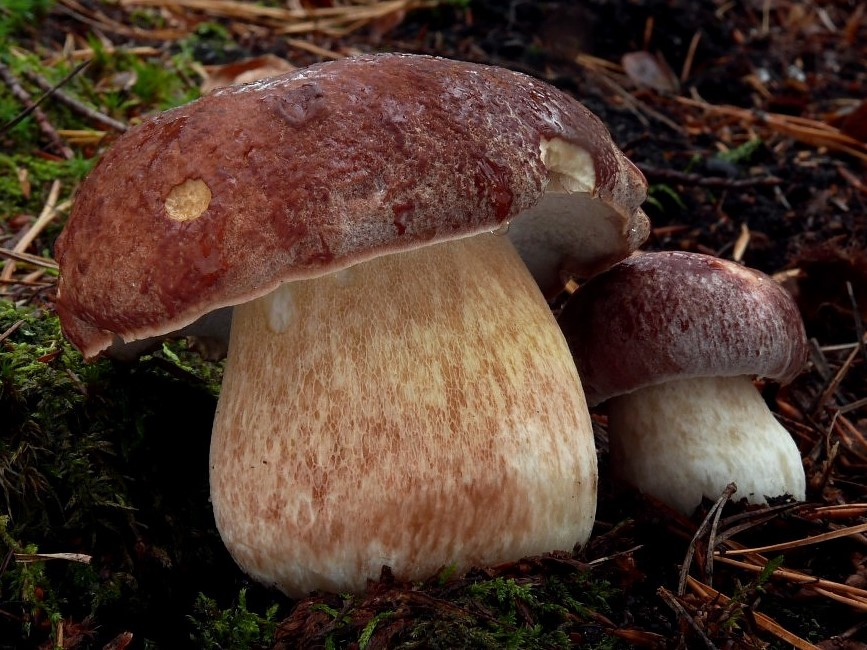
Le Cèpe des pins (Boletus pinophilus) est en réalité bien différent de ce que les gens imaginent lorsqu'ils utilisent ce terme.

- Le Cèpe des pins (Boletus pinophilus) est en réalité bien différent de ce que les gens imaginent lorsqu'ils utilisent ce terme.L'application du terme de Cèpe et sa prétendue interchangeabilité avec le mot bolet, car il faut en premier lieu rappeler que tous les Cèpes sont des bolets mais que tous les bolets ne sont pas des Cèpes. Il existe une certaine confusion avec la signification du terme de "Cèpe des pins" ; par utilisation populaire, ce nom est souvent utilisé à tort et à travers pour désigner de façon plus ou moins arbitraire diverses espèces aux chapeau visqueux et affiliées aux pins (généralement des Suillus, des espèces molles plus ou moins laxatives et de faible valeur gustative), alors qu'en réalité le Cèpe des pins doit désigner Boletus pinophilus, un Cèpe tout aussi bon, pas plus visqueux et à la même carrure que les autres espèces de Cèpes, une appellation en réalité stricte et bien définie[20]. Il en va de même pour la dénomination vernaculaire de "Cèpe des bouleaux", désignant vulgairement et généralement des bolets rudes du genre Leccinum, poussant pour la plupart sous bouleau, mais qui n'ont finalement pas non plus le droit à obtenir l'appellation stricte de Cèpe[20]. Enfin, dans le même style, on peut parler du terme de "Bolet orangé", qui, sans plus de précision, peut définir au moins cinq espèces différentes[20].

## Critères d'identification
Comme pour tous les champignons, tous les sens interviennent pour identifier une espèce de bolet (sauf l'ouïe). Contrairement à bien d'autres genres de champignons, la microscopie n'est que peu nécessaire afin d'identifier les bolets. En effet, la quasi totalité peuvent être identifiés de façon sûre à l'œil nu, les exceptions étant les Gyroporus du complexe de G. cyanescens, les Suillellus du groupe de S. luridus et quelques autres espèces. L'usage de réactifs chimiques peut quant à lui être pertinent chez quelques espèces mais jamais capital. Concernant les critères visuels macroscopiques d'identification des bolets, leurs couleurs sont plus ou moins fiables, généralement pas aussi aussi polychromes que les Russules par exemple, dont certaines appellent à totalement ignorer leur couleur pour l'identification de par leur grande variabilité. Cependant, afin d'identifier correctement les bolets, il faut surtout faire attention à diverses structures récurrentes caractéristiques chez certaines espèces.

### L'ornementation du pied
Il est d'une importance capitale de regarder la surface du pied d'un bolet afin de voir de quel type d'ornementation il est pourvu, un critère fiable et net. L'ornementation correspond à une sorte de structure morphologique (ou alors à son absence) sur le pied d'une espèce de bolet. On distingue les types d'ornementation suivants :

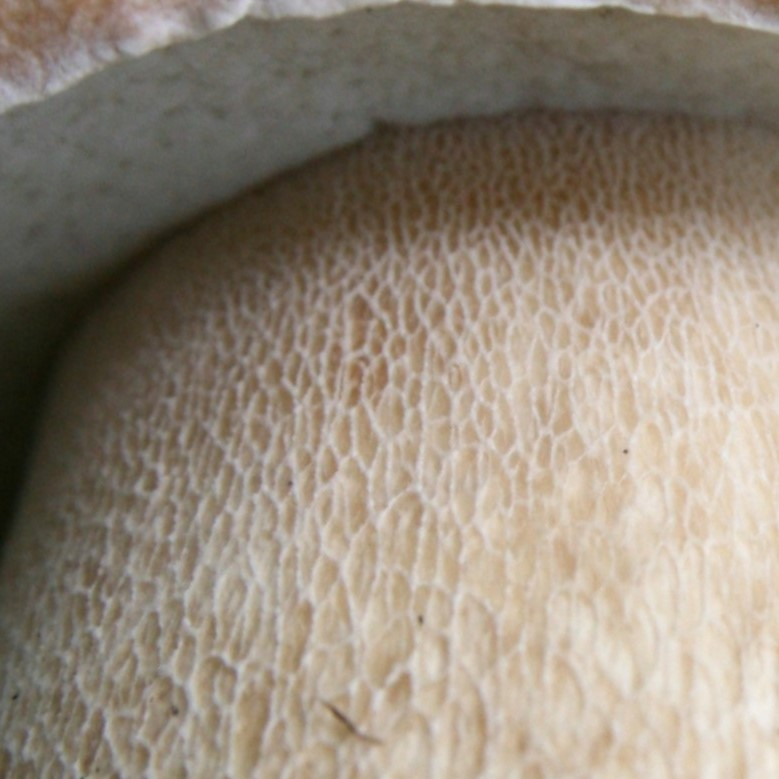
Réseau sur le pied du Cèpe de Bordeaux (Boletus edulis).

Tout d'abord le réseau (on peut aussi parler de réticule ou réticulation) ; une sorte de maillage ou de filet, généralement à orientation verticale, couvrant entièrement ou en partie le pied, pouvant varier selon l'espèce en couleur, taille, complexité, étendue et degré de protubérance. La présence d'un réseau est une caractéristique commune de beaucoup d'espèces et même parfois présente pour tous les représentants d'un genres, on peut notamment citer les Cèpes (Boletus sens strict), mais aussi par exemple les Butyriboletus ou les Imperator. Chez certaines espèces, notamment les Xerocomus, le réseau est souvent présent, mais prend une forme tellement simple et grossière (à peine quelques lignes de mailles, énormément espacées) qu'on parle alors de pseudo réseau ou de faux réseau. Il est aussi possible que, parfois, d'autres types d'ornementation (voir ci-dessous) s'agglutinent, surtout vers le haut du pied, pour se conglomérer et former un motif de veines rappelant également un réseau, quelques espèces étant plus promptes à le faire que d'autres. On peut aussi parler dans ce cas de pseudo réseau.

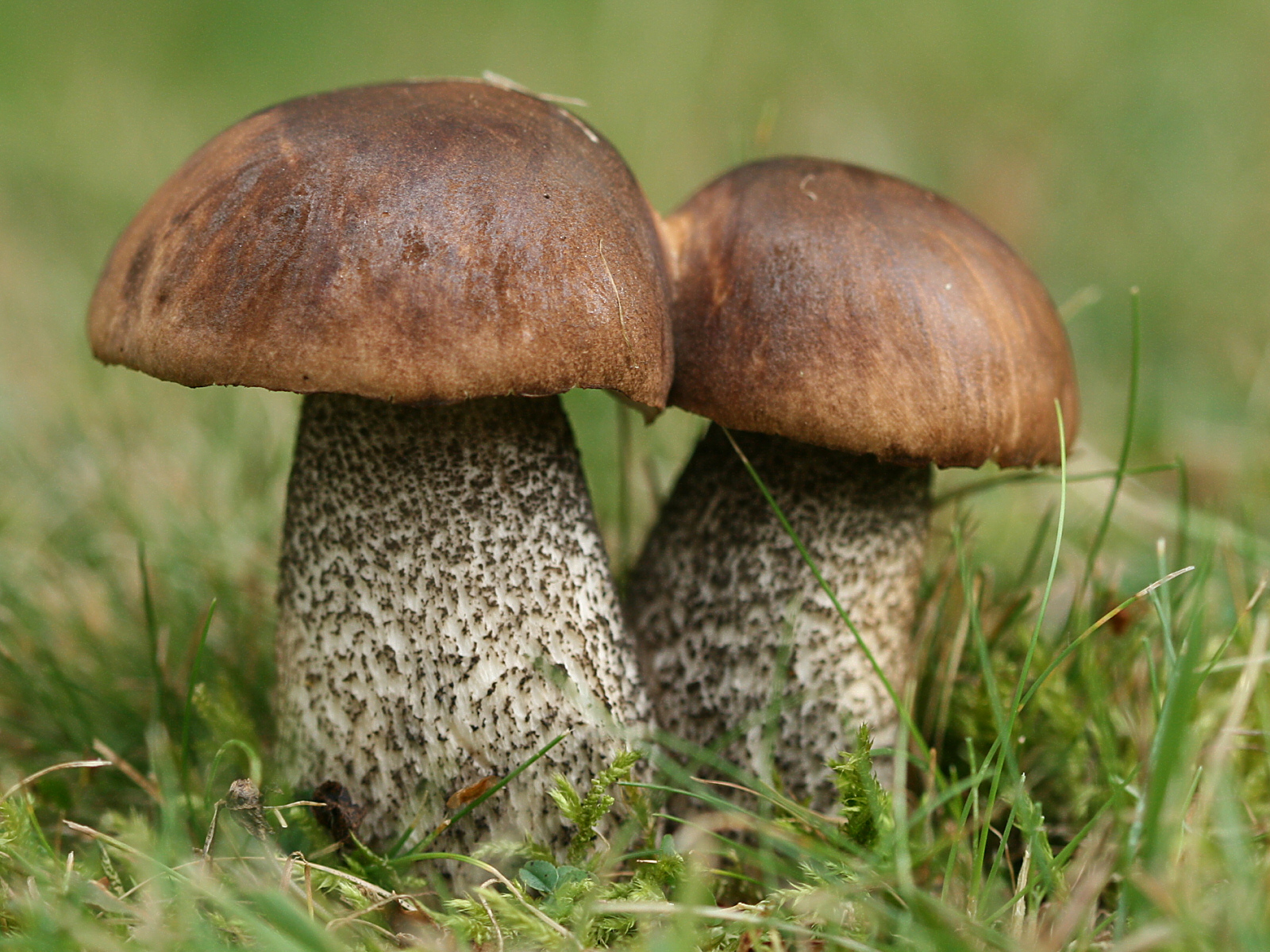
Mèchules noires sur le pied du Bolet rude (Leccinum scabrum).

Ensuite, les méchules ; sortes de petites mèches plus ou moins espacées entre elles sur toute la surface du pied, donnant l'aspect d'un pointillage grossier en relief. Elles peuvent varier en couleur, forme, taille, espacement et degré de protubérance, pouvant donner également une impression d'aspect rugueux ou squameux (on peut aussi parler de squames, squamules ou scabrosités pour les désigner). Elles sont présentes sur le pied des Leccinum au sens large, les Bolets rudes, généralement d'une couleur différente de celle du stipe et donc bien visibles. Celles d'aspect le plus typique sont sûrement celles du Bolet rude (Leccinum scabrum), noires, ou du Bolet orangé des chênes (Leccinum aurantiacum), rousses. Cependant, elles peuvent parfois prendre un aspect plus original, par exemple, chez le Bolet rude à base bleue (Leccinum cyaneobasileucum), elles sont de la même couleur que le stipe, donc un peu plus discrètes, mais sont très protubérantes et vont s'interconnecter, donnant un aspect finement lacuneux au pied. Chez d'autres espèces comme le Bolet dépoli (Hemileccinum impolitum) ou le Bolet des chênes verts (Leccinellum lepidum) par exemple, elles sont bien présentes mais très discrètes car de même couleur que le pied et très peu protubérantes, donnant au pied un aspect finement rugueux plutôt que méchuleux.

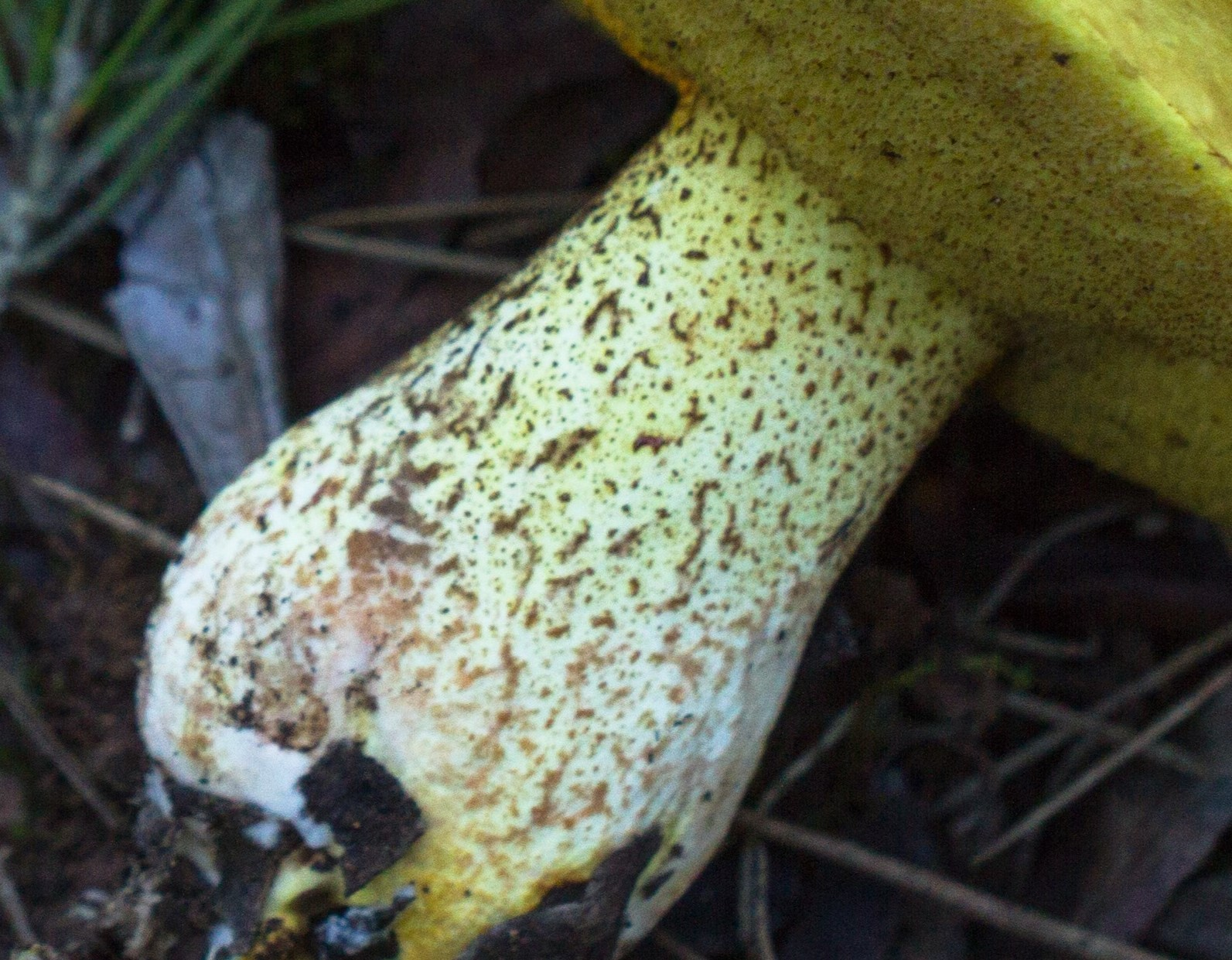
Granulations sur le pied du Bolet méditerranéen (Suillus mediterraneensis).

Pour continuer, les granulations ; assez semblables aux méchules mais plus fines, se présentant parfois en taches et de façon moins tridimensionelles, plus écrasées à la surface, sous la formes de granules, pouvant donner un aspect sale au pied. On pourrait éventuellement argumenter qu'il s'agit d'un type de ponctuations (voir ci-dessous). Les granulations sont caractéristiques des bolets du genre Suillus, ornant leur pied, elles peuvent en couvrir l'entièreté ou alors la zone se trouvant juste en dessus de l'anneau pour ceux qui en ont un, comme le Bolet jaune (Suillus luteus). Elles peuvent varier en couleur, en forme et en taille, même plus ou moins chez la même espèce au fil de la croissance. Elles sont d'ailleurs à l'origine du nom du Bolet granulé (Suillus granulatus), dont le pied est orné de granulations blanches.

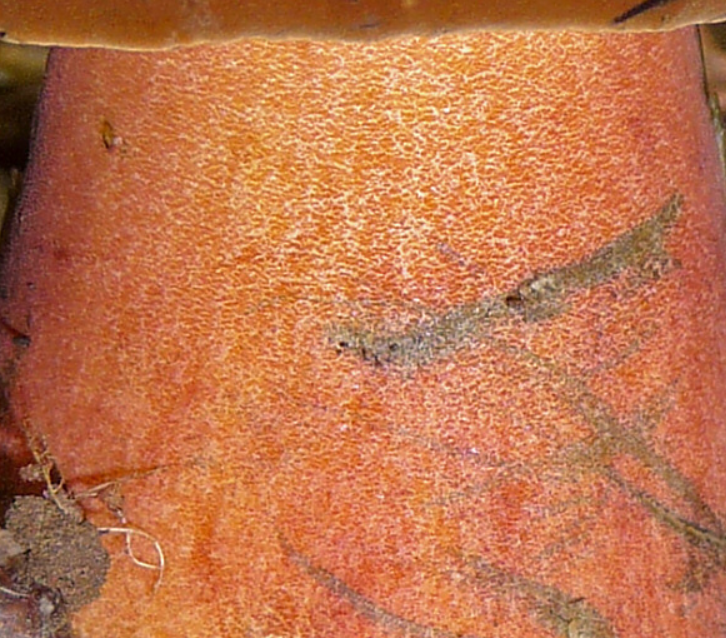
Ponctuations fines sur le pied du Bolet à pied rouge (Neoboletus erythropus).

On rajoutera aussi dans les types d'ornementation les ponctuations ; encore plus fines que les granulations, mais surtout beaucoup plus conglomérées, sorte de pointillage minuscule dense et très serré. Les ponctuations sont normalement plates sur le pied mais il est possible qu'elles deviennent un peu protubérantes lors de périodes de sécheresse. Elles peuvent plus ou moins varier en couleur et sont d'ordinaire si denses qu'elles sont l'origine de la couleur dominante du pied, il reste cependant tout à fait possible de pouvoir observer les minuscules points individuels à l'œil nui. Peu de bolets présentent des ponctuations, l'exemple principal est le Bolet à pied rouge (Neoboletus erythropus) où ses ponctuations rouges sont un de ses principaux critères d'identification face aux espèces ressemblantes.

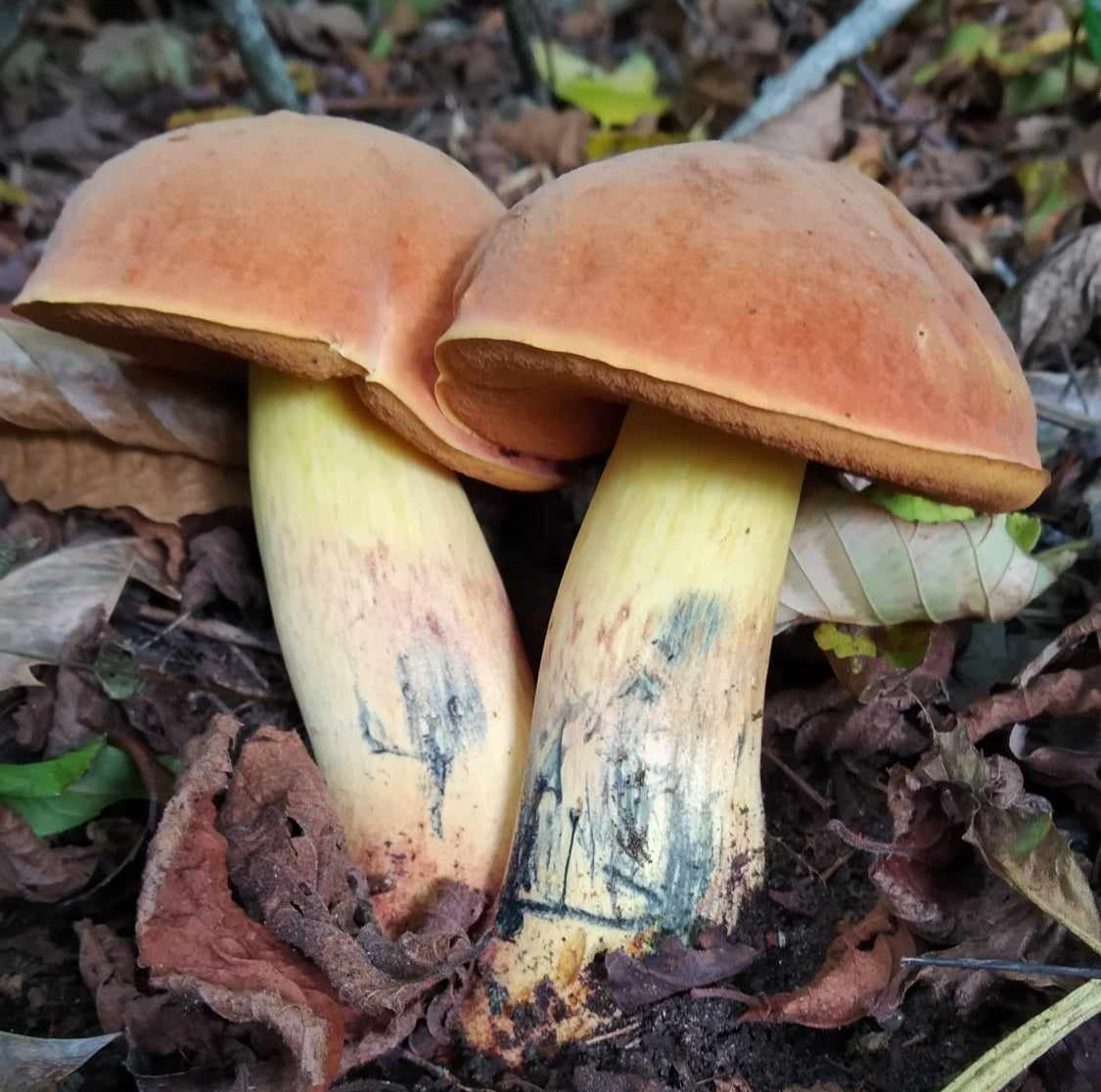
Le Bolet de Quélet (Suillellus queletii) n'a aucune ornementation sur son pied.

Enfin, certains bolets n'ont aucune ornementation sur leur stipe. On parle alors de pied nu ou lisse. Cette absence même d'ornementation constitue un critère d'identification en soi. Par exemple, tous les Gyroporus ont un pied nu et lisse sans ornementation (Gyroporus cyanescens présente cependant en plus une zone annulaire plus ou moins développée sur son pied, si on peut appeler cela une ornementation). Parfois, la frontière entre pied ponctué et pied nu peut être difficile à établir entre quelques espèces.

Pour finir, il faut également mentionner que des mélanges d'ornementation sont possibles, par exemple chez le Bolet menteur (Suillellus mendax), qui a un réseau sur la moitié supérieure de son pied et qui est ponctué sur sa moitié inférieure. Chez quelques espèces, il est également possible que l'ornementation se fasse plus floue au fil du temps, comme chez le Bolet radicant (Caloboletus radicans), qui a un réseau assez bien défini jeune, mais qui s'efface partiellement où même totalement à maturité pour donner un stipe nu. On peut également citer la possibilité de cas exceptionnels de spécimens atypiques, par exemple un Bolet blafard (Suillellus luridus) ne développant aucun réseau ou alors, au contraire, un Bolet à pied rouge (Neoboletus erythropus), en développant un, même si ces occurrences anecdotiques sont rarissimes chez ces espèces, il est toujours intéressant de savoir que cela peut se produire. Mais en moyenne, les ornementations des pieds des bolets restent tout de même des caractéristiques morphologiques assez nets et récurrentes pour constituer des critères d'identification fiables et accessibles, qui sont la plupart du temps le premier indice pour se diriger vers le genre de l'espèce recherchée.

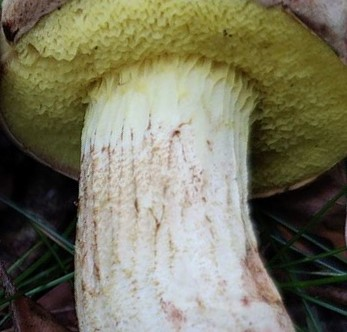
Pseudo-réseau du Bolet subtomenteux (Xerocomus subtomentosus).
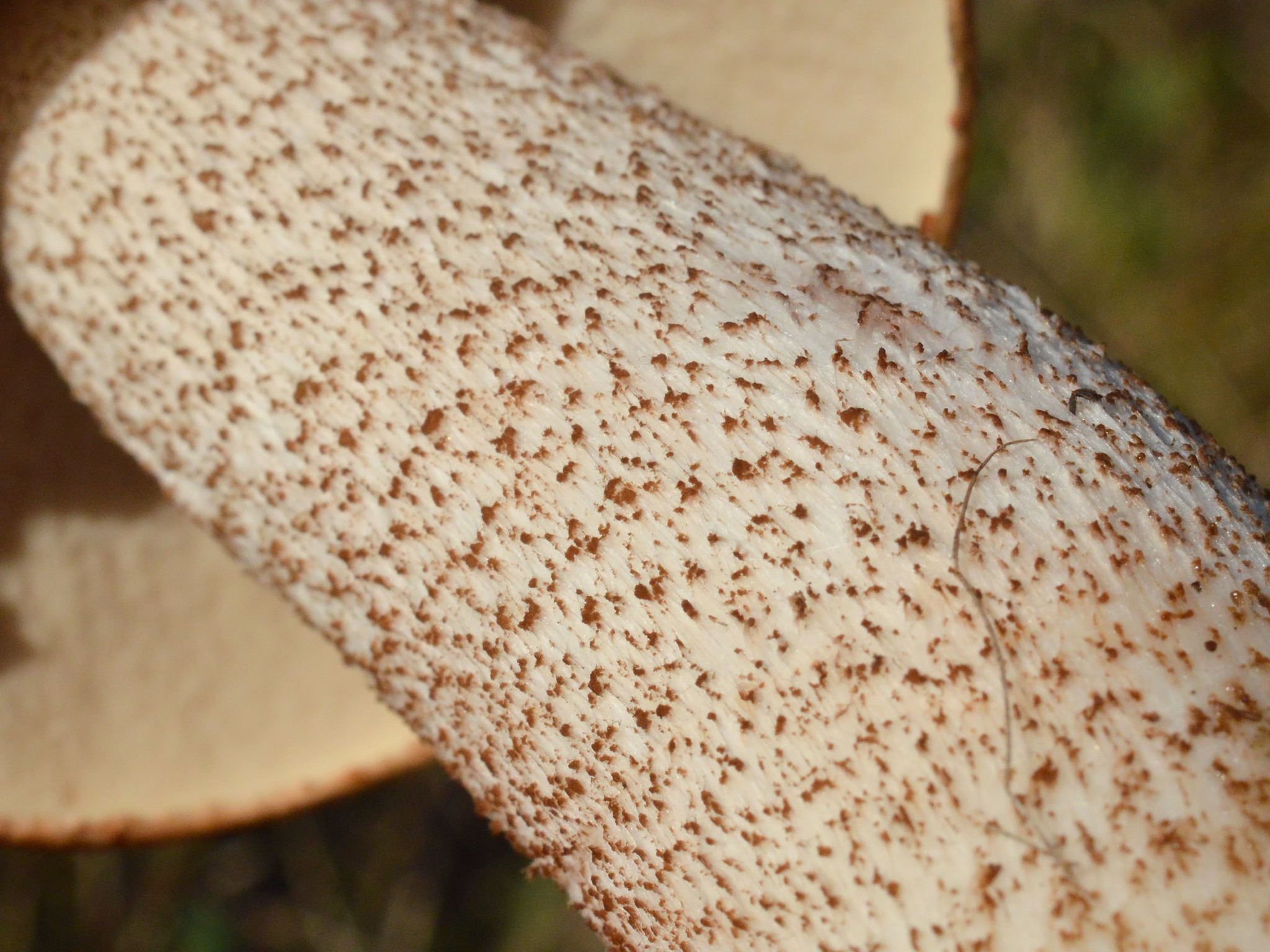
Méchules rousses du Bolet orangé des chênes (Leccinum aurantiacum).
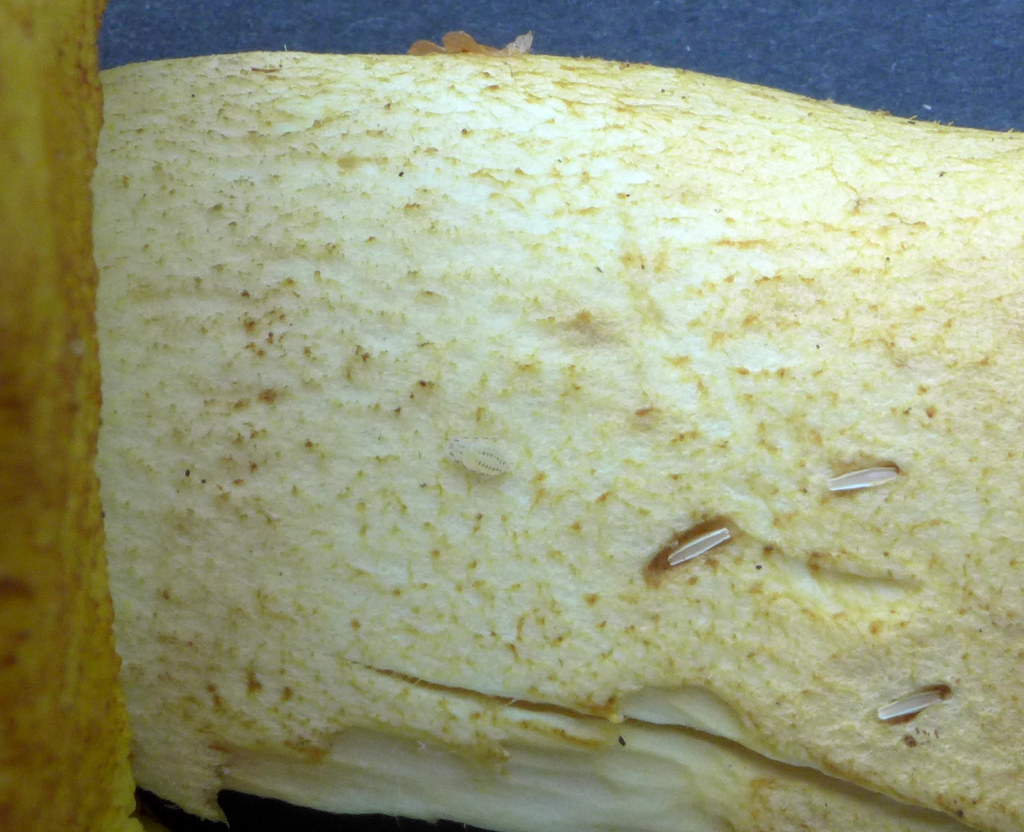
Méchules légères concolores du Bolet dépoli (Hemileccinum impolitum).
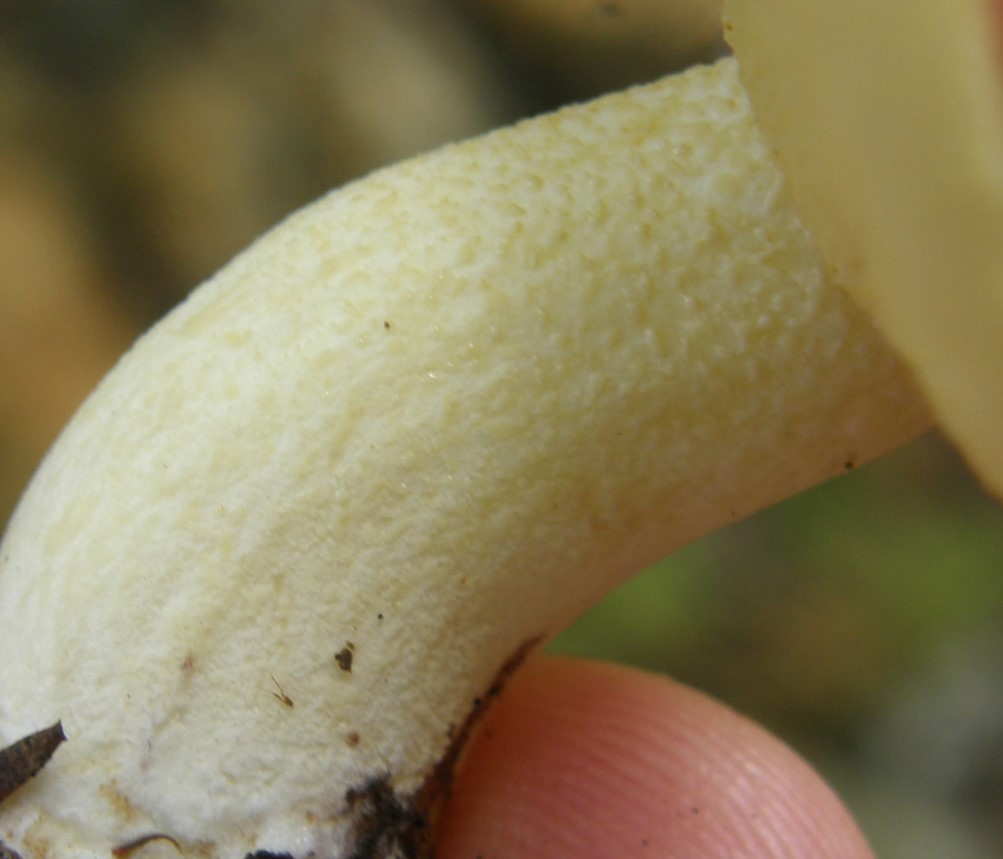
Granulations blanches concolores sur le stipe du Bolet granulé (Suillus granulatus).
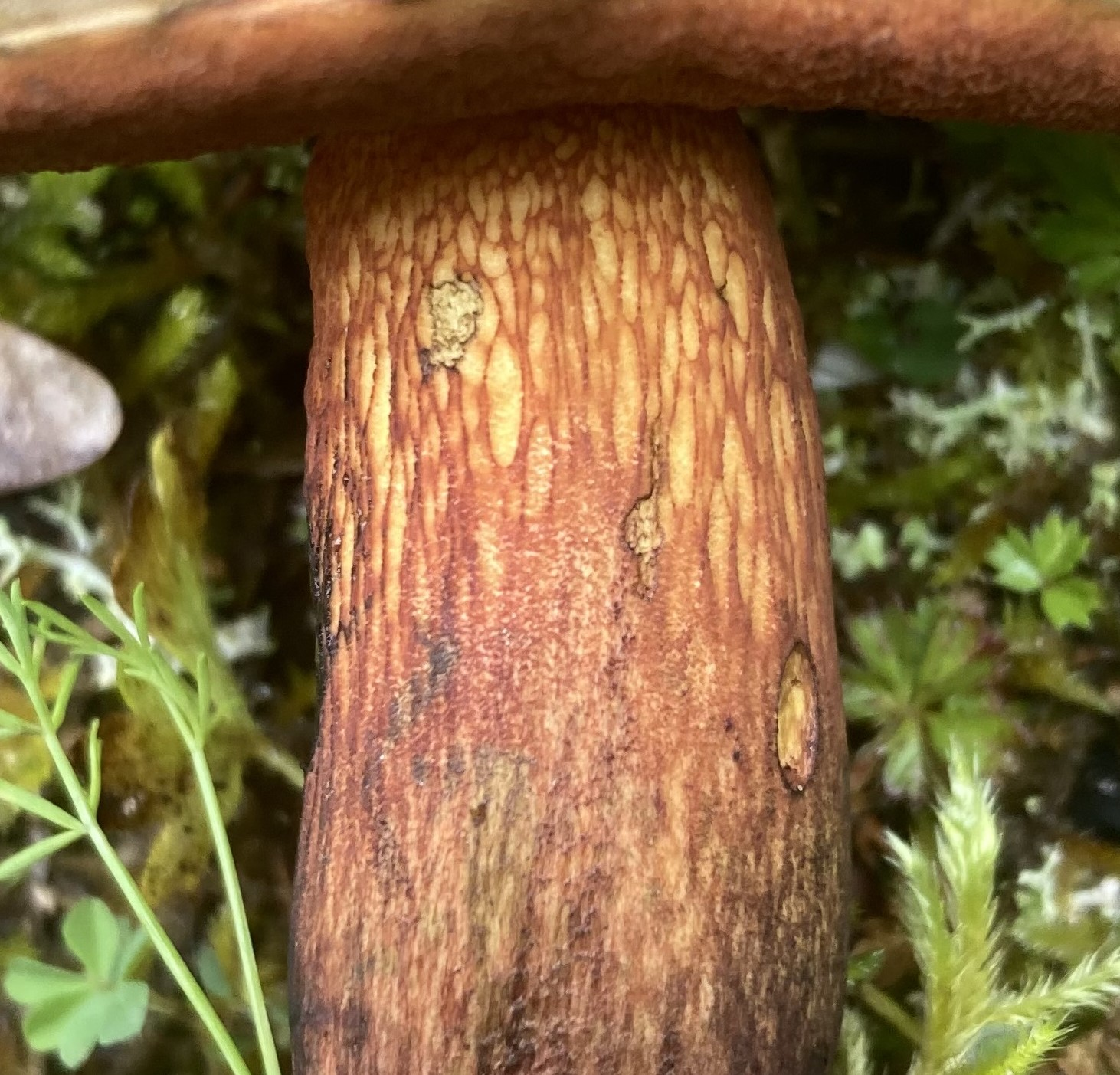
Réseau devenant ponctuations du Bolet menteur (Suillellus mendax)
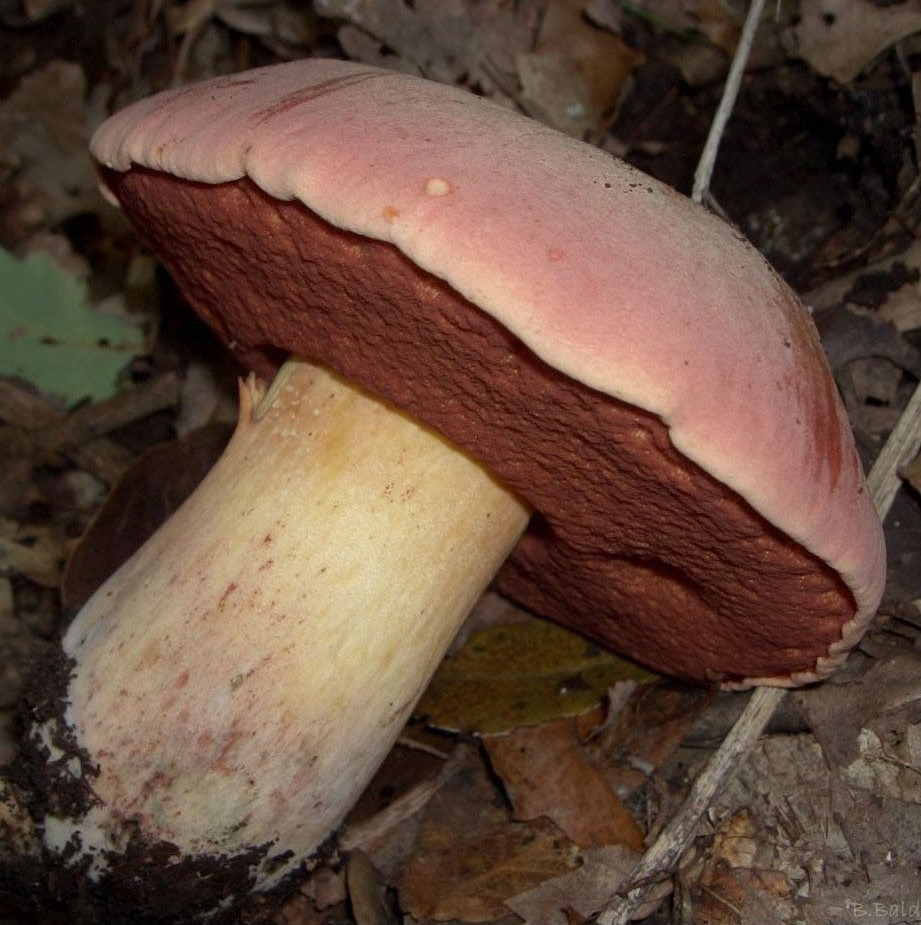
Stipe nu du Bolet des loups (Rubroboletus lupinus).

### Coloration de la chair
La chair des bolets constitue également un critère d'identification majeur, notamment sa couleur, que ce soit la couleur originelle de la chair ou alors la couleur qu'elle prend au contact de l'air par oxydation (le changement de couleur de la chair étant du à un processus chimique se réalisant au contact de l'air) ainsi que la disposition de ces couleurs et le temps qu'elles mettent à se développer. L'absence de coloration constitue tout autant un critère d'identification,,.

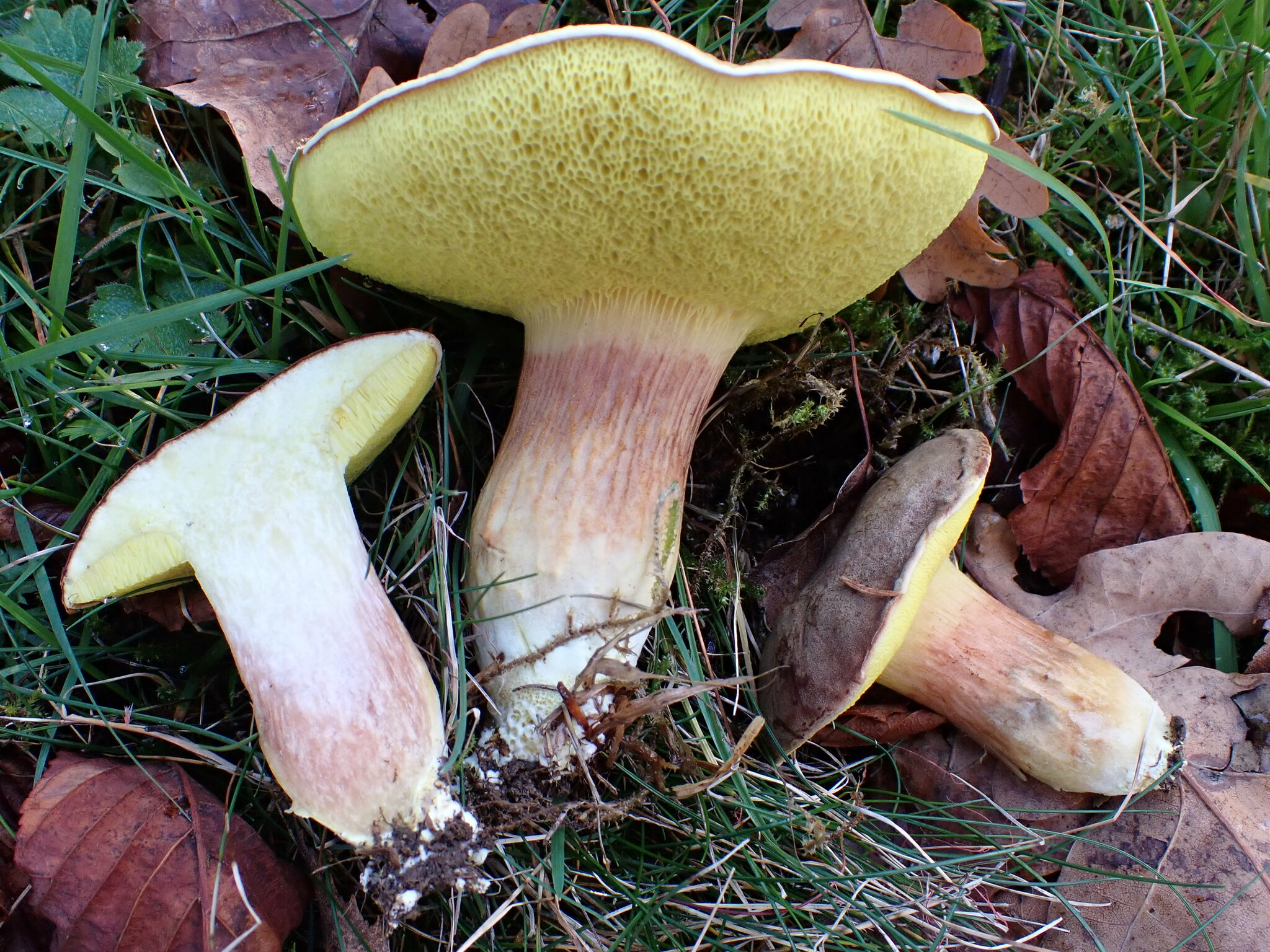
Moitié inférieure rosée de la chair de X. subtomentosus.

La couleur, l'élément principal, doit d'abord se différencier en deux formes : la couleur de base de la chair, indépendante du contact de l'air et la couleur qu'elle prend à la coupe à l'oxydation. En parlant de couleur originelle de la chair, beaucoup de bolets ont une chair blanche, d'autres comme les Butyriboletus ont une chair jaune, uniforme. Ensuite, la couleur de la chair peut être localisée, par exemple rosée dans la moitié inférieure du pied du Bolet subtomenteux (Xerocomus subtomentosus), rosée juste sur une fine zone sous la cuticule du Cèpe de Bordeaux (Boletus edulis), jaune de chrome à la base du pied du Bolet à base jaune (Xerocomus chrysonemus), rose dans la chair du chapeau du Bolet blanc rosé (Pulchroboletus roseoalbidus), rougeâtre dans une petite zone au bas du pied du Bolet à chair jaune (Xerocomellus chrysenteron) et brun sale à la base.

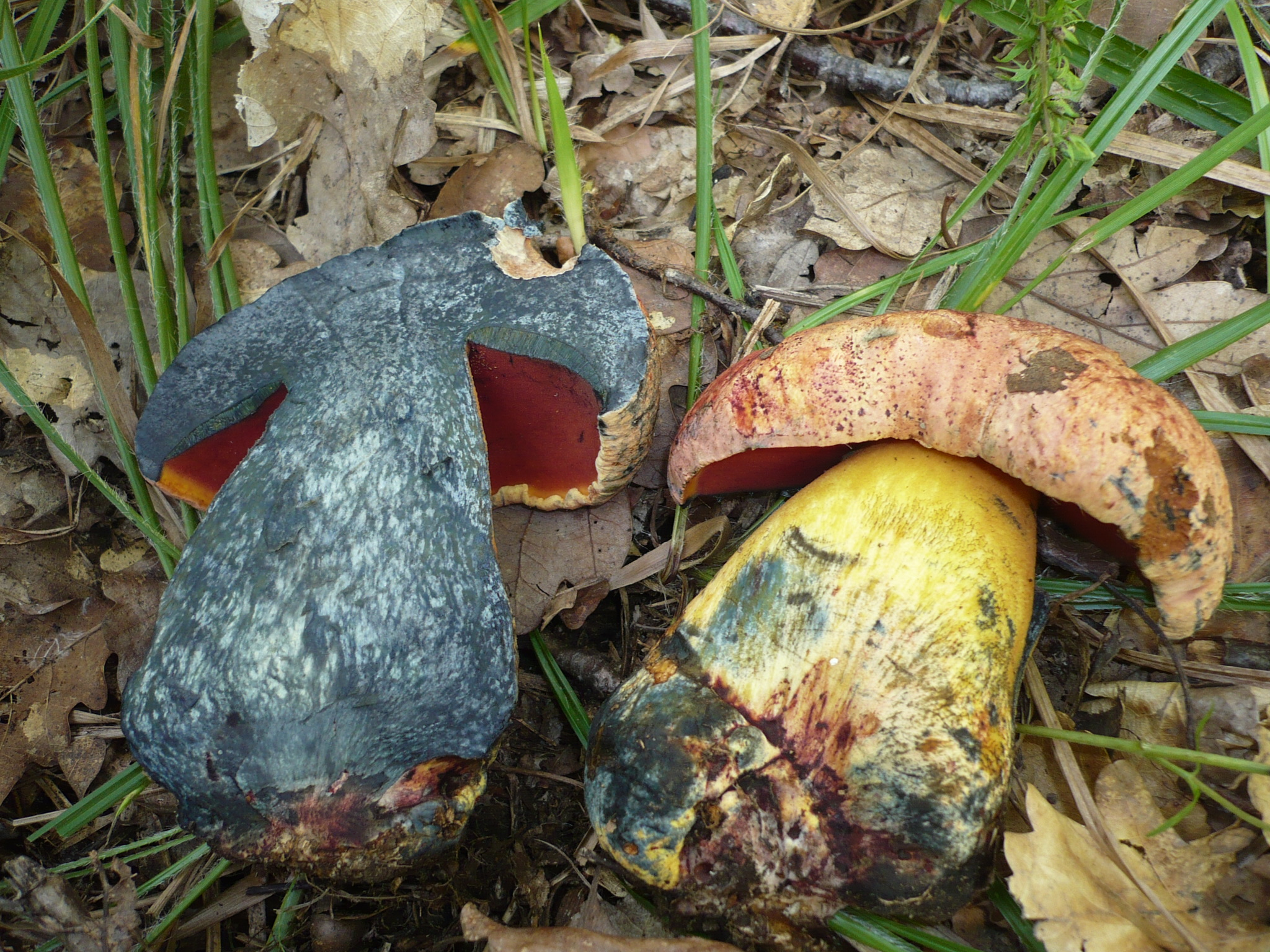
Bleuissement intense à la coupe de I. rhodopurpureus.

Ensuite, la couleur que la chair prend à l'air libre, à la coupe ou à la blessure. Chez beaucoup d'espèces, il s'agit d'un bleuissement, dont le degré d'intensité est à définir : léger comme chez le Bolet Satan (Rubroboletus satanas), modéré comme chez le Bolet chicorée (Rubroboletus legaliae) ou intense comme chez le Bolet vieux rose (Imperator rhodopurpureus), dont même la surface de la chair bleuit au toucher. D'autres couleurs d'oxydation existent aussi ; par exemple rosissement de la chair chez le Bolet de Corse (Leccinellum corsicum) et noircissement chez le Bolet rude des charmes (Leccinellum pseudoscabrum),.

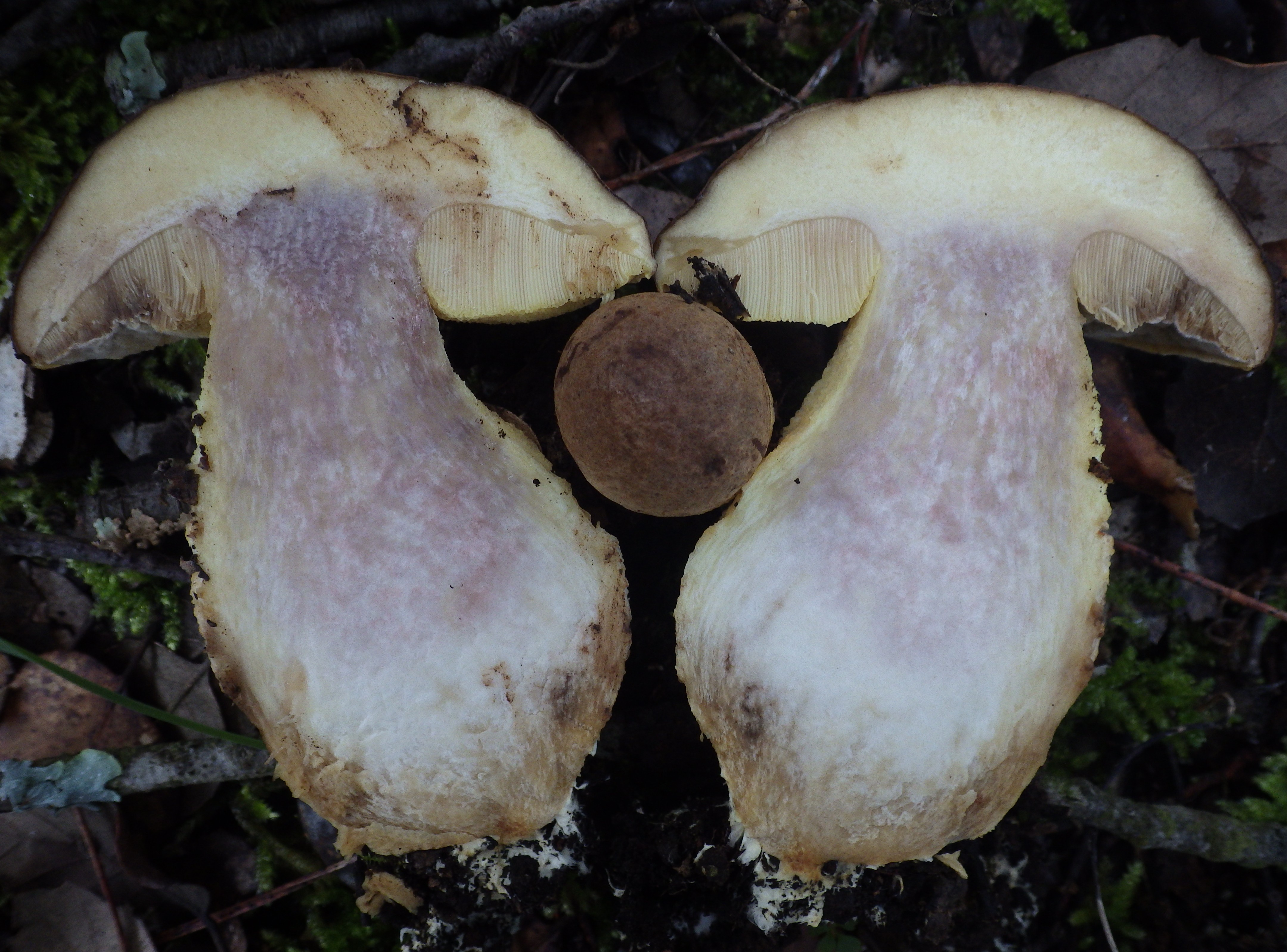
Chair noircissante après roussissement de L. lepidum.

Rejoignant la couleur et l'intensité, le temps que l'oxydation met à se développer est aussi un critère spécifique à certaines espèces. Bien que l'oxydation de la plupart des bolets se fasse en quelques secondes, certaines espèces mettent plus de temps à la développer après la coupe ; par exemple le Bolet pruineux (Xerocomellus pruinatus), qui met une dizaine de minutes à bleuir dans la chair du pied ou le Bolet subtomenteux (Xerocomus subtomentosus) qui met un temps à peu près égal à bleuir légèrement dans la chair du chapeau. De plus, certaines espèces arborent différentes couleurs au fil du temps, c'est le cas du Bolet des chênes verts (Leccinellum lepidum) dont la chair devient d'abord rosée pour devenir ensuite lentement noire violacée.

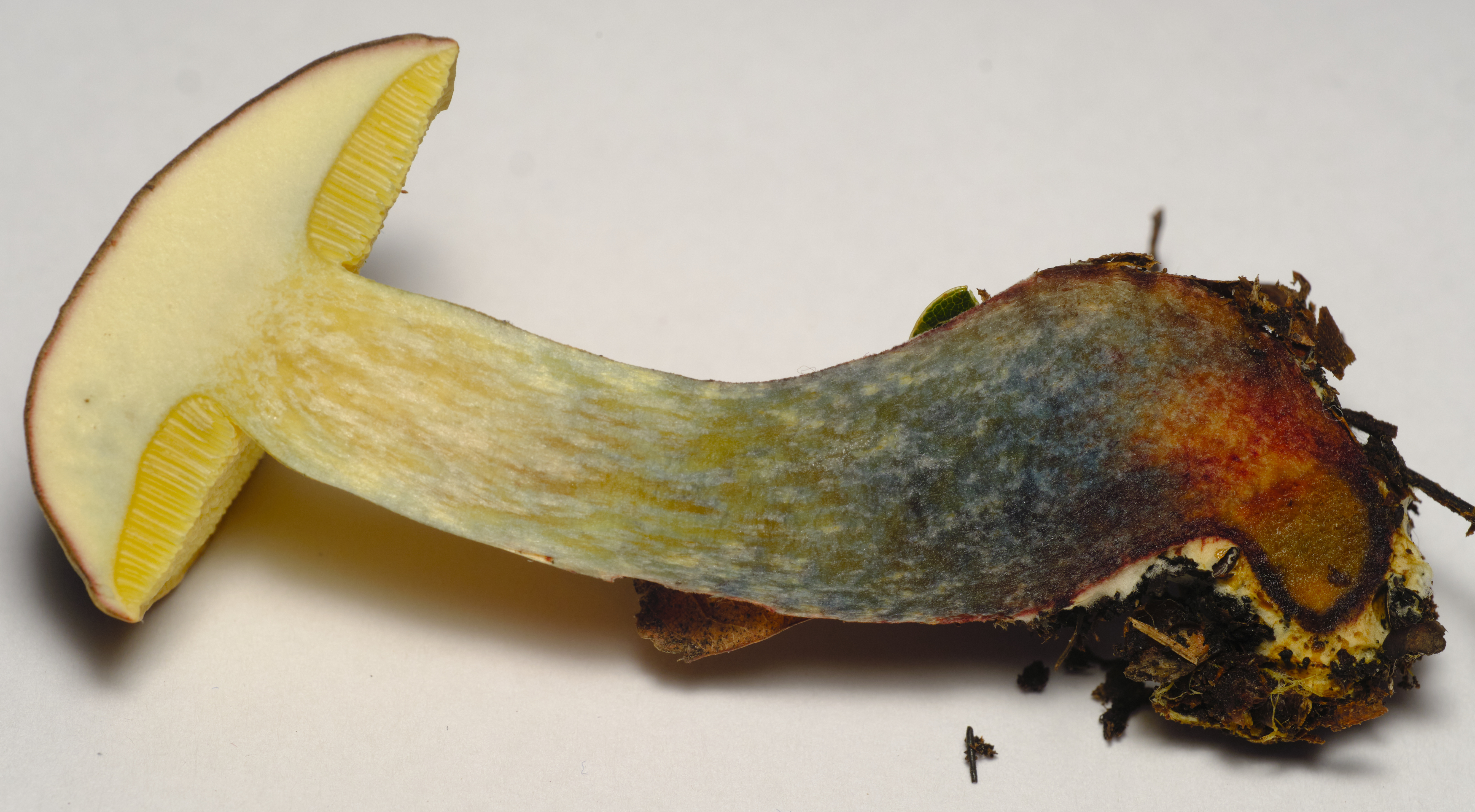
Chair rouge à la base et graduellement bleuissante de X. cisalpinus.

Enfin, la disposition des couleurs est également un critère très important, car elle a beau être uniforme chez certaines espèces, elle est aussi localisée chez d'autres ou même partageant la chair avec encore d'autres couleurs localisées. Par exemple, chez le Bolet rouge et jaune (Rubroboletus rhodoxanthus), la chair ne bleuit que dans la chapeau, chez le Bolet cisalpin (Xerocomellus cisalpinus), elle est rougeâtre à la base du pied et bleuit intensément au bas du pied en perdant graduellement en intensité jusqu'au haut du pied, chez le Bolet commun (Hortiboletus engelii), la base du pied est piquetée de petits points oranges, le Bolet rude des trembles (Leccinum duriusculum) et le Bolet orangé des chênes (Leccinum aurantiacum) bleuissent de façon intense mais très localisée, par une ou deux taches vers la base du pied, chez le Bolet pâle (Butyriboletus fechtneri), elle ne bleuit que dans une petit zone de la chair au dessus des tubes.

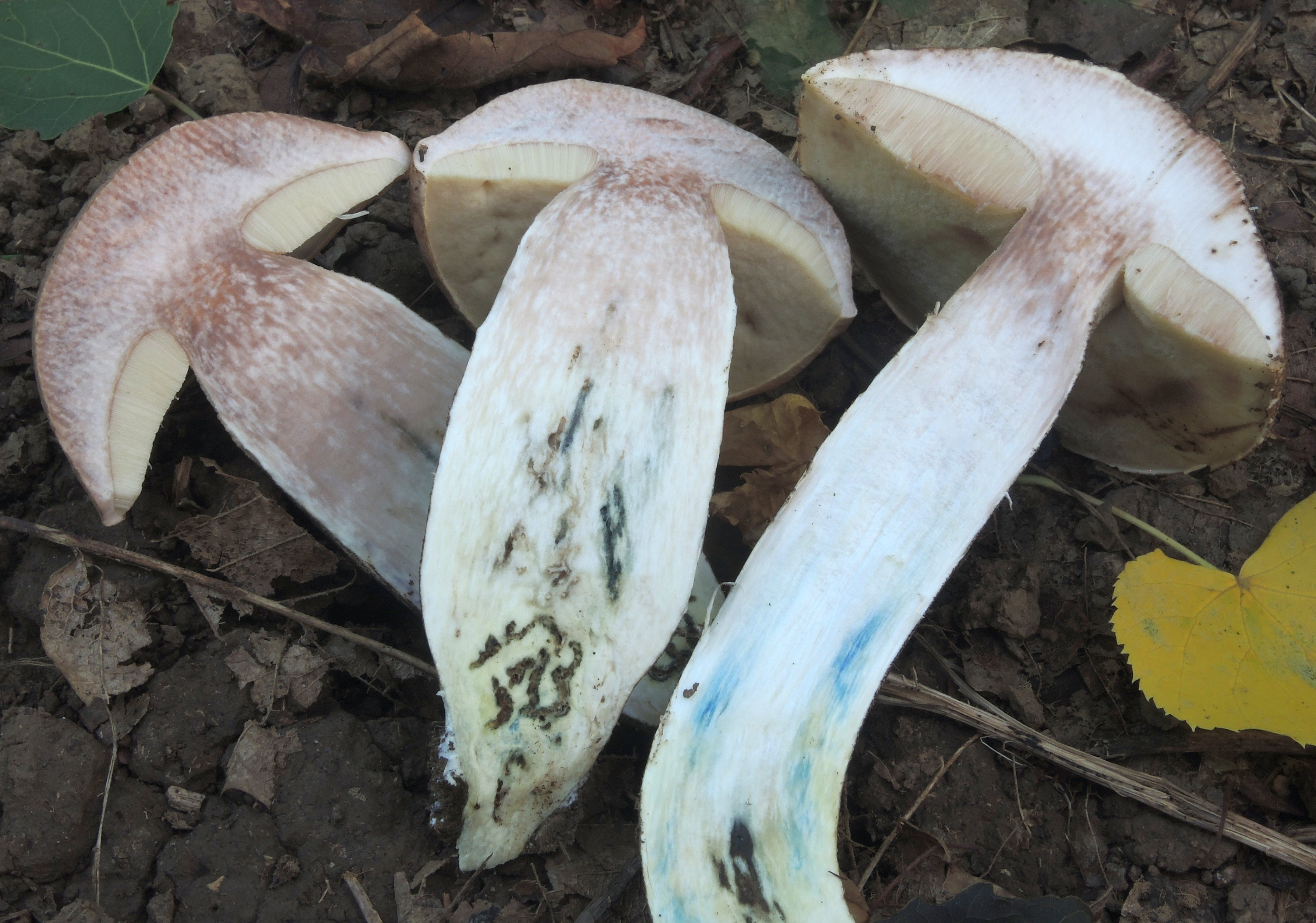
Grisonnement avec taches bleues au bas de L. duriusculum.

En parlant de tubes, même s'ils s'oxydent souvent de la même manière que la chair, il est aussi possible qu'ils constituent le seul élément à changer de couleur, comme chez le Bolet appendiculé (Butyriboletus appendiculatus) dont seul les tubes et les pores bleuissent et dont la chair est immuable (ne change pas de couleur), ou chez le Bolet bai (Imleria badia), mais qui peut tout de même bleuir légèrement au dessus des tubes. Chez certaines espèces, la surface de la chair peut parfois aussi bleuir plus facilement au toucher que la chair à la coupe, notamment chez les espèces Xérocomoïdes. Chez certains Suillellus, notamment le Bolet blafard (Suillellus luridus), la chair du bas du chapeau, où sont accrochés les tubes, peut être colorée uniquement sur sa face inférieure, d'une couleur rougeâtre chez cette espèce, elle laisse apparaitre alors une fine ligne rouge au dessus des tubes à la coupe que l'on a nommé la "ligne de Bataille", et qui peut être caractéristique.

### Les types de pores
L'hyménophore tubulé des bolets peut prendre plusieurs formes selon le genre, notamment la forme des pores. Ronds et fins chez les Cèpes ou les Gyroporus, ils peuvent être étirés et amples chez les Xerocomellus, anguleux et très amples chez certains Suillus, où même exceptionnellement lamelliformes,.

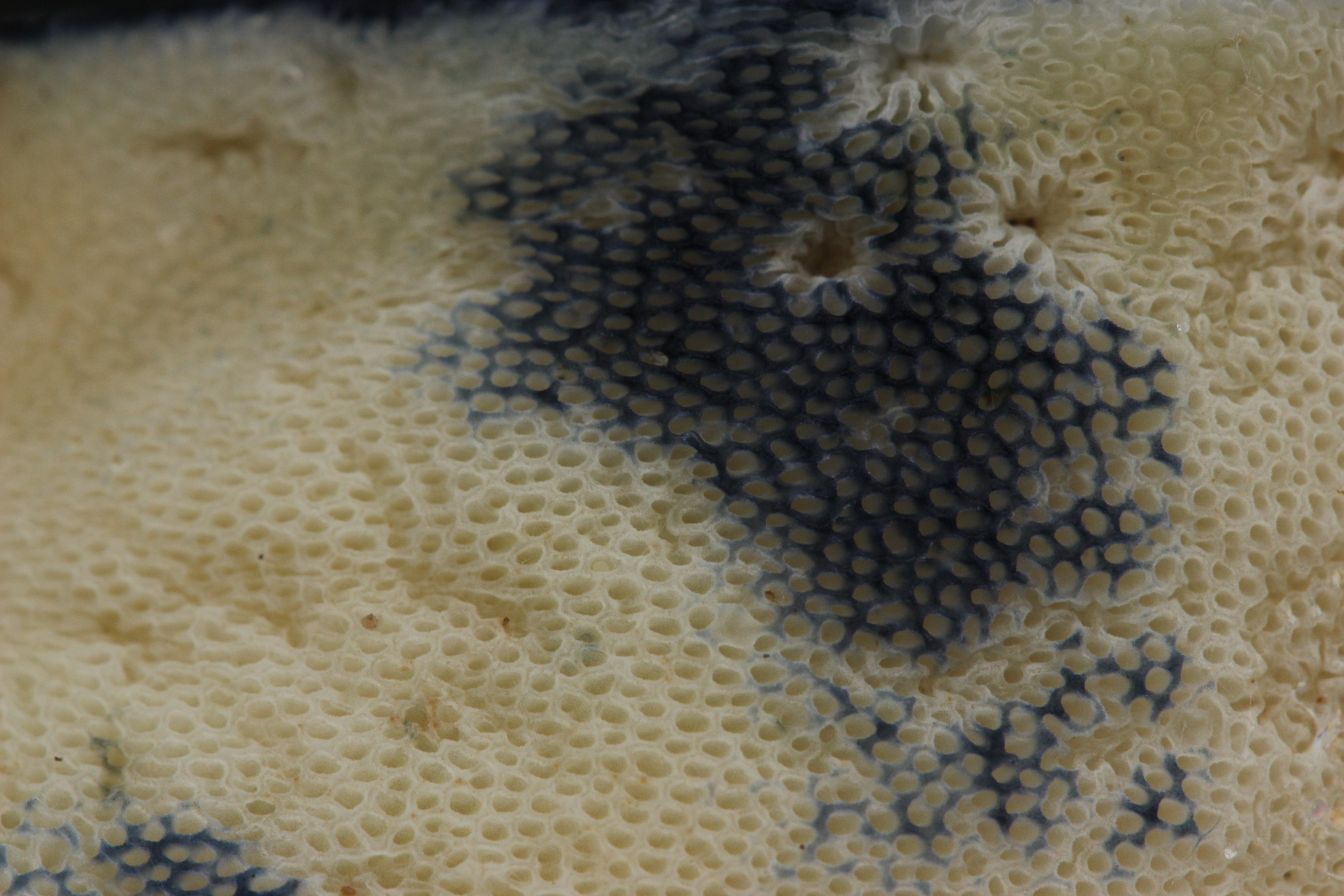
Pores ronds et fins de G. cyanescens.
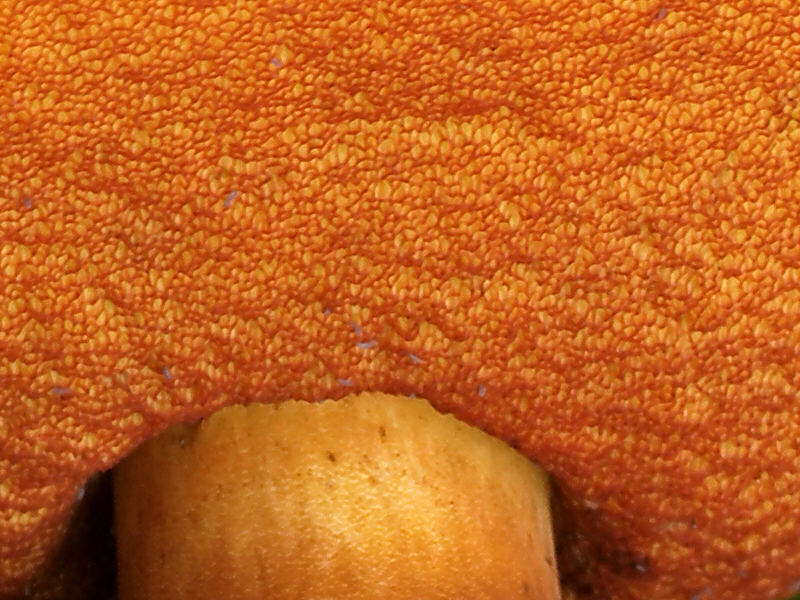
Pores ronds et fins de N. erythropus.
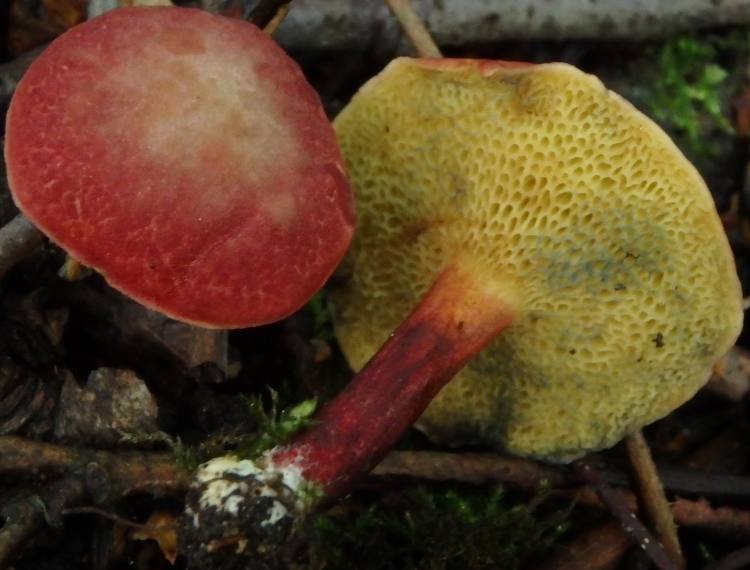
Pores amples étirés de X. fennicus.
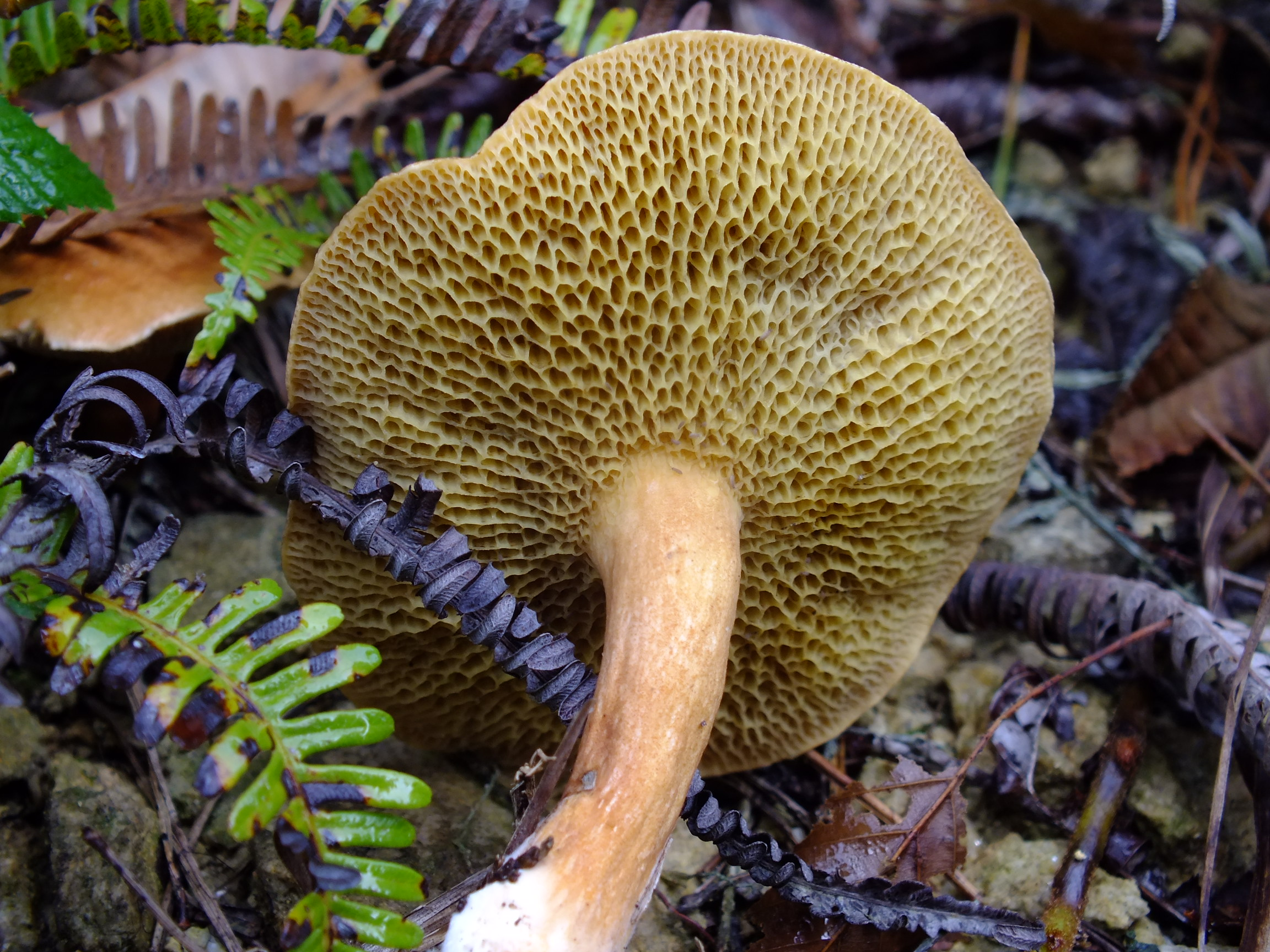
Larges pores anguleux de S. bovinus.
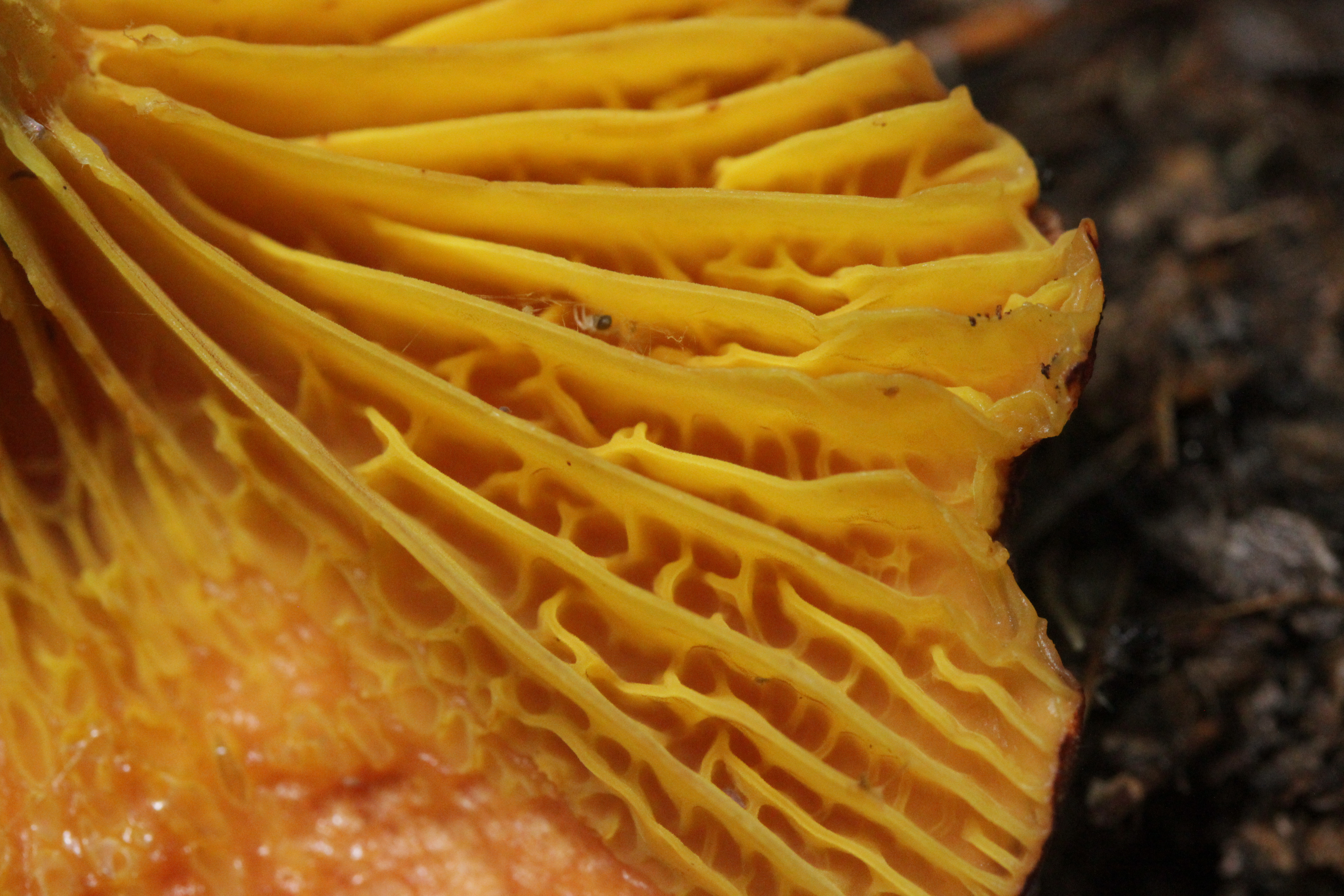
Exceptionnels pores lamelliformes de P. pelletieri.

### L'odeur et la saveur

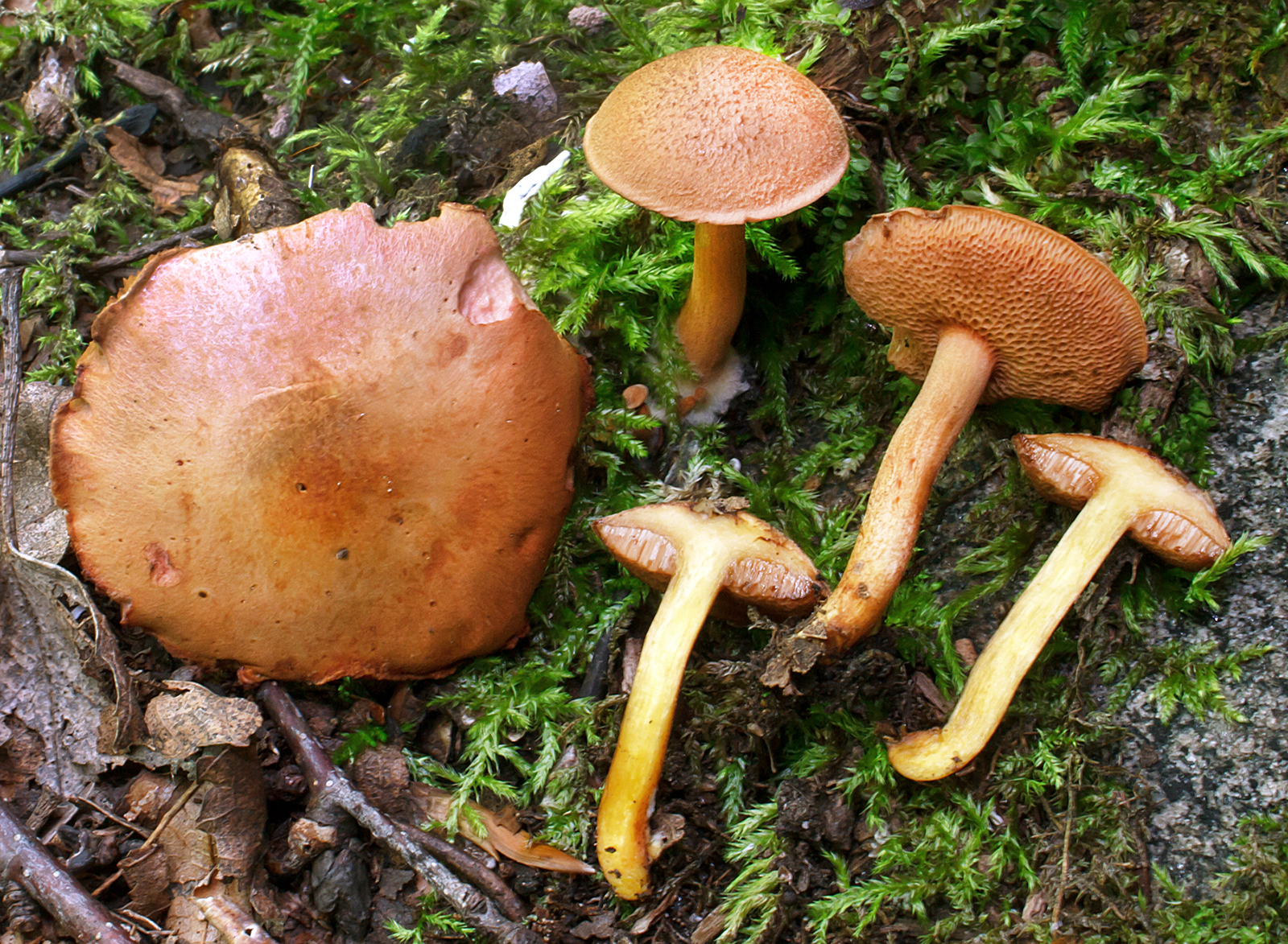
Le Bolet poivré (Chalciporus piperatus), à saveur poivrée.

Pour les bolets, la saveur et l'odeur ne sont pour la plupart des espèces pas des critères particulièrement développés ou importants pour l'identification, contrairement aux Russules par exemple. La majorité ont une saveur douce indistincte et une odeur peu caractérisée sujette à interprétation ; de noisette, de forêt, d'humidité, de "champignon". Cependant il existe quelques espèces dont ce critère est une particularité nette et définissante, par exemple le Bolet odorant (Lanmaoa fragrans) avec son odeur fruitée à maturité et le Bolet chicorée (Rubroboletus legaliae) à l'odeur de chicorée ou de sauce Maggi à maturité également, tandis que le Bolet dépoli (Hemileccinum impolitum) et le Bolet chauve (Hemileccinum depilatum) ont pour leur part une odeur iodée à la base du pied.
Concernant la saveur, l'exemple le plus connu est l'immangeable Bolet amer (Tylopilus felleus), mais les bolets du genre Caloboletus se caractérisent également par une saveur plus ou moins amère tandis que les espèces du genre Chalciporus ont une saveur plus ou moins poivrée selon l'espèce, parfois utilisés en poudre comme épice,.

### Le biotope
Comme pour beaucoup de champignons, L'arbre hôte est un critère capital. La grand majorité des bolets sont mycorhiziens, plus précisément ectomycorhiziens. Tandis que certains bolets ont un éventail très large d'arbres hôtes, comme le Cèpe de Bordeaux (Boletus edulis) qui peut pousser sous divers feuillus et conifères, d'autres bolet n'effectuent des mycorhizes qu'avec une gamme très réduite d'essences où même parfois avec une seule, comme Bolet livide (Gyrodon lividus) qui ne pousse que sous les Aulnes, ou le Bolet élégant (Suillus grevillei) qui ne vient que sous Mélèze.

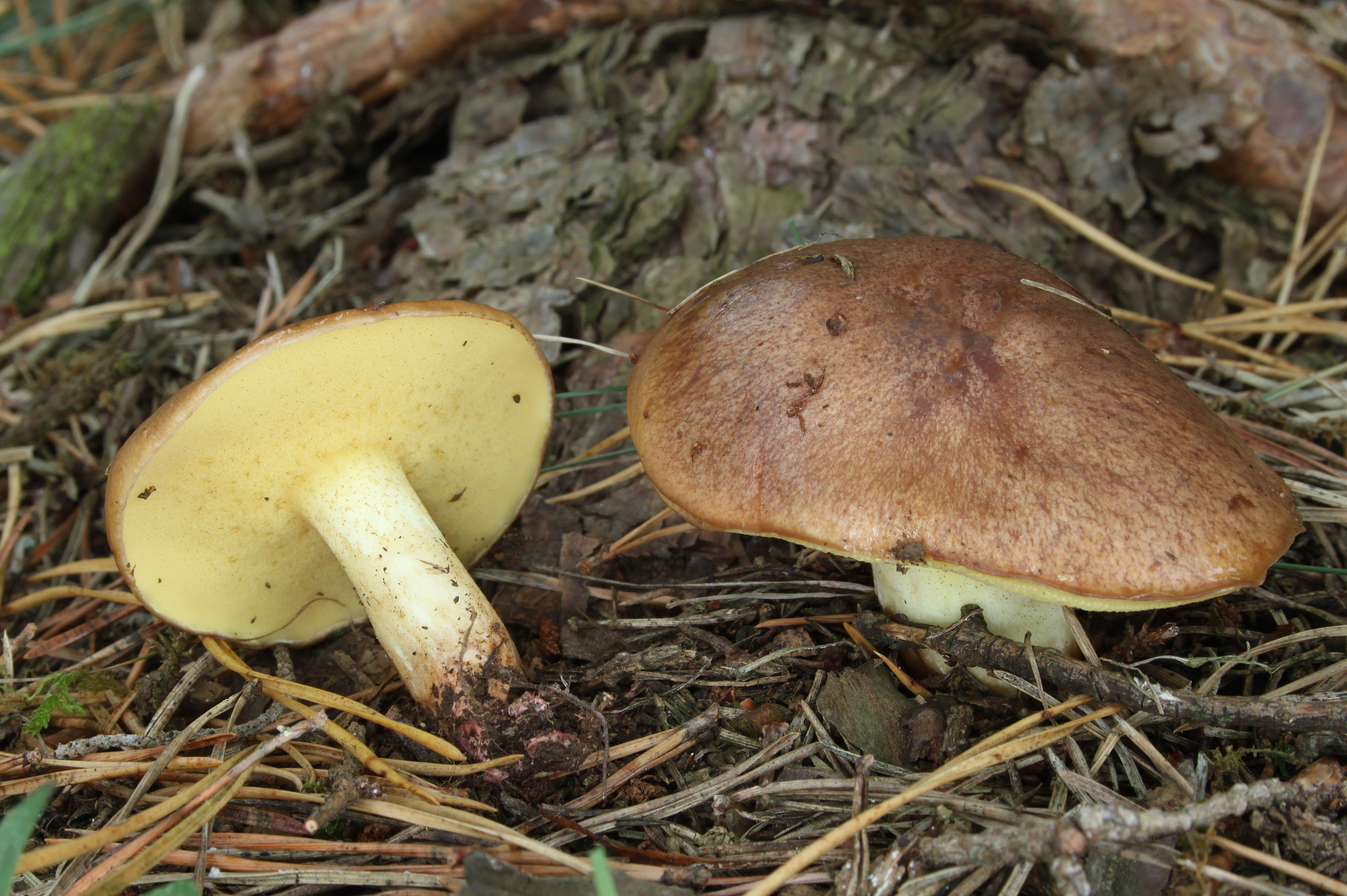
Le Bolet à base rose (Suillus collinitus), qui ne pousse que sous Pins.

L'arbre hôte peut être très utile à connaître lorsque des espèces ressemblantes se différencie par leur arbre hôte, par exemple le Bolet orangé (Leccinum albostipitatum) sous Peupliers et le Bolet roux (Leccinum versipelle) sous Bouleaux. L'altitude peut également être un facteur déterminant, certaines espèces étant à préférence montagnarde comme le Cèpe des pins (Boletus pinophilus), tandis que d'autres espèces préfèrent quant à elles la plaine sans trop aller en altitude comme le Cèpe bronzé (Boletus aereus),.

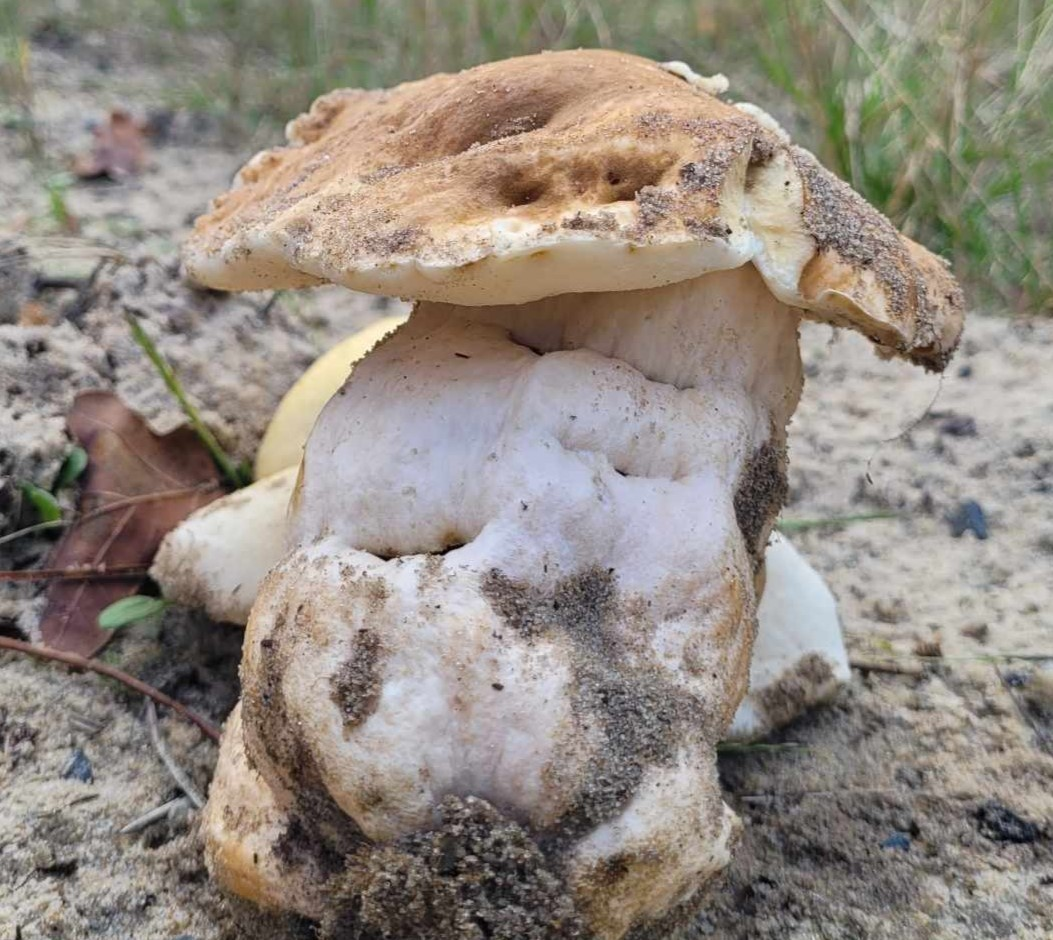
Le Bolet des sables (Gyroporus ammophilus), caractéristique du littoral.

Le PH du sol, même si moins important, peut être pertinent pour certaines espèces qui possèdent des préférences pour un sol calcaire ou au contraire acide. De même, la zone géographique peut parfois être importante, certaines espèces étant strictement continentales et d'autres se trouvant exclusivement sur le littoral de par leur préférence de sol comme le Bolet des sables (Gyroporus ammophilus). Une partie notable des bolets sont également des bolets surtout méditerranéens, venant dans le pourtour et le Sud de la France, comme les rares Bolet faux-pulvérulent (Cyanoboletus mediterraneensis), Bolet de Sardaigne (Alessioporus ichnusanus) ou Bolet polychrome (Cyanoboletus poikilochromus),. Enfin la saison et la température sont à prendre en compte, certaines espèces étant thermophiles et venant surtout l'été lors de grandes chaleurs après des chocs thermiques, notamment les orages d'été, comme le Bolet craquelé (Leccinellum crocipodium) ou le Bolet Satan (Rubroboletus satanas) et d'autres étant hygrophiles et supportant bien le froid et la surabondance d'eau, pouvant même perdurer jusqu'au début de l'hiver comme le Bolet bai (Imleria badia),.

### Autres critères

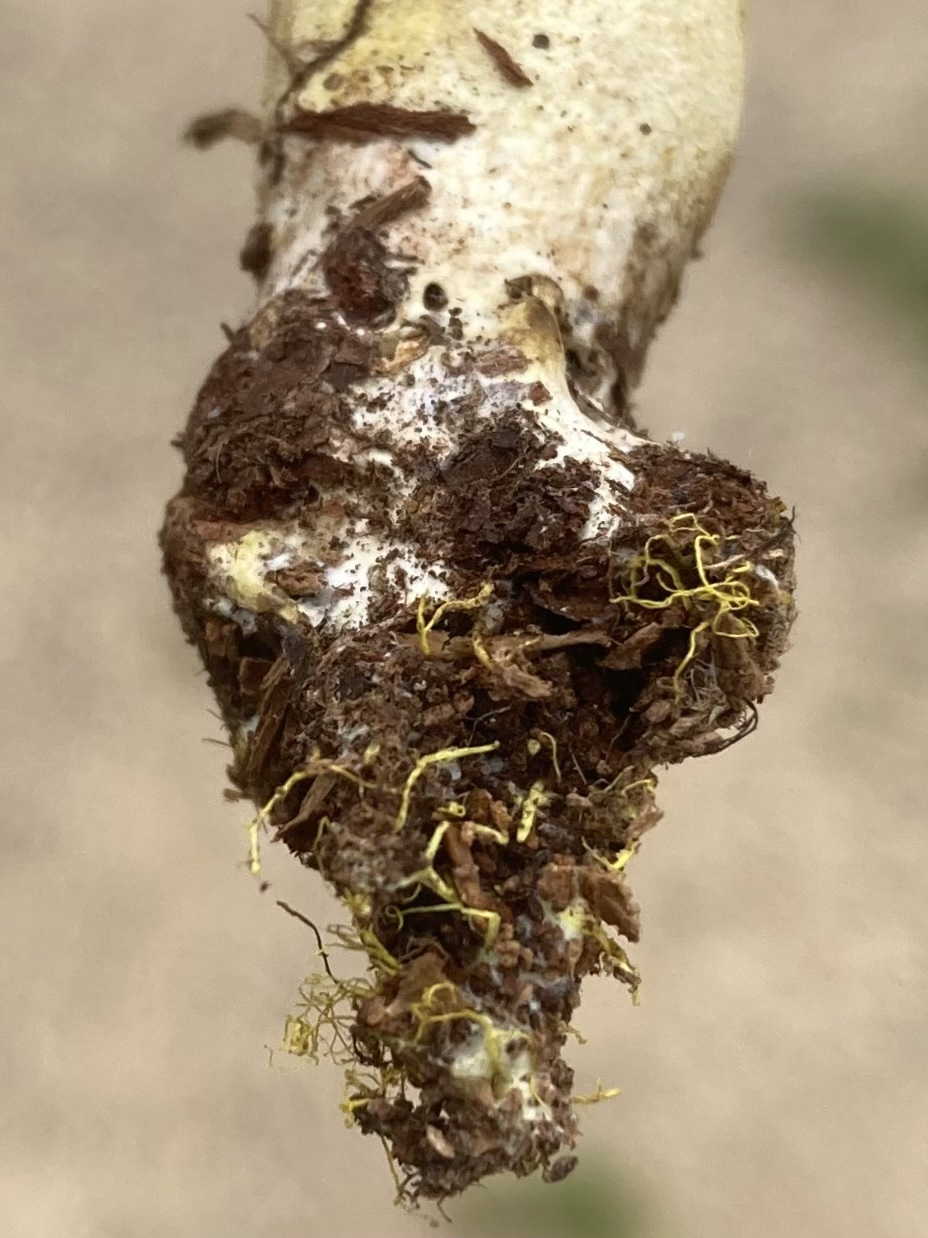
Mycélium basal jaune de X. ferrugineus.

- Mycélium basal jaune de X. ferrugineus.La couleur du mycélium basal, observable à la base du pied si l'on prend garde à bien prélever le sporophore en entier, peut parfois trancher entre deux espèces, notamment chez les Xerocomus au sens large[31].
- La texture peut parfois identifier un genre ou une espèce ; les Suillus sont très facilement visqueux avec l'humidité et ont une chair plus ou moins molle[32], les Xerocomus au sens strict et le Bolet de Quélet (Suillellus queletii) ont un chapeau plus ou moins velouté[33],[34].
- La composition de la chair ; le Bolet à pied creux (Suillus cavipes) a le pied creux à la coupe[19], de même pour les Gyroporus sauf qu'il est creusé en cavernes[19]. Les Bolets rudes (Leccinum) ont un pied coriace et fibreux[24] tandis que le Bolet de plomb (Imperator torosus) a quant à lui une chair particulièrement dense et lourde[35].
- Certains Suillus possèdent un anneau, ample et assez persistant comme chez le Bolet jaune (Suillus luteus) ou alors un peu moins persistant comme chez le Bolet jaunâtre (Suillus flavidus)[19].
- Chez quelques espèces, une des particularités peut être la possibilité d'un pousse cespiteuse, en touffes, comme chez le Bolet de Sardaigne (Alessioporus ichnusanus)[36] ou le Bolet blanc rosé (Pulchroboletus roseoalbidus)[19].

## Saisonnalité

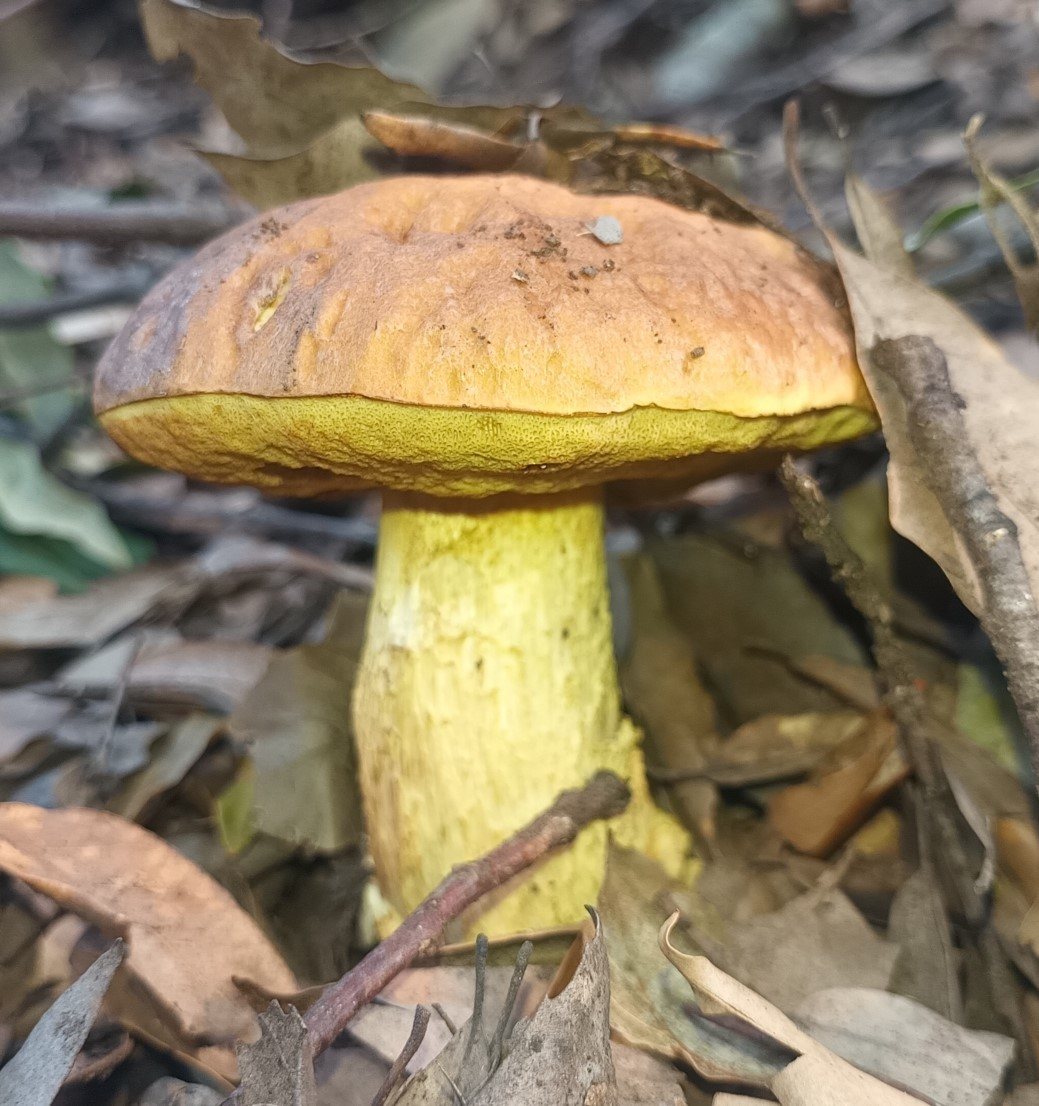
Le Bolet des chênes verts (Leccinellum lepidum) est à la fois le premier et le dernier bolet à être visible dans l'année.

En Europe et en France, les premières espèces de bolets à être observables dans l'année sont le Bolet des chênes verts (Leccinellum lepidum) et le Bolet de Corse (Leccinellum corsicum), mais en réalité ils ne sont pas précoces mais plutôt extrêmement tardifs, leurs poussées au début de l'année étant résiduelles de celles de la fin de l'année précédente, ces espèces hivernales pouvant encore apparaître durant le mois de janvier, février, mars et avril dans leur milieu de prédilection. Il est même possible de les rencontrer au printemps en compagnie de certaines Morilles qui partagent leur biotope méditerranéen, comme la Morille de Dunal (Morchella dunalii),,.
Le premier bolet à réellement faire son apparition en tant que telle au cours de l'année est le précoce Bolet rude des charmes (Leccinellum pseudoscabrum) affilié aux charmes, pouvant venir dès le mois de mai, suivi ensuite de plus ou moins près par les thermophiles Cèpes d'été (Boletus aestivalis) et bolets craquelés (Leccinellum crocipodium) ainsi que par le Bolet à pied rouge (Neoboletus erythropus), le Bolet blafard (Suillellus luridus) et le Bolet de Quélet (Suillellus queletii). Le Cèpe des pins (Boletus pinophilus) quant à lui ne tarde pas à faire son apparition dans certaines zones montagnardes dès le mois de juin, ce qui ne l'empêche pas d'être en addition le dernier Cèpe visible de l'année, pouvant se trouver jusqu'en décembre. Au mois de juin, le Cèpe bronzé (Boletus aereus) vient assez vite rejoindre le Cèpe d'été sous les feuillus.
Le Cèpe de Bordeaux (Boletus edulis) est quant à lui le Cèpe qui tarde le plus à apparaître, il faudra généralement attendre au moins le mois d'août pour le voir, comme la plupart des autres espèces de bolets, le pic de pousse de la majorité d'entre eux se situant entre août et octobre, pic correspondant à la période de cueillette traditionnelle de la plupart des ramasseurs de champignons.

## Espèces affiliées
D'autres espèces de champignons peuvent s'observer aux côtés de certains bolets, possédant des liens de diverses natures avec eux, certaines d'entre elles nécessitant la présence du bolet pour se développer ou inversement, et d'autres partageant ses préférences de pousse.

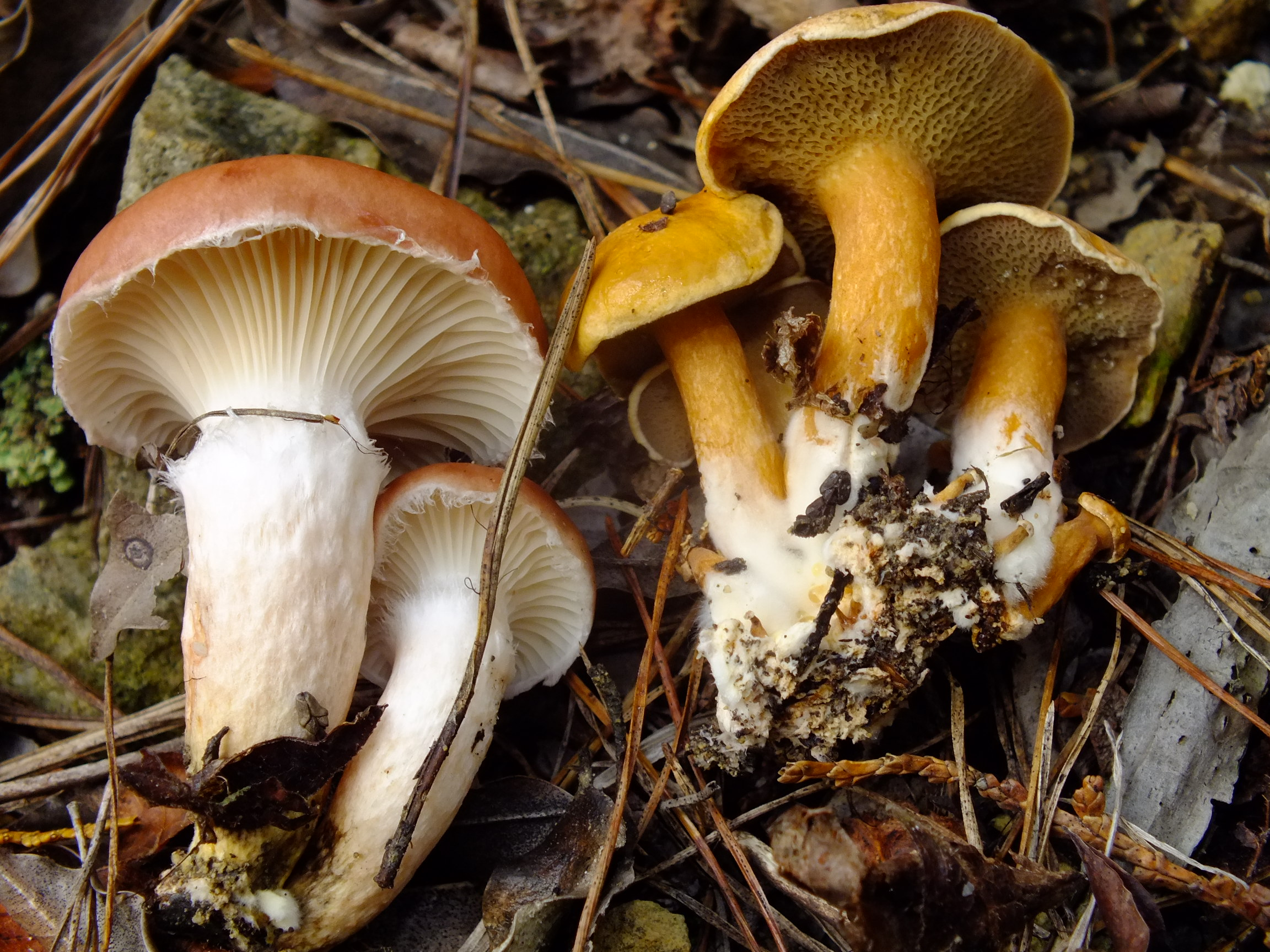
G. roseus poussant avec S. bovinus.

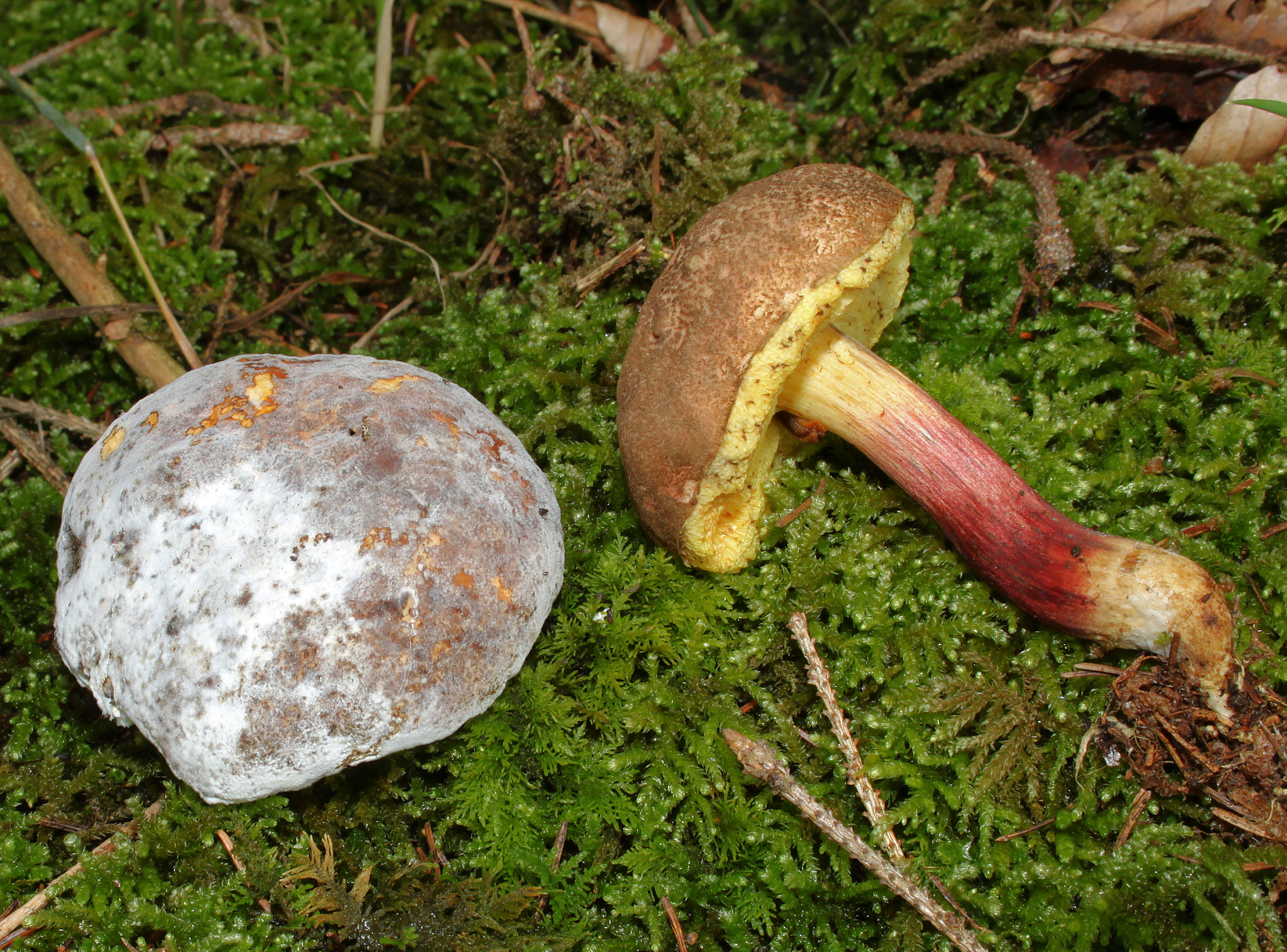
H. chrysospermus parasitant X. chrysenteron.

- L'Amanite tue-mouches (Amanita muscaria), qui est connue pour venir plus ou moins en même temps et au mêmes endroits que le Cèpe de Bordeaux (Boletus edulis)[48], mais sans qu'elle soit pour autant un indicateur réellement fiable, elle partage simplement plus ou moins les mêmes préférences de milieu. Son lien plus concret avec les bolets se ferait avec le Bolet poivré (Chalciporus piperatus), qui pousse souvent à ses côtés et parasiterait son mycélium selon les dernières études[49].
- Le Meunier (Clitopilus prunulus), qui est un petit champignon blanc comestible à lames à l'odeur spermatique, est quant à lui un réel indicateur très fiable de la présence de Cèpes (B. edulis ou B. pinophilus), venant quasiment exactement au même endroit, en même temps ou alors un peu avant/après que les Cèpes en question[50],[51].
- Le Gomphide rose (Gomphidius roseus), quant à lui, est parasite du mycélium du Bolet des bouviers (Suillus bovinus), de sorte que l'on l'observe tout le temps aux côtés du bolet lorsqu'il est présent, présence restant assez rare[52].
- Le Gomphide maculé (Gomphidius maculatus) entretient pour sa part la même relation avec le Bolet gris des Mélèzes (Suillus viscidus)[53].
- Le Scléroderme commun (Scleroderma citrinum), un champignon gastéroïde, est parfois parasité par le Bolet parasite (Pseudoboletus parasiticus) fructifiant en nombres directement sur ses sporophores[54].
- Le Polypore des teinturiers (Phaeolus schweinitzii), qui est parasité par les bolets lignicoles à la fois saprophytes et parasites du genre Buchwaldoboletus ; le Bolet lignicole (Buchwaldoboletus lignicola), le Bolet soufré (Buchwaldoboletus sphaerocephalus) et le Bolet de Pontevedra (Buchwaldoboletus pontevedrensis)[55],[56].
- La Dermatose des bolets (Hypomyces chrysospermus), est pour sa part un champignon ascomycète qui parasite les sporophores des bolets sous la forme d'une sorte de pourriture blanche devenant jaune à maturité en exsudant des gouttelettes, recouvrant au fur et à mesure le bolet tout en le rendant mou[57].

## Comestibilité

### Les Cèpes
Le genre Boletus au sens large contient de nombreuses espèces de bolets qui sont comestibles. Et plus particulièrement le groupe de Boletus edulis, qui sont les Boletus au sens strict, lorsqu'ils ne servent pas de basionyme. Ce sont alors ce que l'on nomme les "Cèpes".

Au sens strict du terme, le genre Boletus ne comprend que les espèces de Cèpes, c'est-à-dire le Cèpe de Bordeaux (Boletus edulis), le Cèpe bronzé (Boletus aereus), le Cèpe d'été (Boletus reticulatus) et le Cèpe des pins (Boletus pinophilus). Il faut retenir que tous les Cèpes sont des bolets, mais que tous les bolets ne sont pas des Cèpes. Le titre de "Cèpe" est une appellation que l'espèce gagne en plus de son statut de bolet. Parmi la centaine d'espèces de bolets en Europe et en France, seuls ces quatre ont le privilège de gagner en plus le titre de Cèpe.

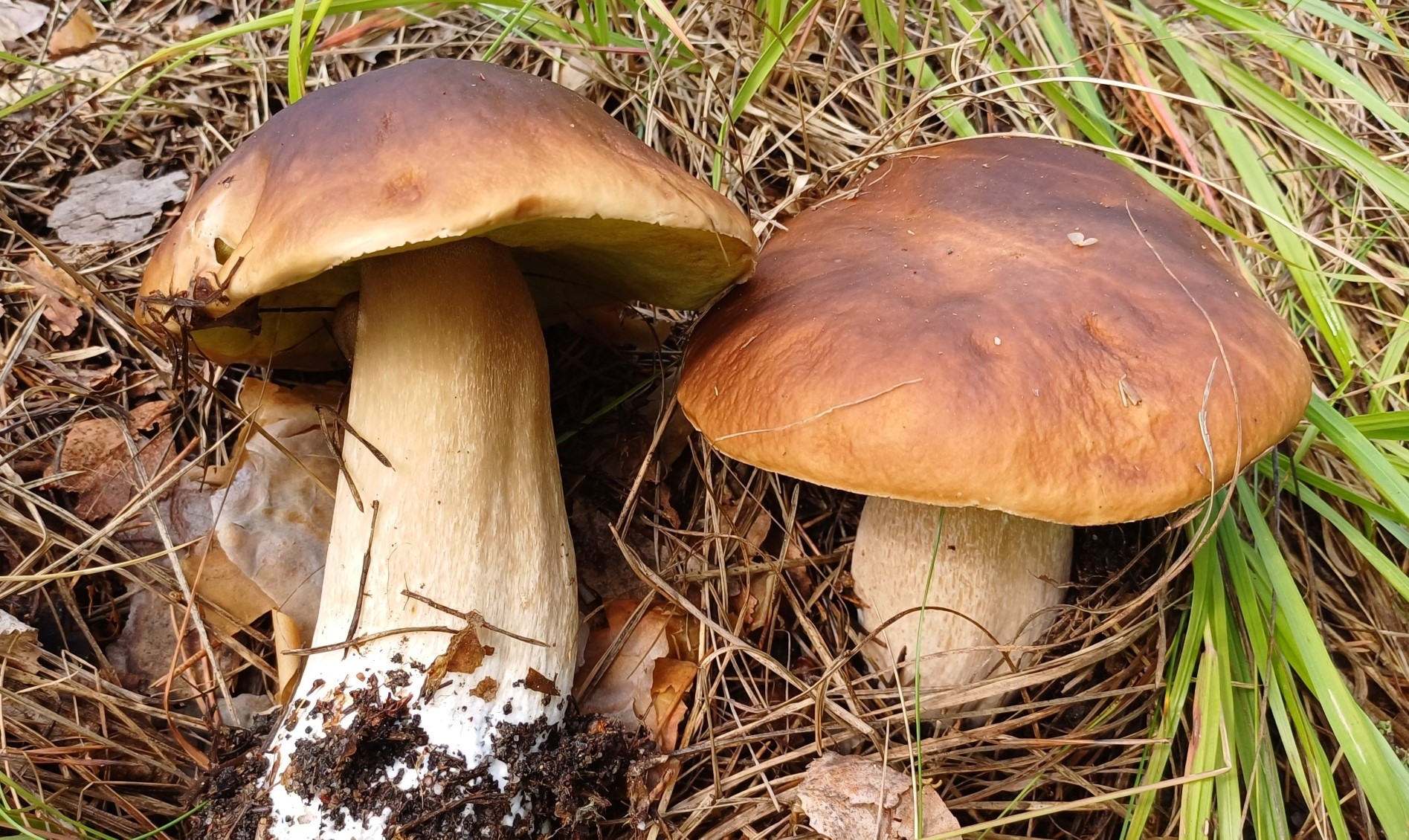
Le Cèpe de Bordeaux (Boletus edulis)
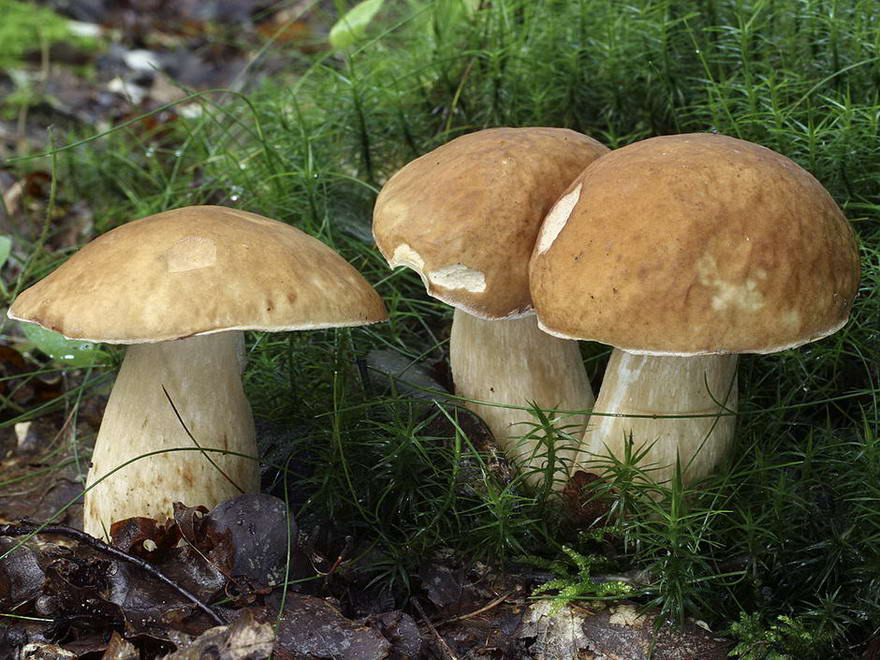
Le Cèpe d'été (Boletus aestivalis)
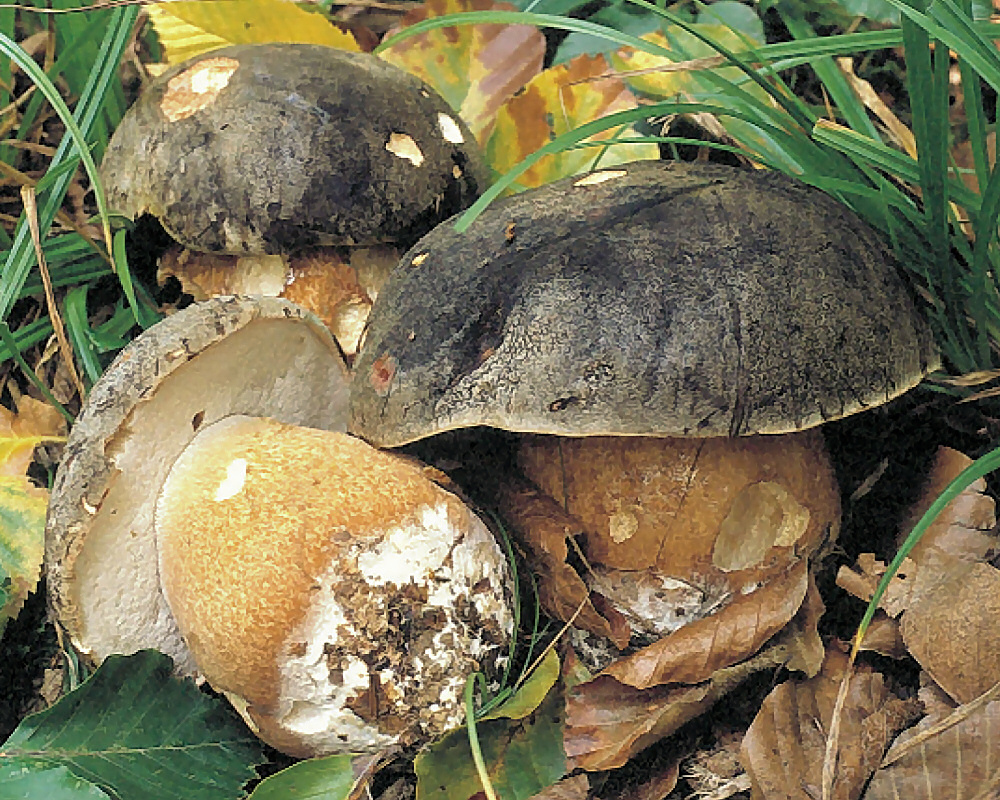
Le Cèpe bronzé (Boletus aereus)
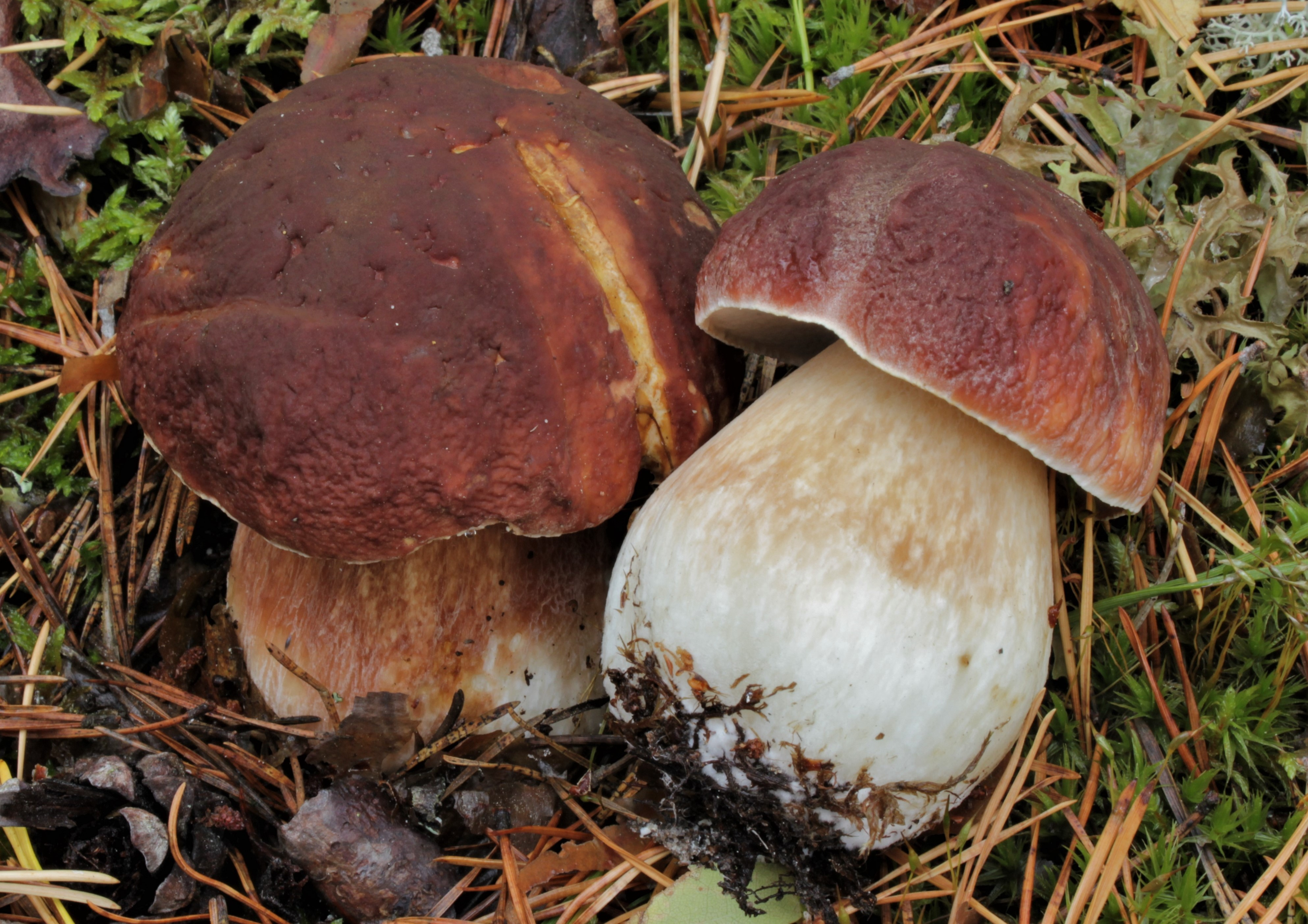
Le Cèpe des pins (Boletus pinophilus)

### Autres bolets consommés traditionnellement à occasionnellement
Les Cèpes ne sont pas les seuls bolets comestibles, d'autres espèces sont traditionnellement à occasionnellement ramassées à des fins de consommation. Ces dernières sont en partie moins estimées gastronomiquement que les Cèpes, mais gardent tout de même de l'intérêt pour les cueilleurs et en cuisine, comptant de bons comestibles parmi leurs rangs. En France et en Europe, on notera principalement les suivantes (les icônes à côté des noms ne sont pas forcément des indicateurs de valeur gustative, trop subjective, mais plutôt des indicateurs d'ampleur de la consommation) :

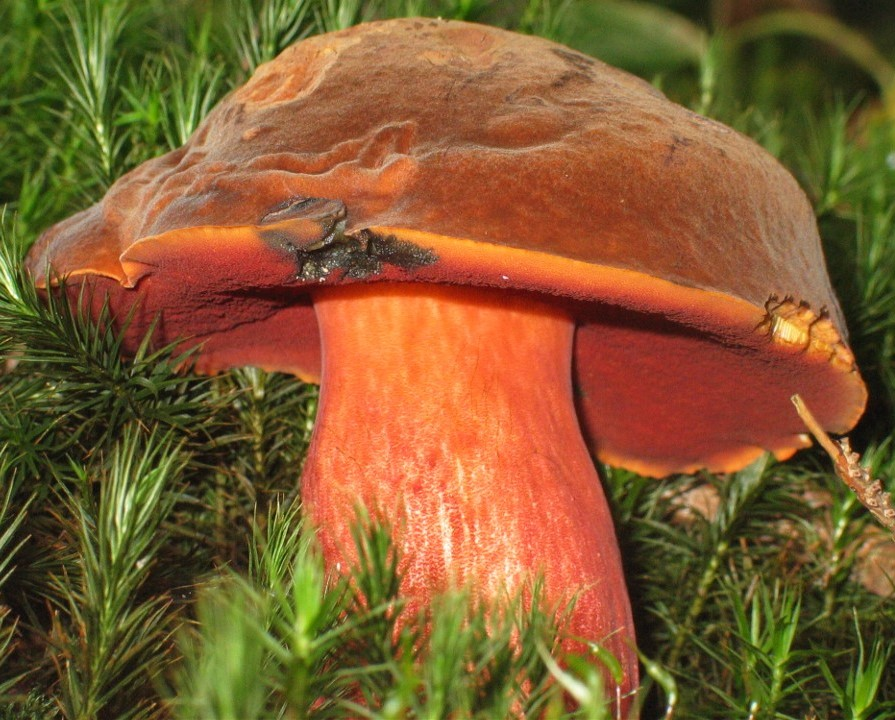
Le Bolet à pied rouge (Neoboletus erythropus)
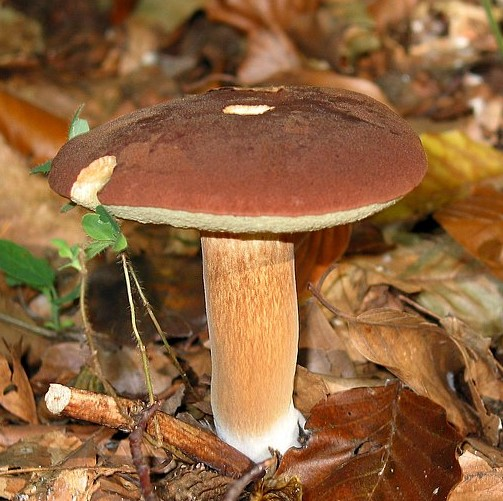
Le Bolet bai (Imleria badia)
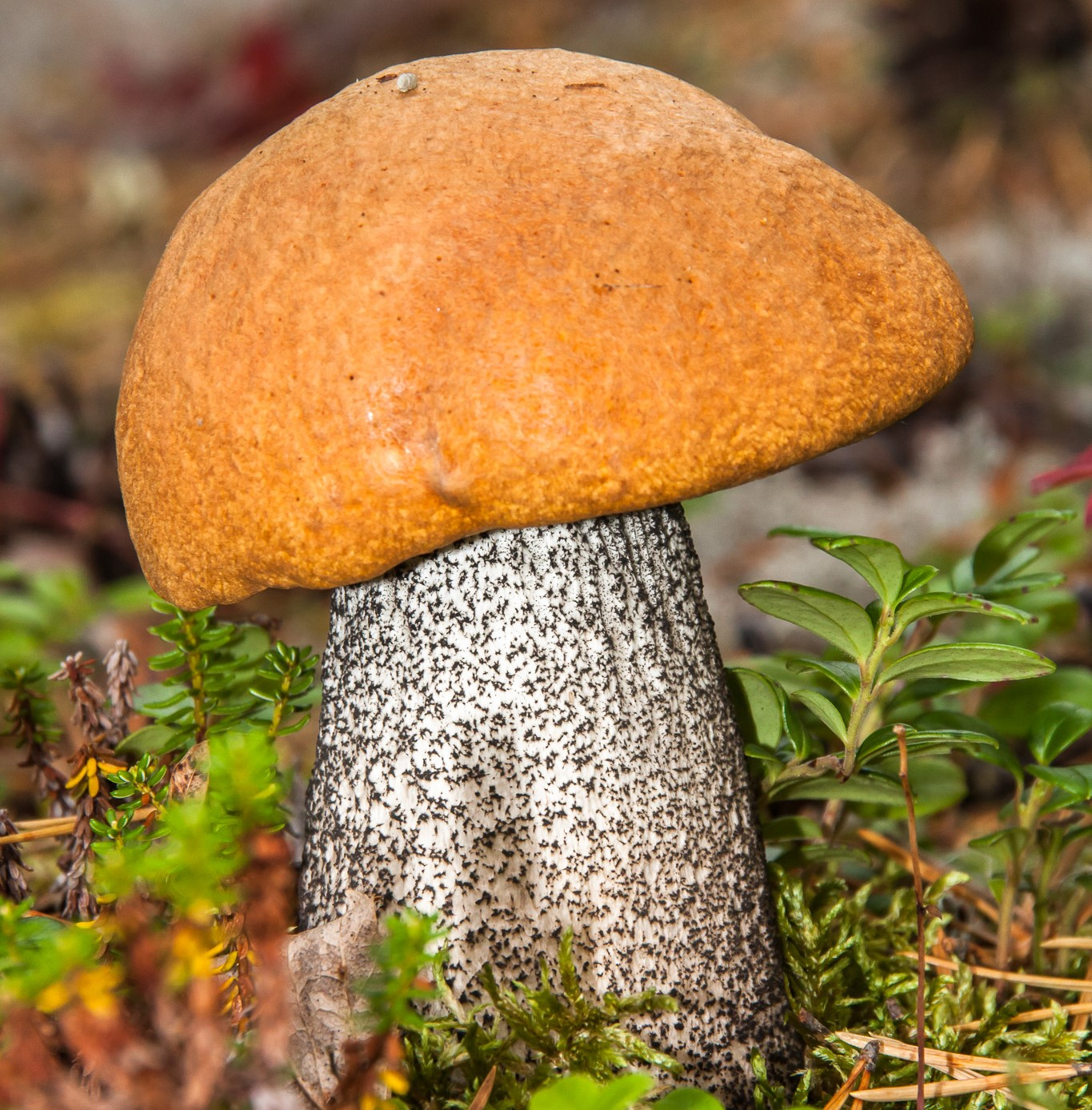
Le Bolet orangé des bouleaux (Leccinum versipelle)
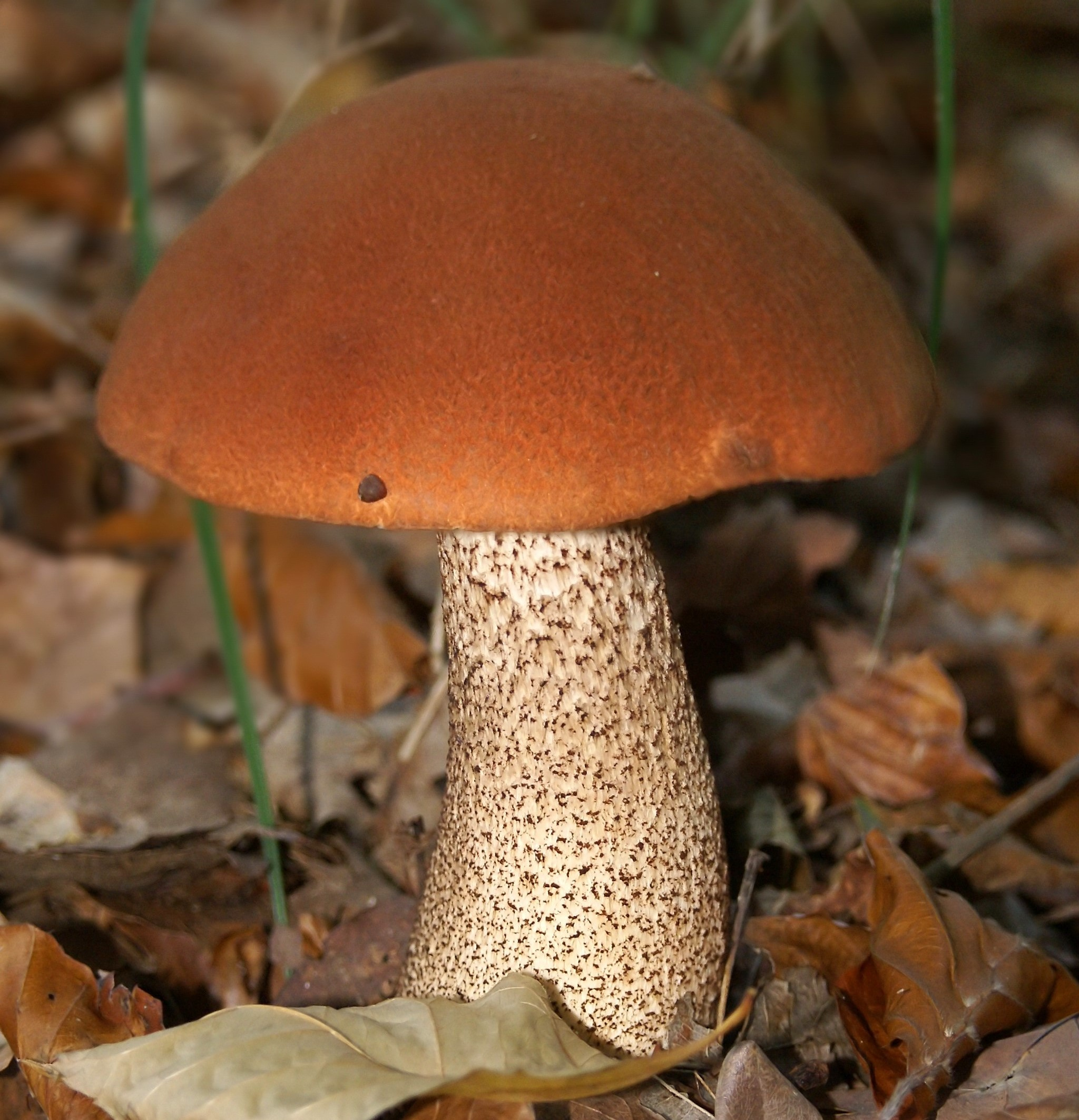
Le Bolet orangé des chênes (Leccinum aurantiacum)
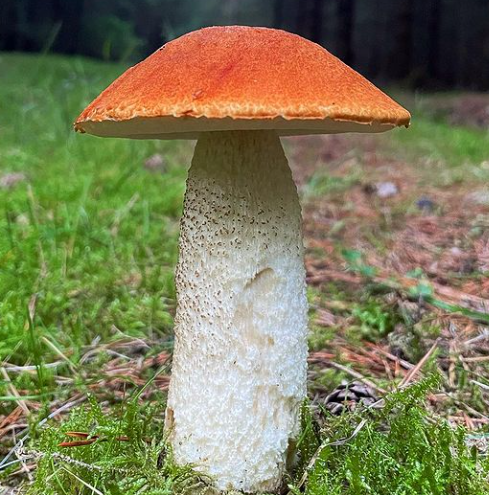
Le Bolet orangé des peupliers (Leccinum albostipitatum)
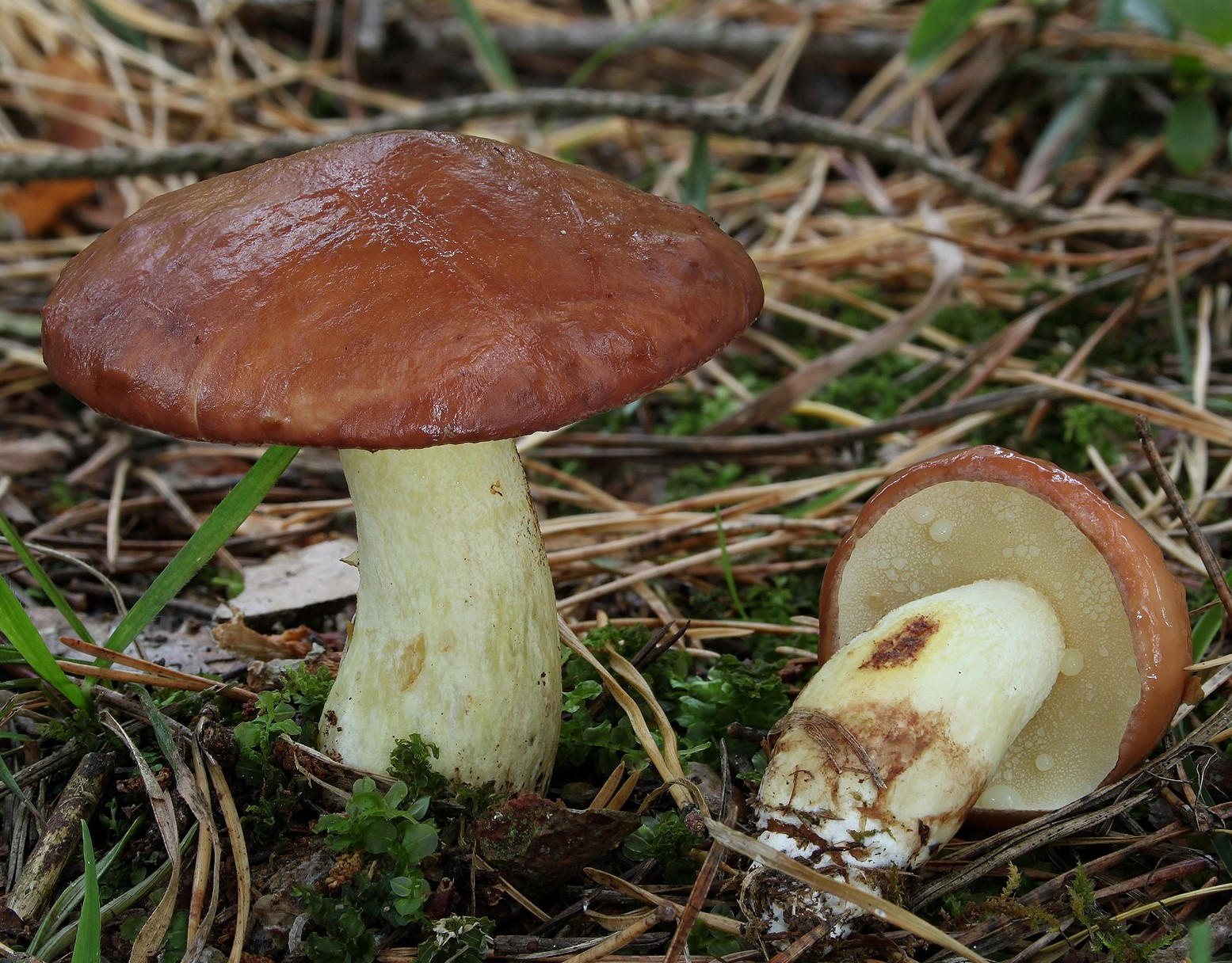
Le Bolet granulé (Suillus granulatus et proches)
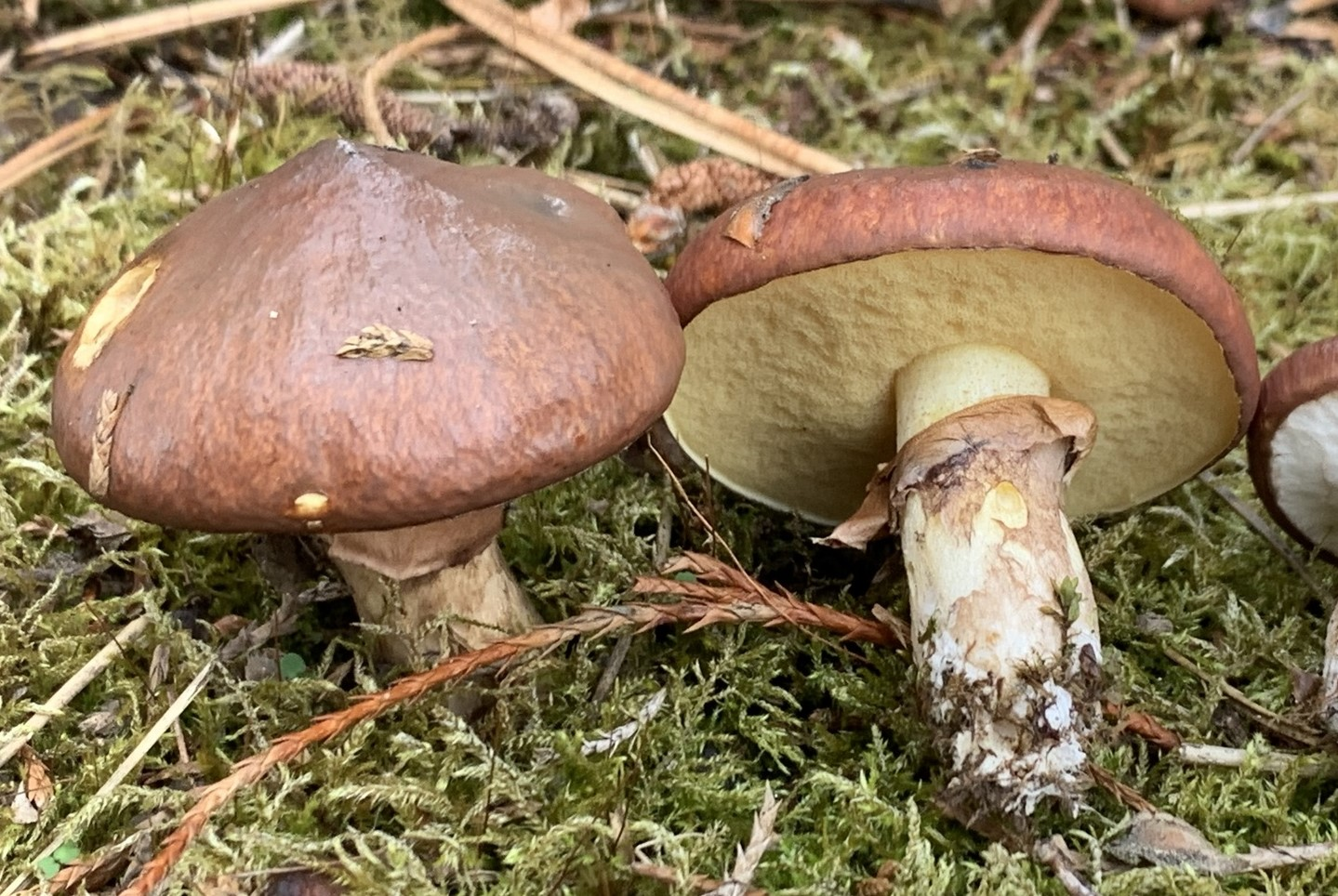
Le Bolet jaune (Suillus luteus)
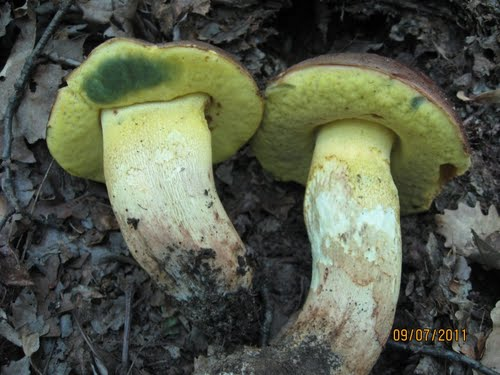
Le Bolet appendiculé (Butyriboletus appendiculatus)
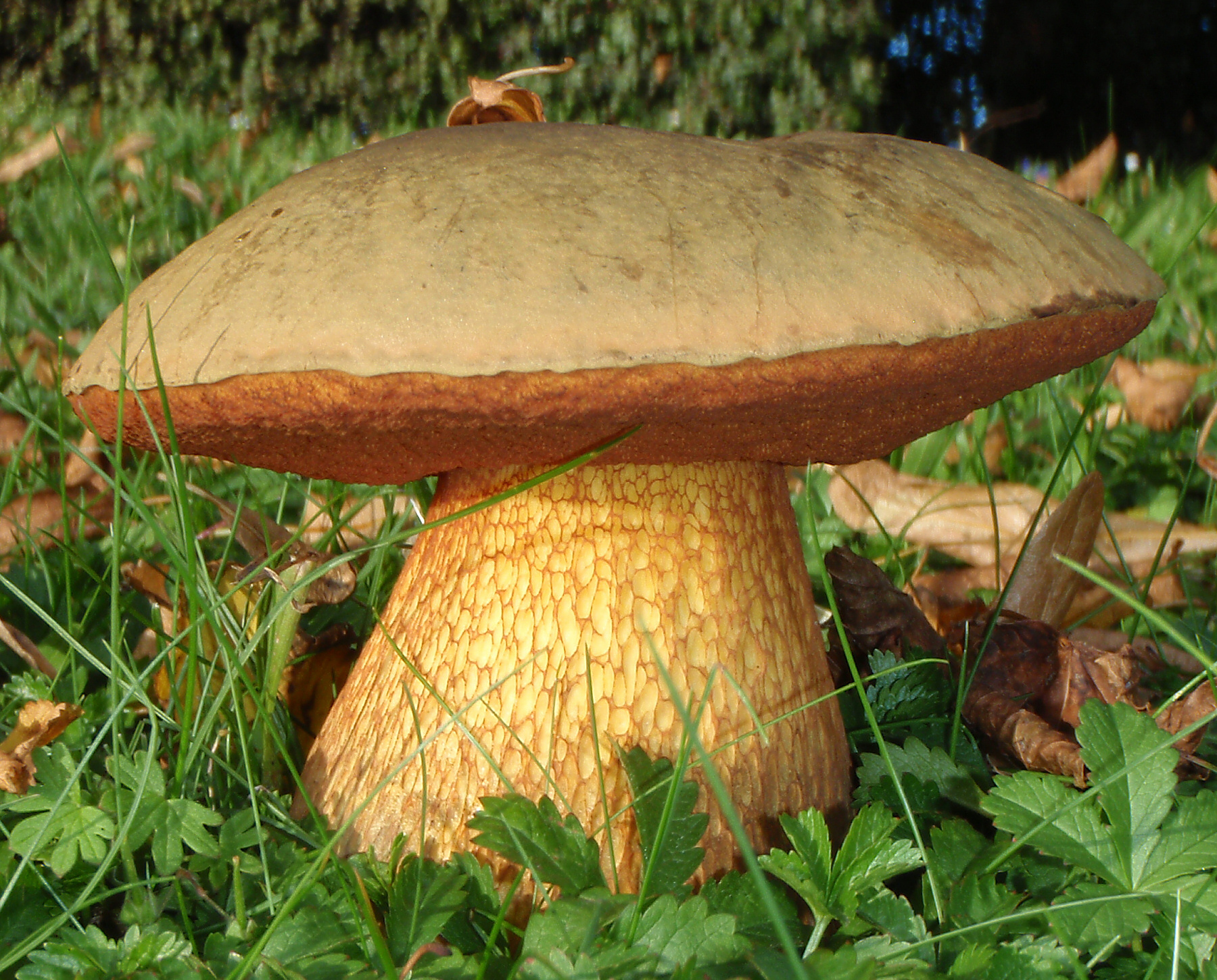
Le Bolet blafard (Suillellus luridus)
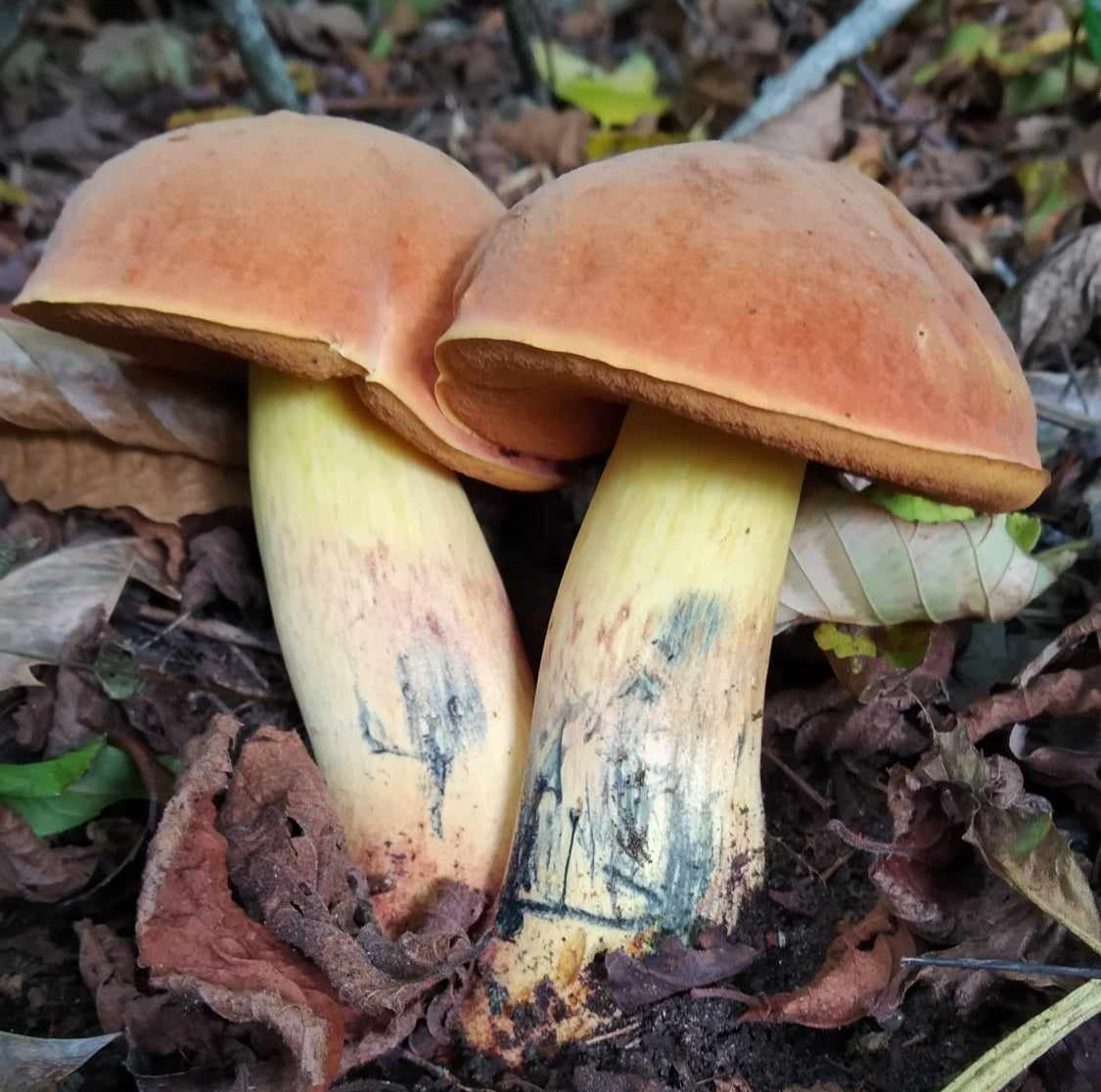
Le Bolet de Quélet (Suillellus queletii)
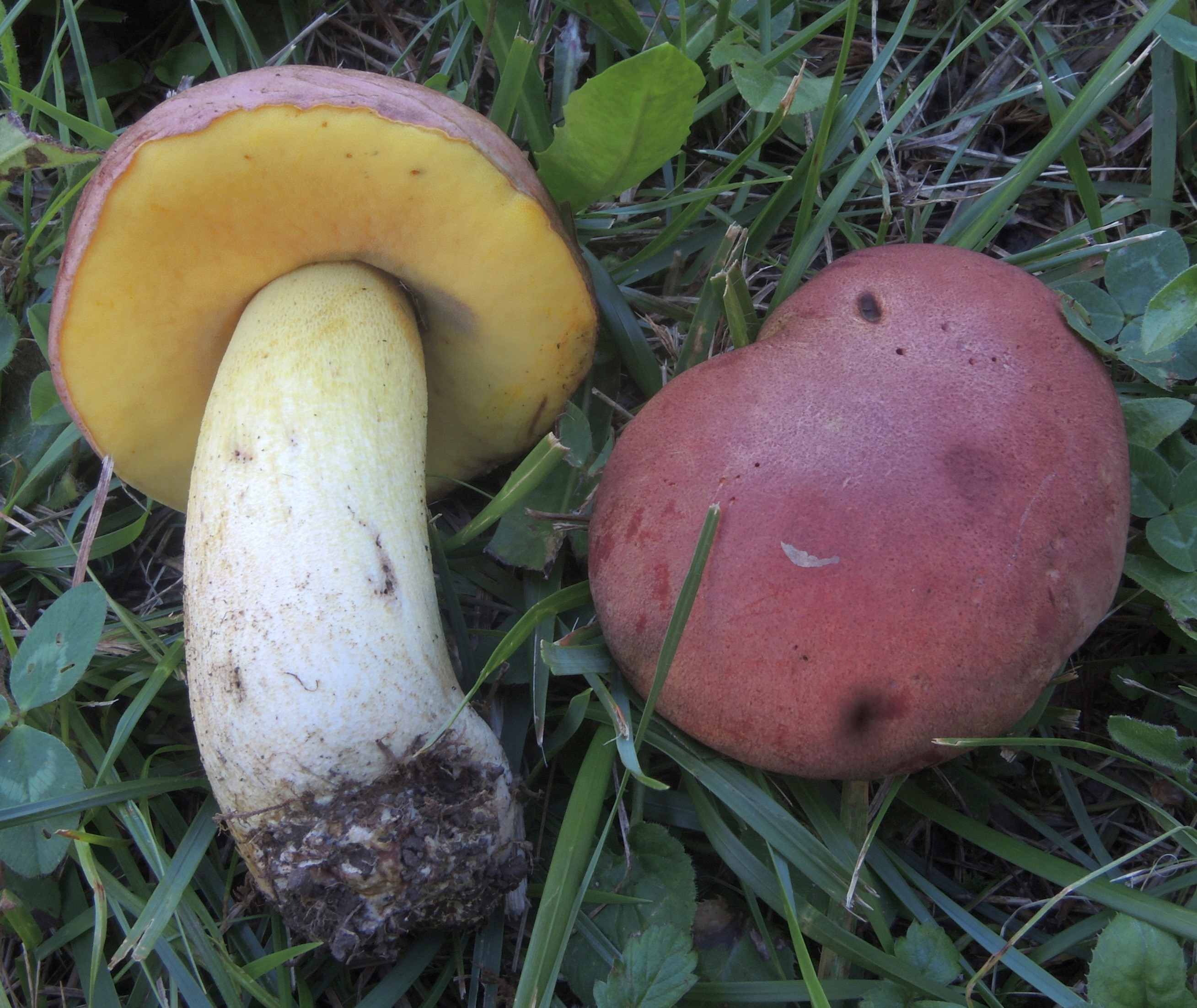
Le Bolet faux-royal (Butyriboletus fuscoroseus)
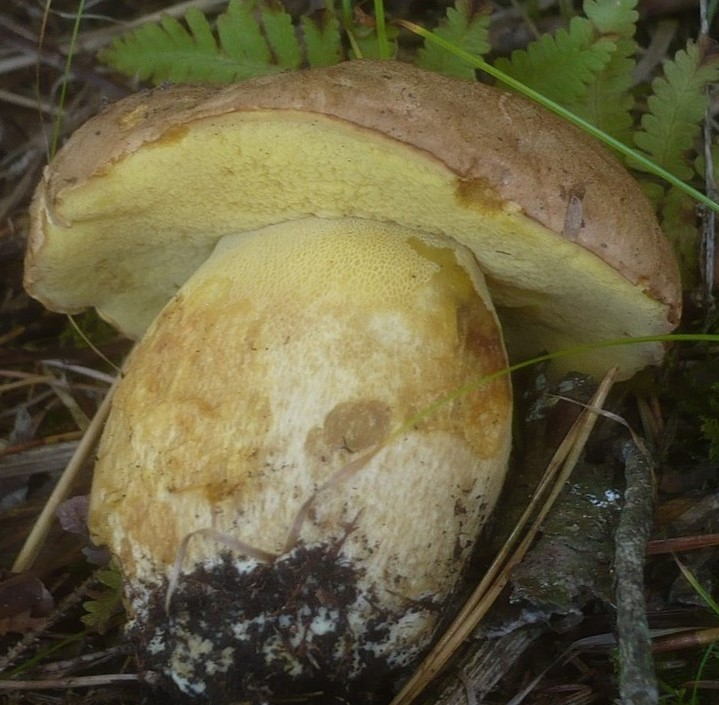
Le Bolet des sapins (Butyriboletus subappendiculatus)
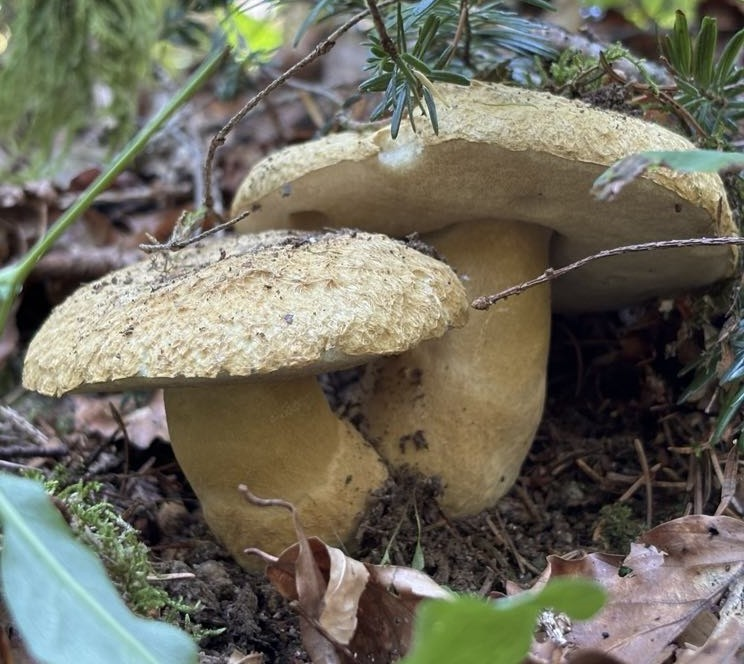
Le Bolet indigotier (Gyroporus cyanescens)
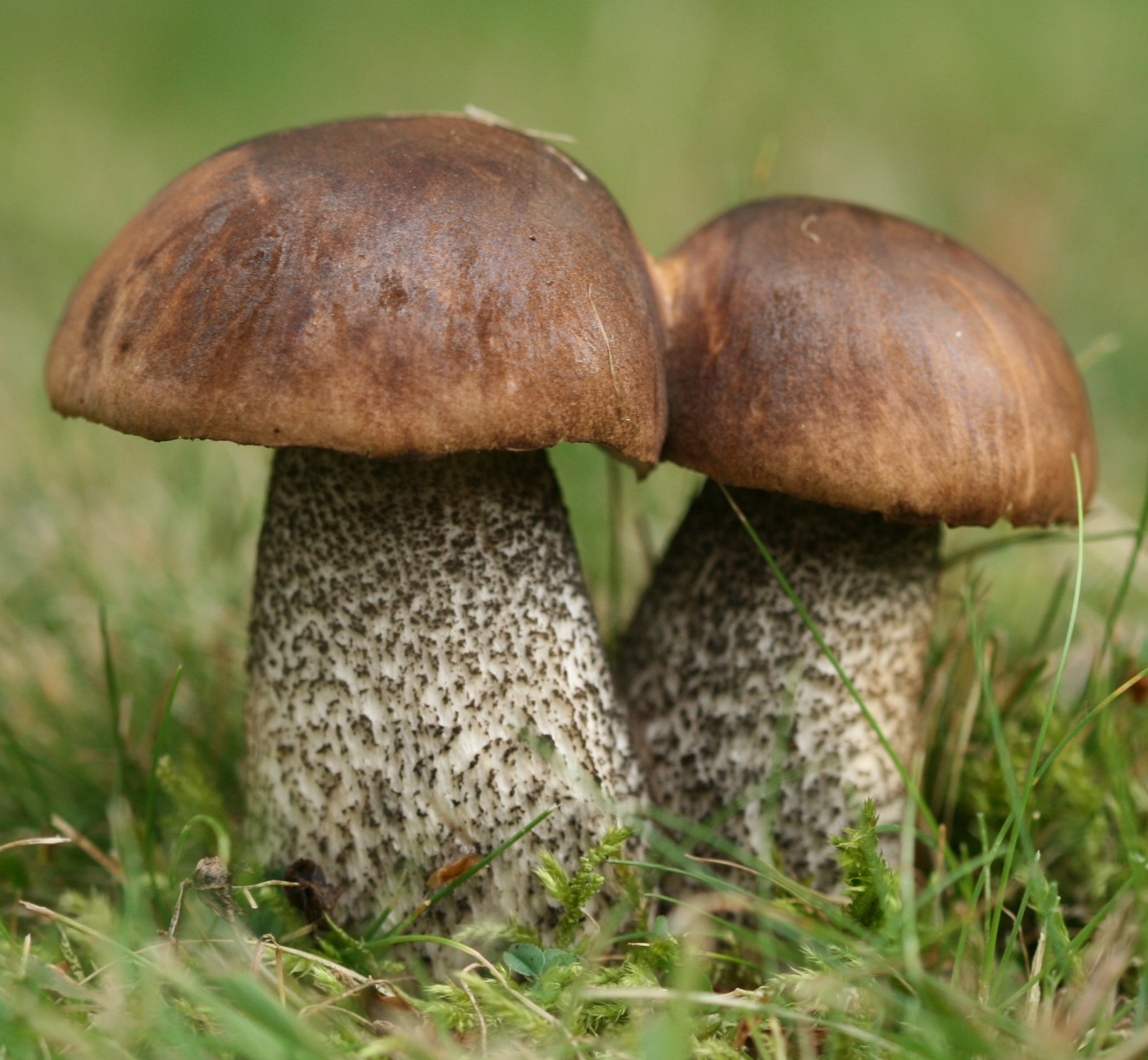
Le Bolet rude (Leccinum scabrum)
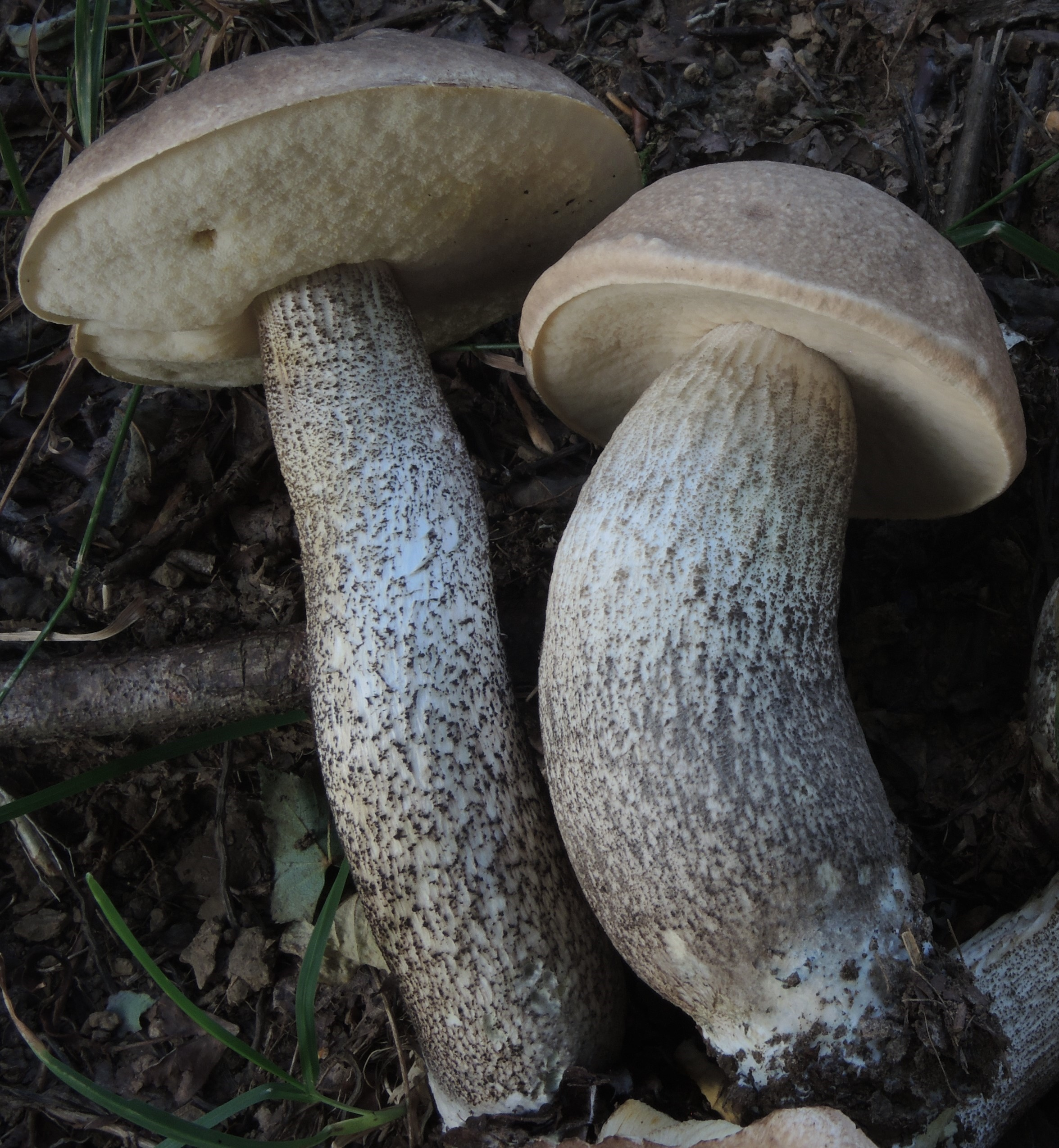
Le Bolet rude des trembles (Leccinum duriusculum)
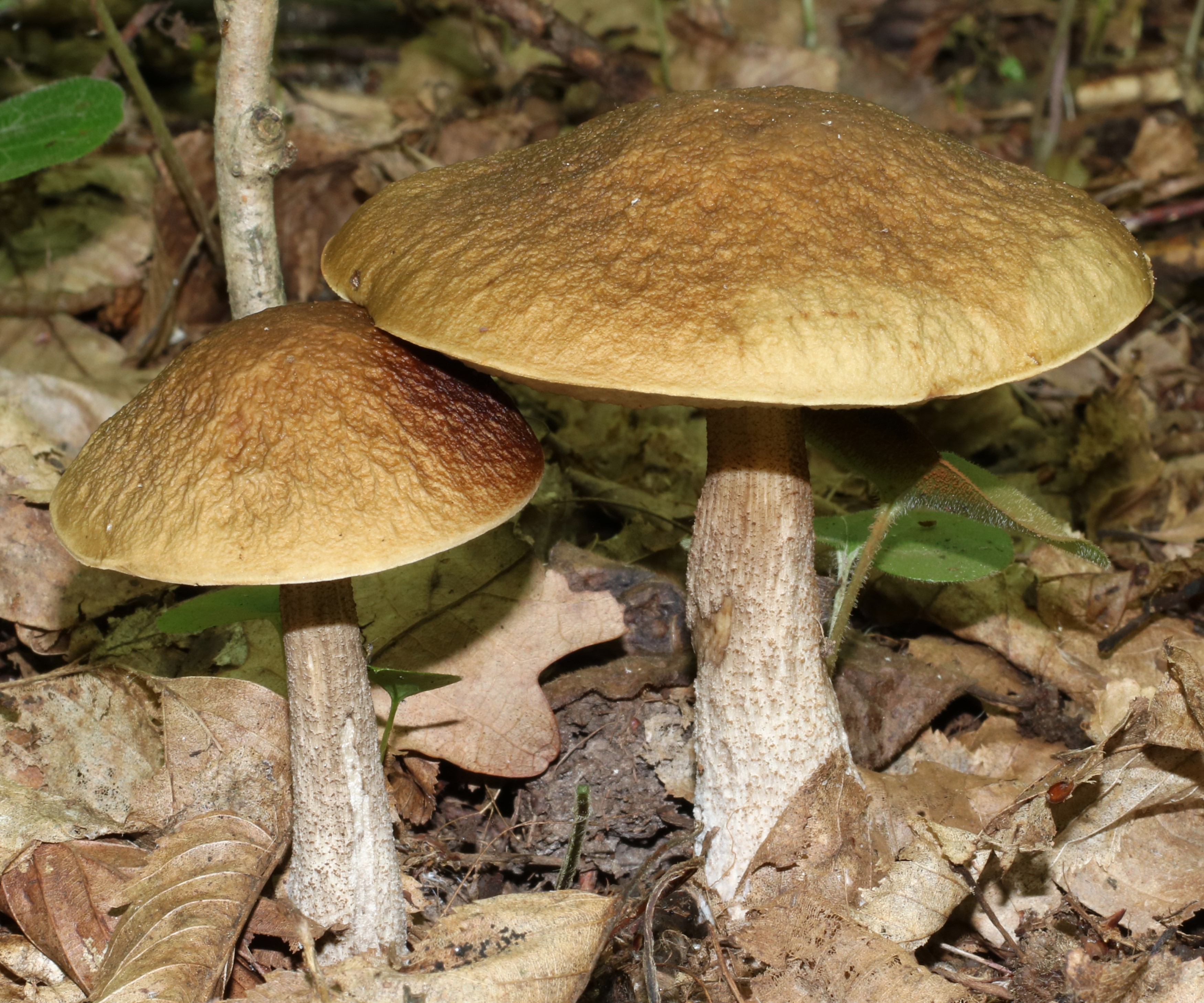
Le Bolet rude des charmes (Leccinellum pseudoscabrum)
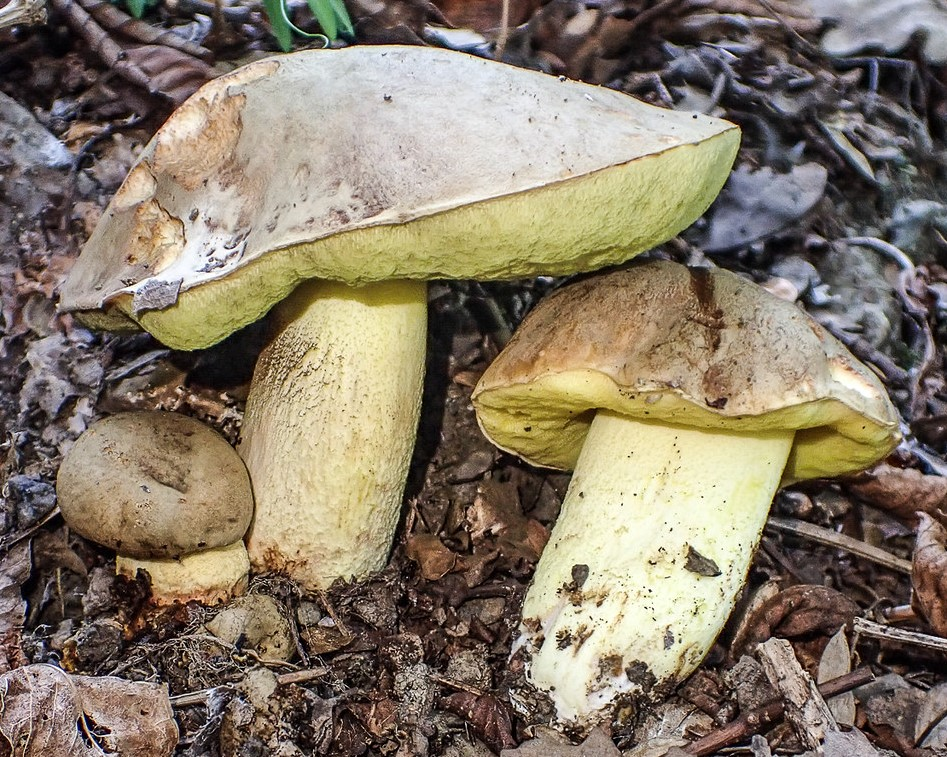
Le Bolet dépoli (Hemileccinum impolitum)
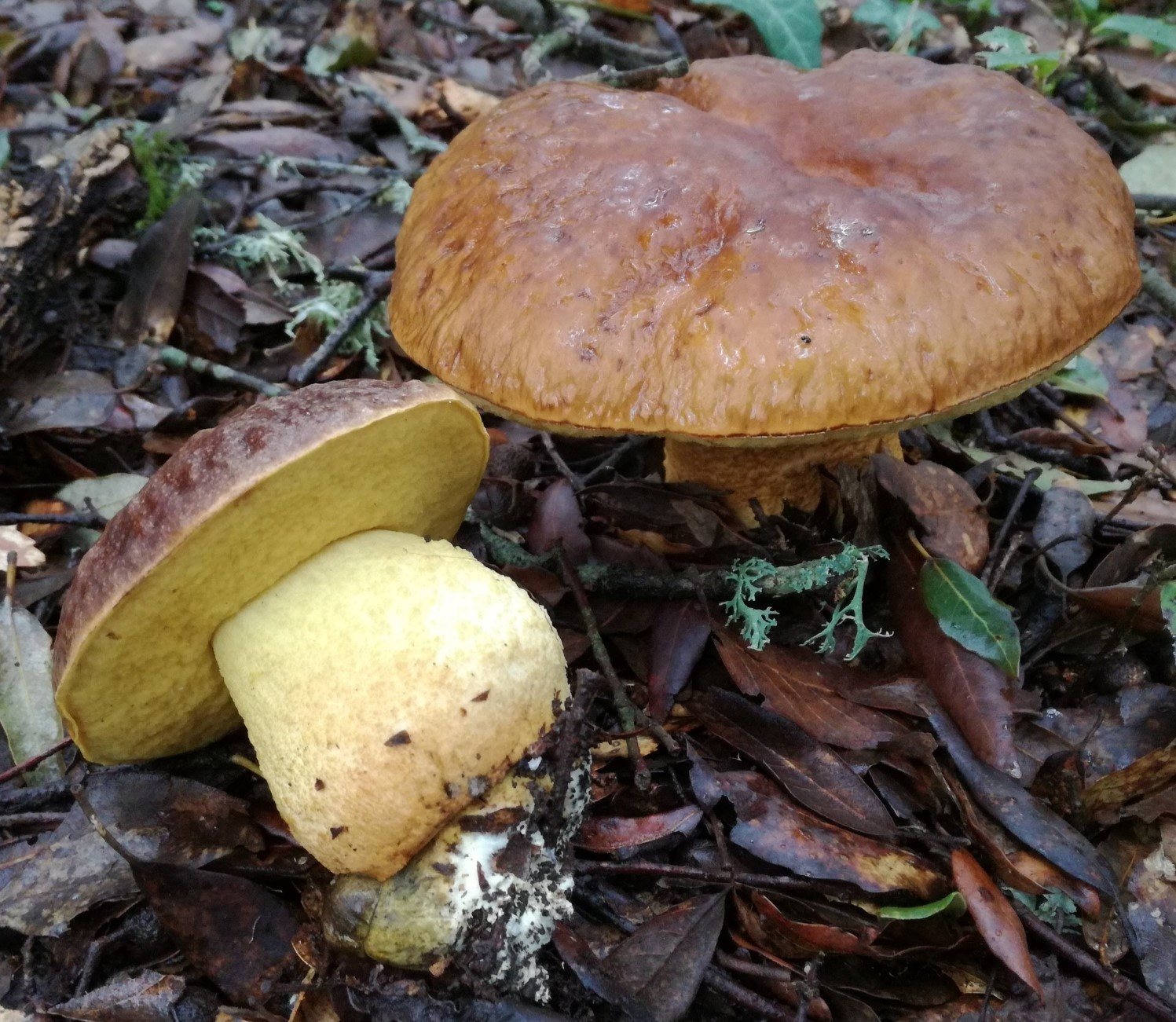
Le Bolet des chênes verts (Leccinellum lepidum)
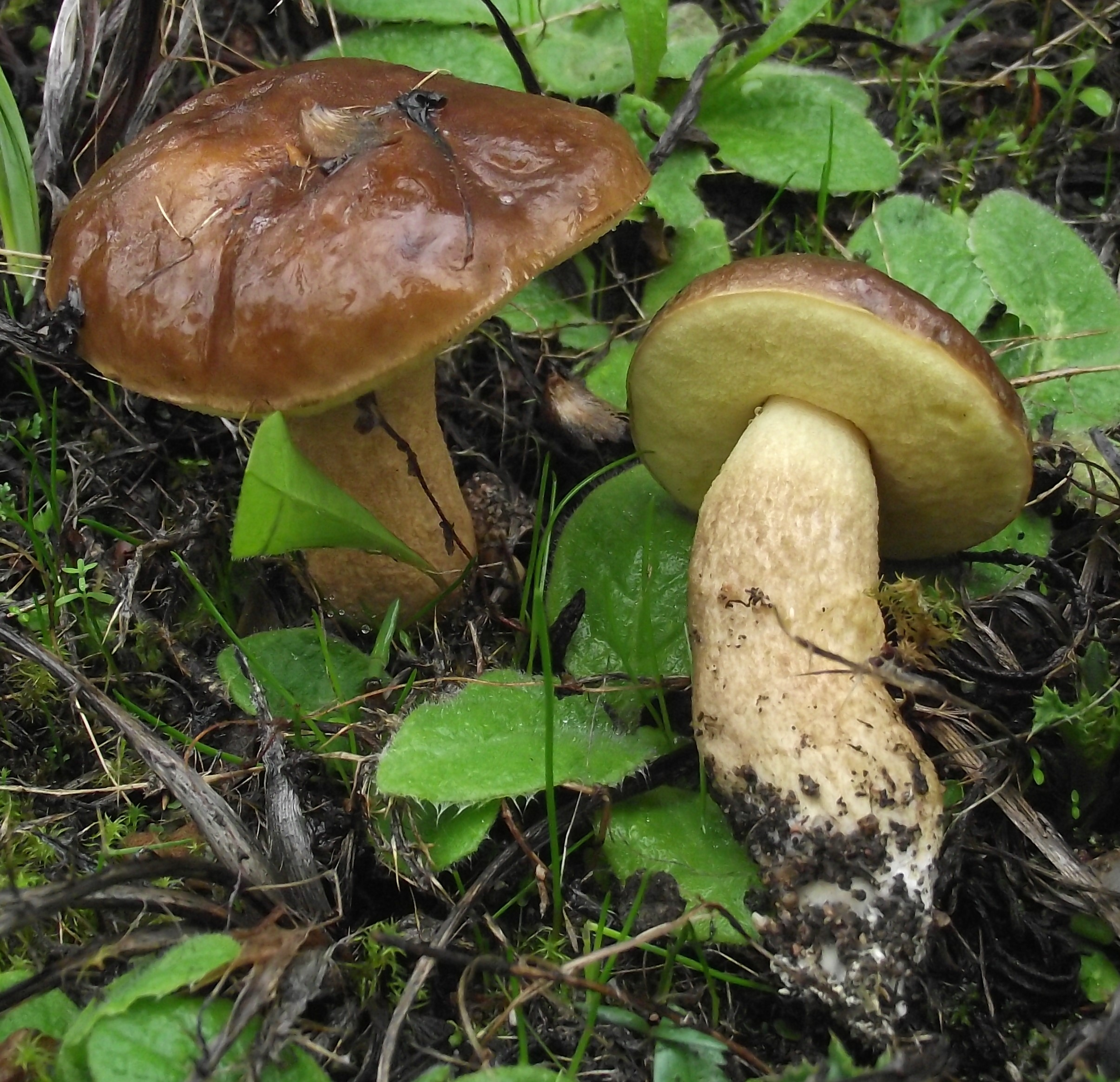
Le Bolet de Corse (Leccinellum corsicum)
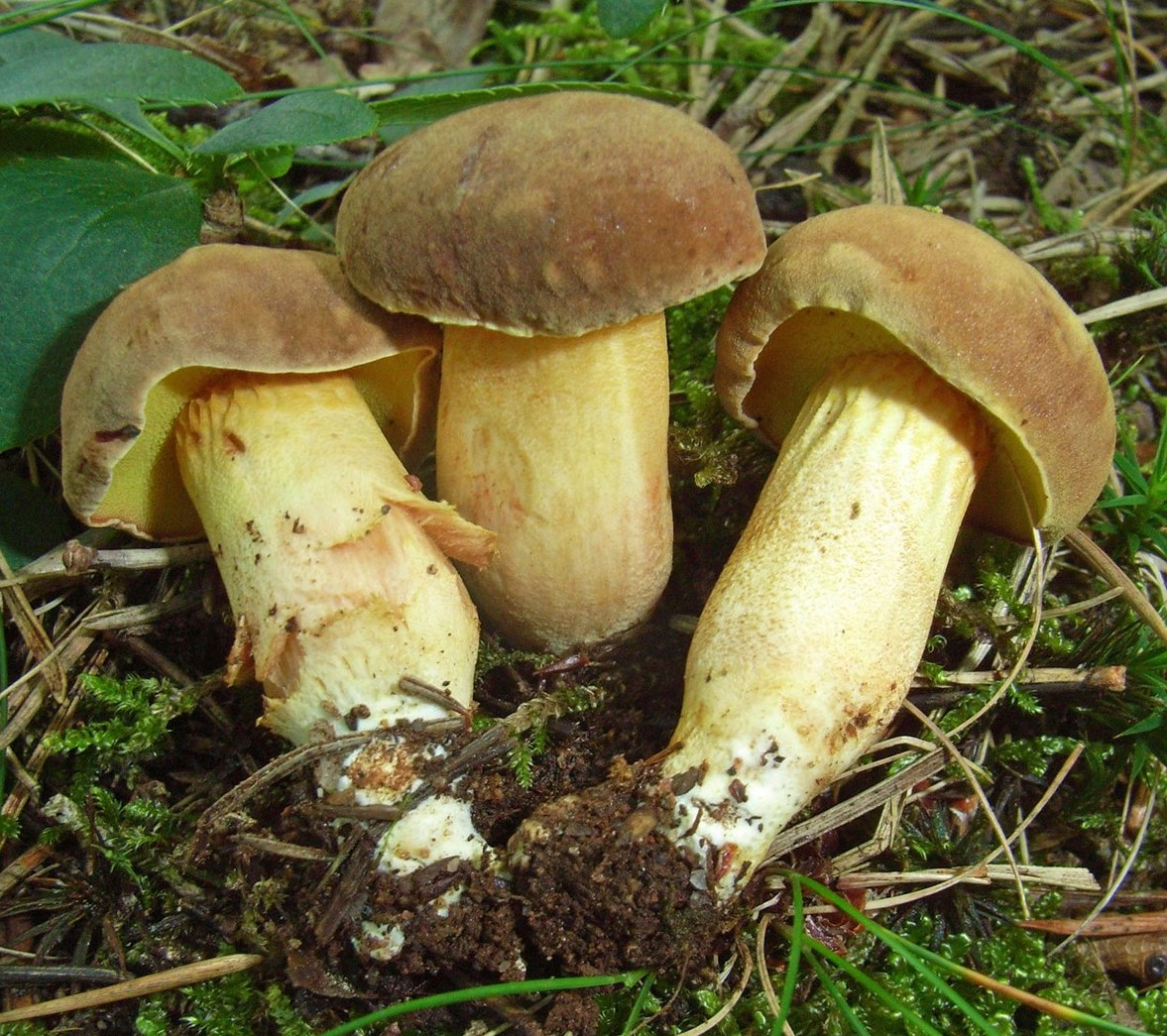
Le Bolet subtomenteux (Xerocomus subtomentosus)
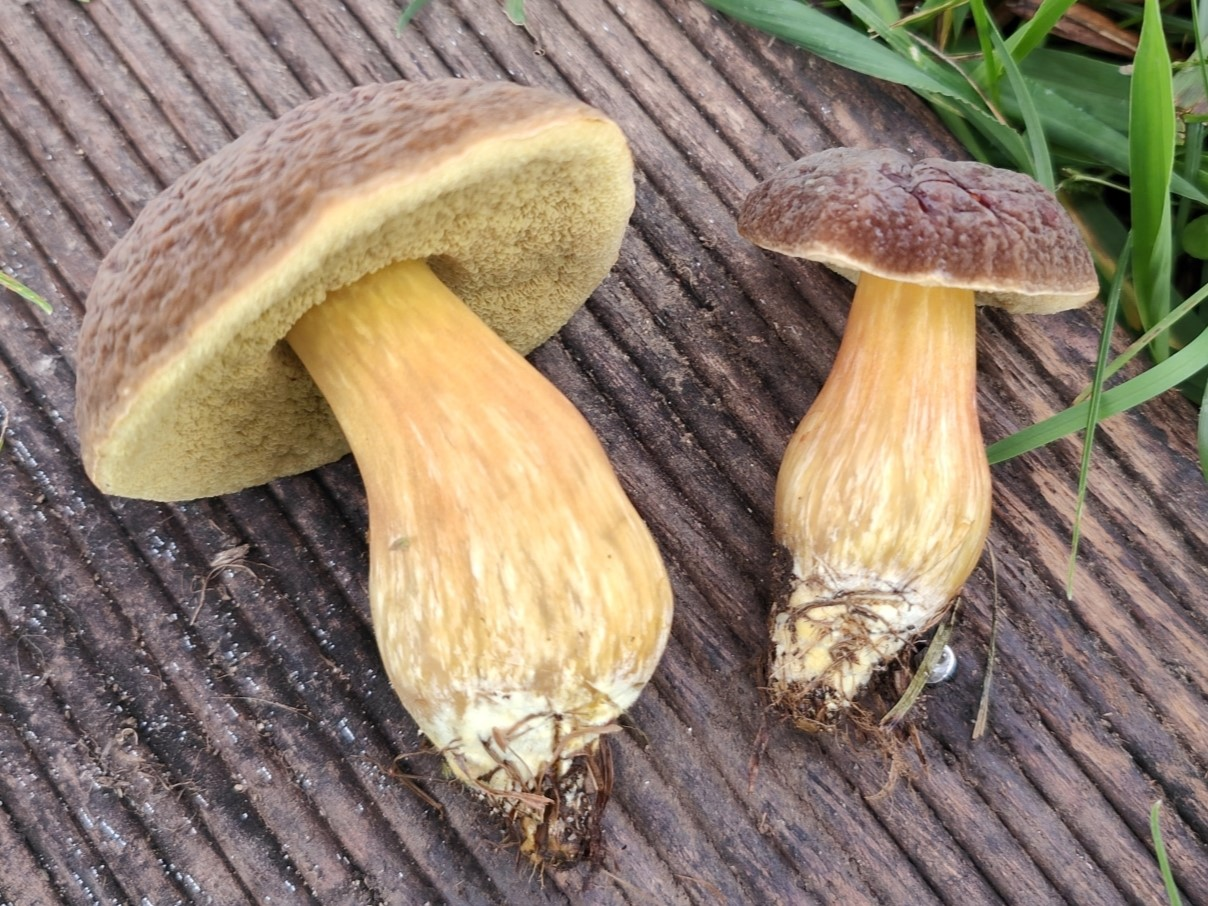
Le Bolet commun (Hortiboletus engelii)
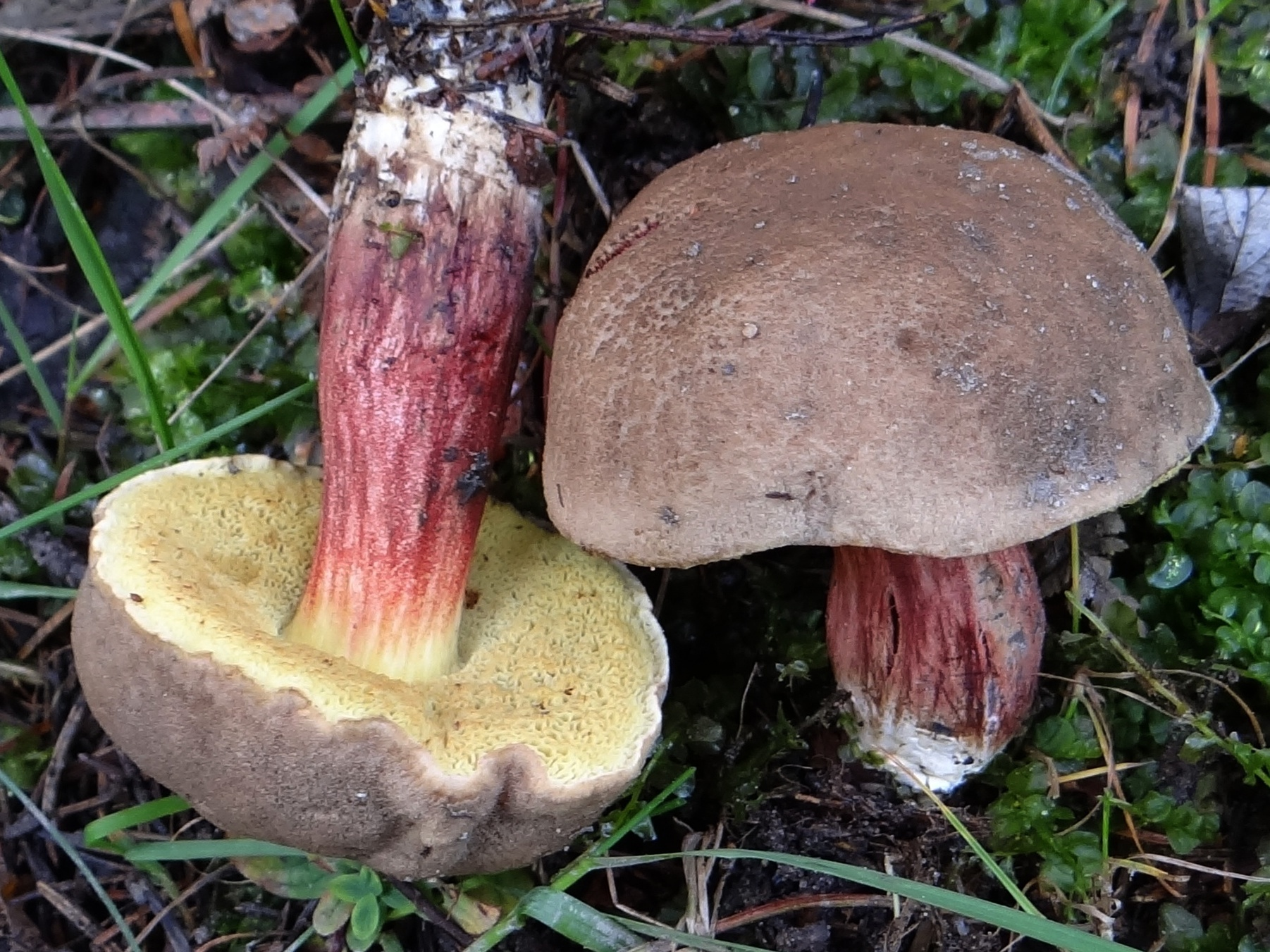
Le Bolet à chair jaune (Xerocomus chrysenteron)
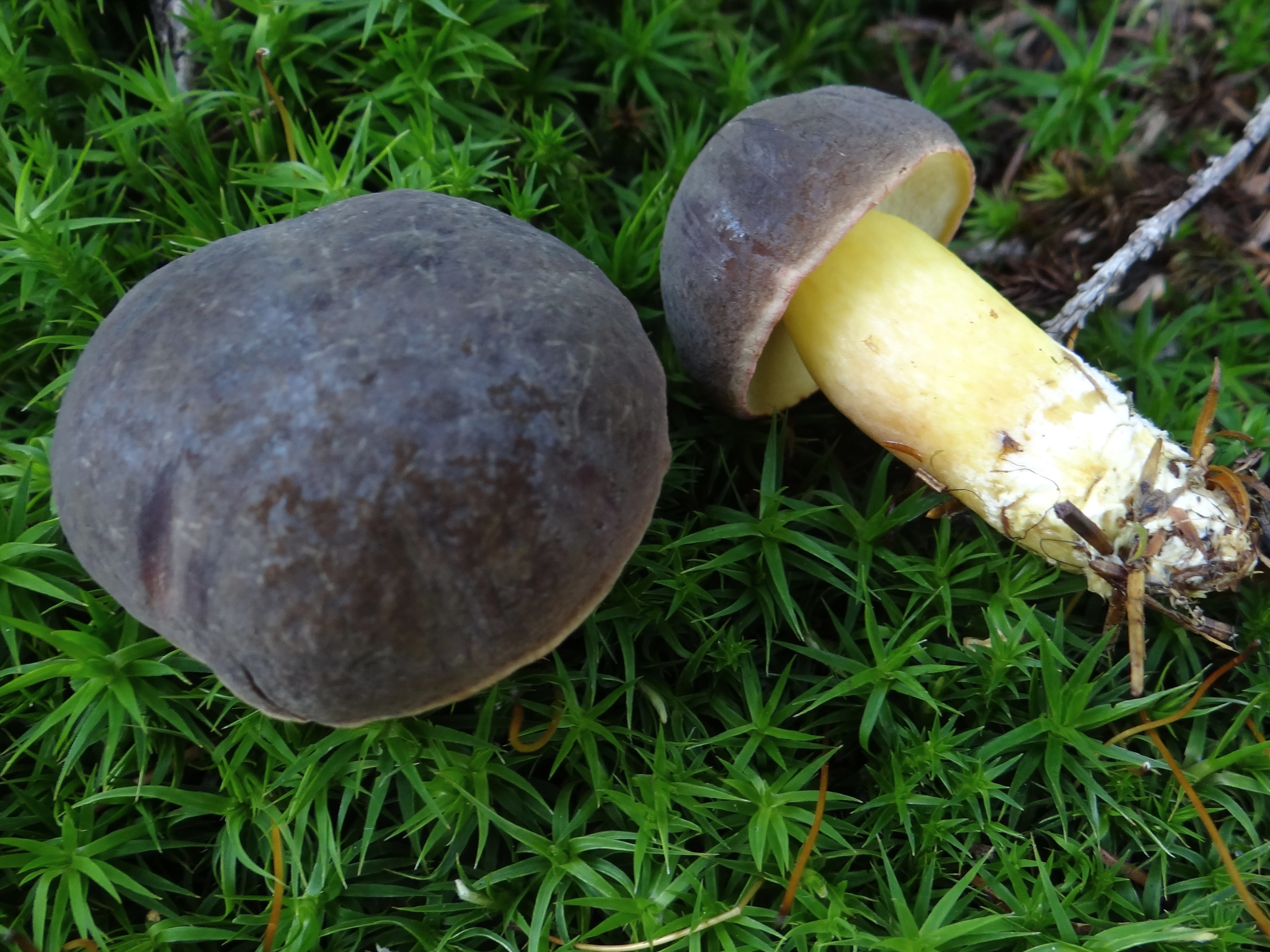
Le Bolet pruineux (Xerocomellus pruinatus)

Il est important de noter que certains de ces bolets ne sont comestibles que sous certaines conditions (point orange sur l'icône de comestibilité = comestible uniquement sous condition(s)) :
- Certains, notamment les Suillellus et les Neoboletus, sont toxiques à l'état cru, une partie contenant des toxines hémolytiques. Ces toxines sont détruites par la chaleur, une cuisson complète (15 à 20 minutes) permettra de les éliminer complétement. La cuisson de tout champignon sauvage est fortement recommandée avant consommation, en effet tout champignon doit être bien cuit, mais sur ces espèces, c'est une nécessité pour éviter une intoxication assurée du fait de la présence de ces toxines (entre autres), tout comme pour les Morilles ou pour la Golmotte, qui contiennent également des toxines hémolytiques les rendant toxiques si consommées crues, mais aptes à la consommation une fois cuites. Ces bolets toxiques crus deviennent, une fois cuits, des comestibles honorables ou acceptables, même excellents pour certains, rivalisants avec les Cèpes, comme le Bolet à pied rouge (Neoboletus erythropus), surnommé "la récompense du mycologue".
- Pour d'autres, notamment les Leccinum au sens large (les bolets rudes), seul le chapeau est considéré comme consommable, le pied étant beaucoup trop fibreux et donc trop indigeste. Il est aussi pertinent de les cuire sérieusement.
- Ensuite, concernant les Suillus, il s'agit de petits bolets visqueux à tendance plus ou moins laxative (selon l'espèce et selon la tolérance individuelle). Il est conseillé en général de ne pas en abuser, de limiter la quantité ingérée la première fois afin de vérifier si l'on n'est pas particulièrement intolérant aux effets laxatifs, de ne sélectionner que des jeunes spécimens fermes, de retirer le pied et de bien faire cuire comme d'habitude. Et concernant les petits bolets Xérocomoïdes, il n'est pas une mauvaise idée de faire une sélection de la même manière concernant le degrés de maturité et la suppression du pied.
- Enfin, concernant les Gyroporus, ces derniers souffrent d'un problème pouvant se résumer comme de "décomposition discrète", gardant une apparence indemne même à des stades de décomposition avancés, favorisant le ramassage et la consommation de spécimens impropres à la consommation. Pour cela il est conseillé de ne sélectionner que les jeunes sujets, au pied le moins creux possible, de faire très attention à l'état de conservation des champignons ramassés en les analysant sérieusement, puis de les faire bien cuire[17],[19].

### Bolets classés toxiques
Certaines espèces de bolets sont légèrement à moyennement toxiques, de façon constante crues ou mal cuites et de façon inconstante bien cuites, provoquant des intoxications de type gastrointestinale, aucune n'est mortelle en soi pour autant mais toutes sont toxiques à un certain degré même après préparations, même si ce de façon inconstante, elles ont toutes un niveau de sécurité alimentaire insuffisant. Le plus connu des bolets toxiques est le Bolet Satan (Rubroboletus satanas). Il existe une idée reçue selon laquelle le Bolet Satan serait le seul bolet toxique, et donc le seul bolet à éviter, mais il n'en est rien. Rien qu'en France, on devra retenir une douzaine d'espèces de bolets toxiques, généralement les espèces du genre Rubroboletus et celles du genre Imperator. Le Bolet Satan entraine nausées, diarrhées et vomissements (tout comme son espèce sœur bien plus rare, le Bolet joli (Rubroboletus pulchrotinctus)). Par rapport aux autres bolets toxiques, ce sont les espèces qui entraînent les intoxications les plus sévères car elles contiennent de la bolesatine, même si ces intoxications ne sont pas réellement dangereuses pour un adulte en bonne santé. Les espèces de bolets toxiques Françaises et Européennes sont les suivantes :

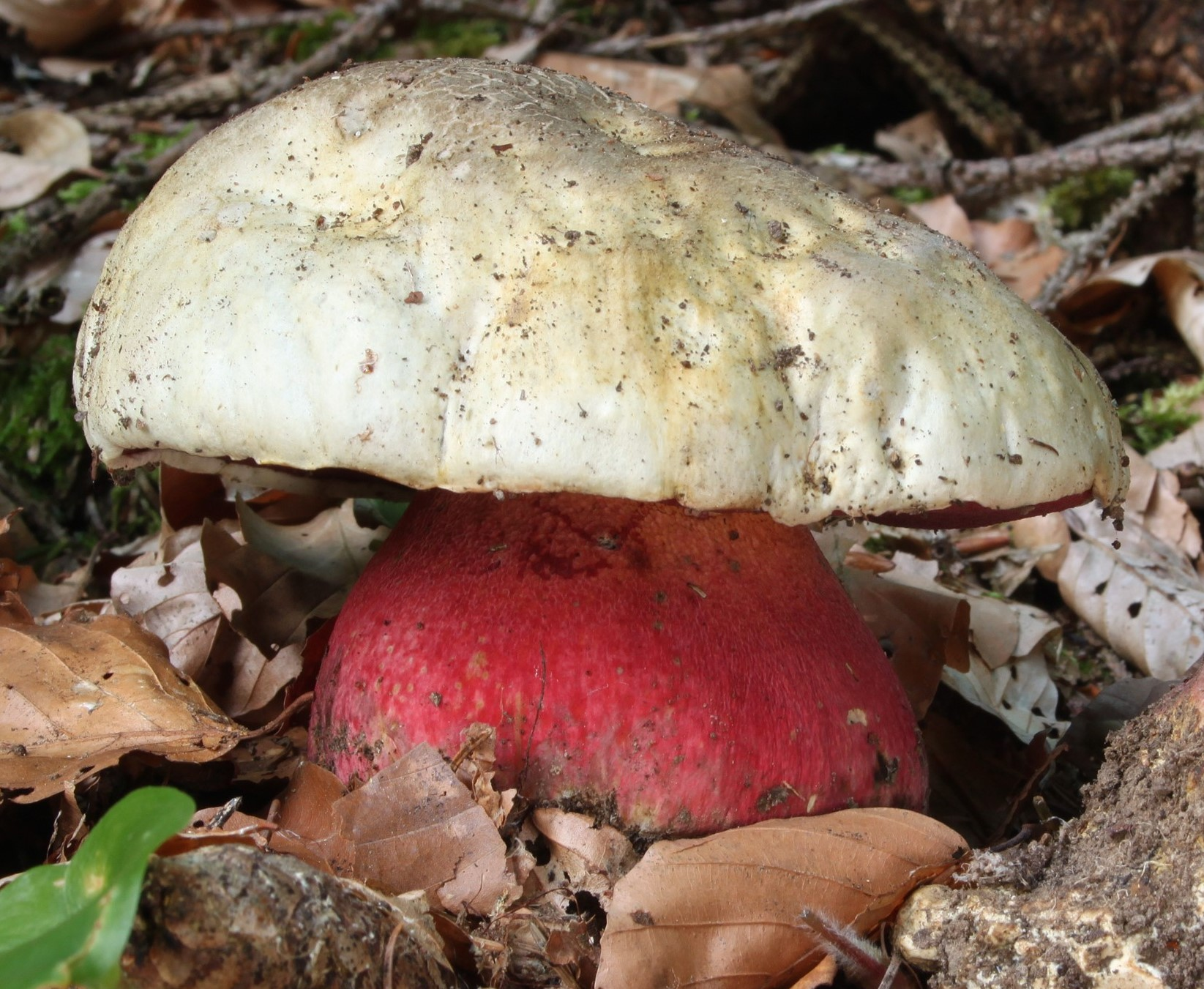
Le Bolet Satan (Rubroboletus satanas)
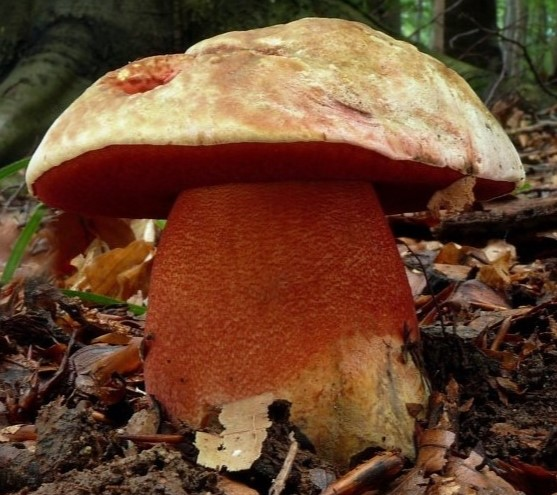
Le Bolet rouge et jaune (Rubroboletus rhodoxanthus)
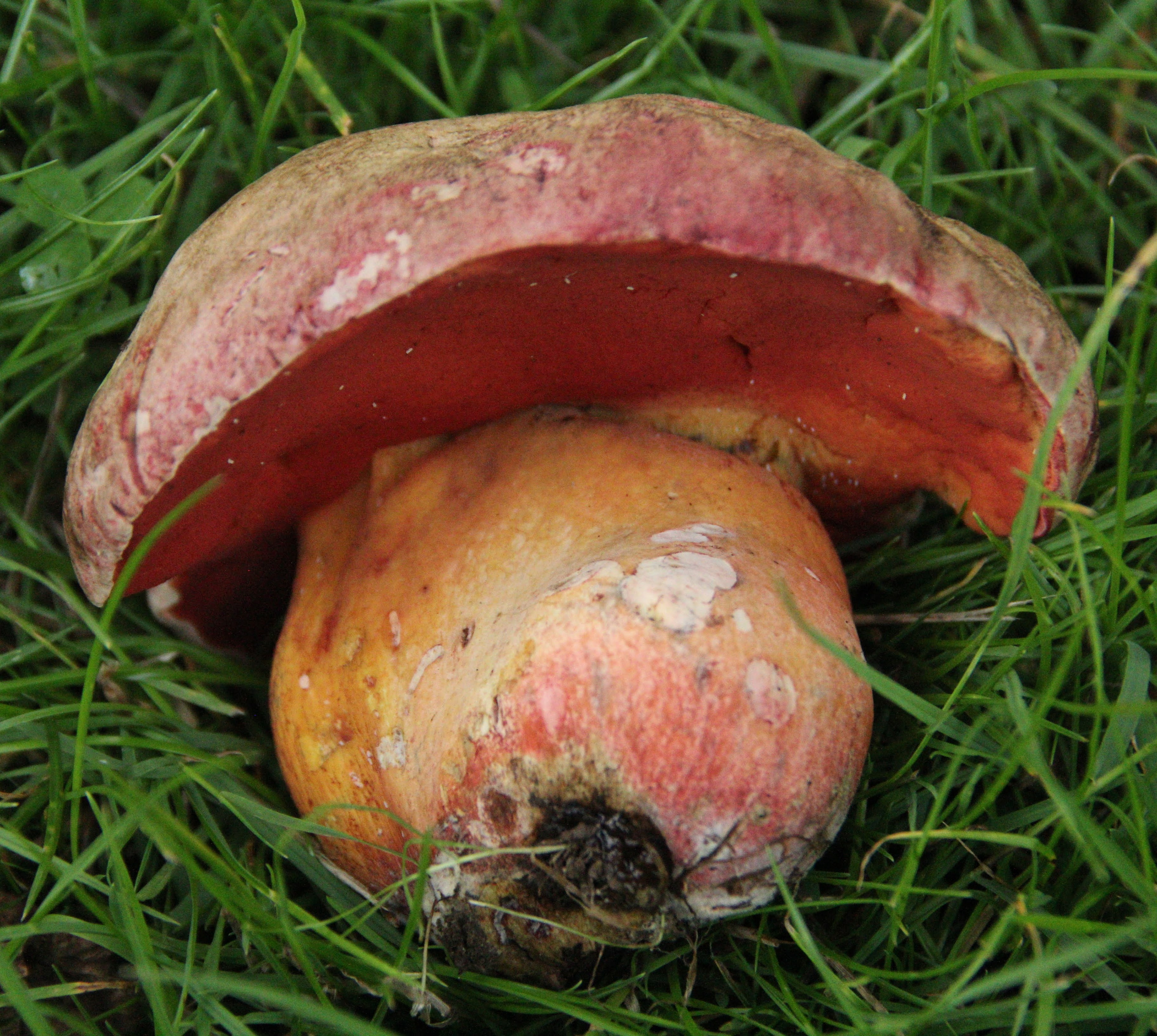
Le Bolet chicorée (Rubroboletus legaliae)
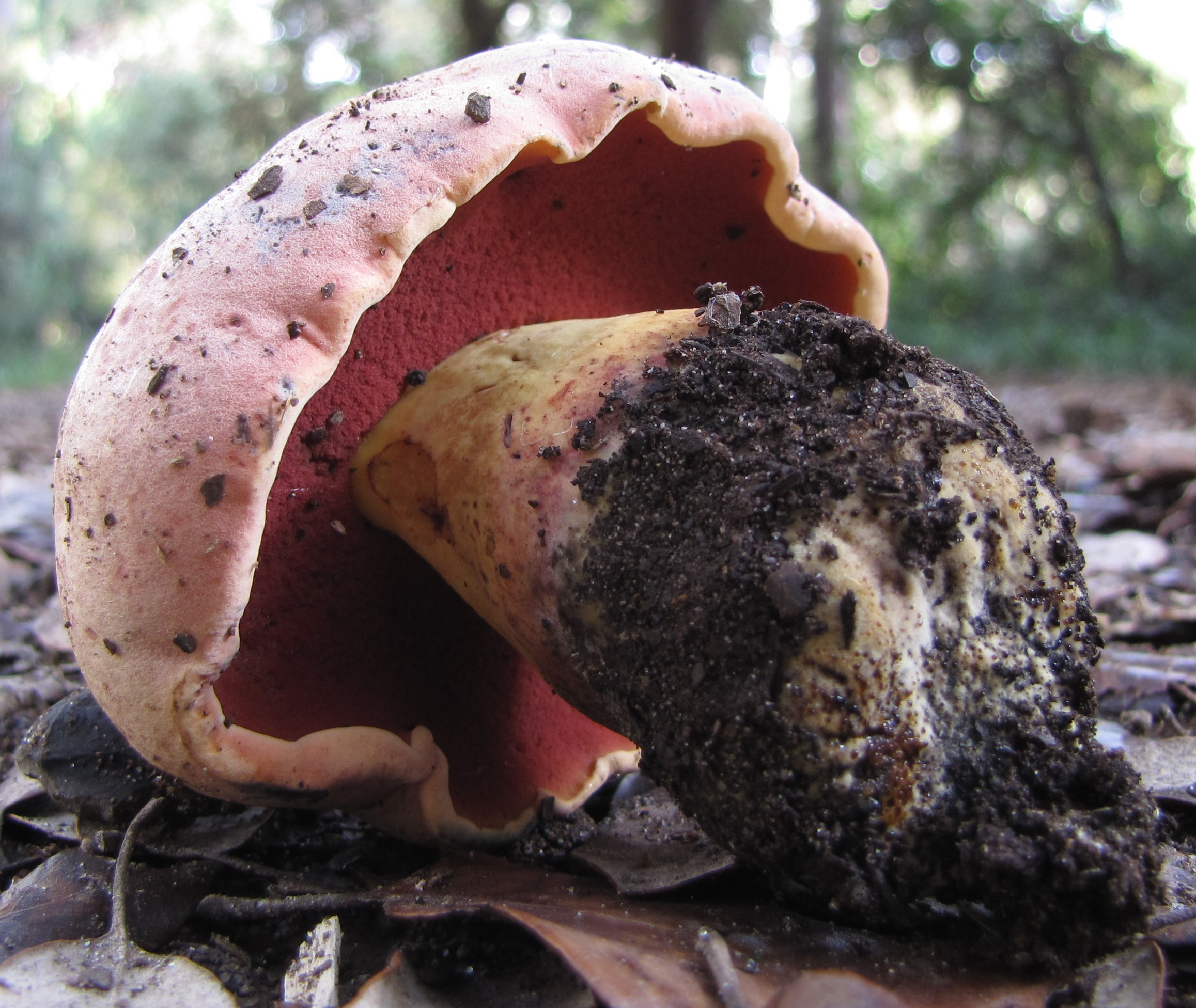
Le Bolet des loups (Rubroboletus lupinus)
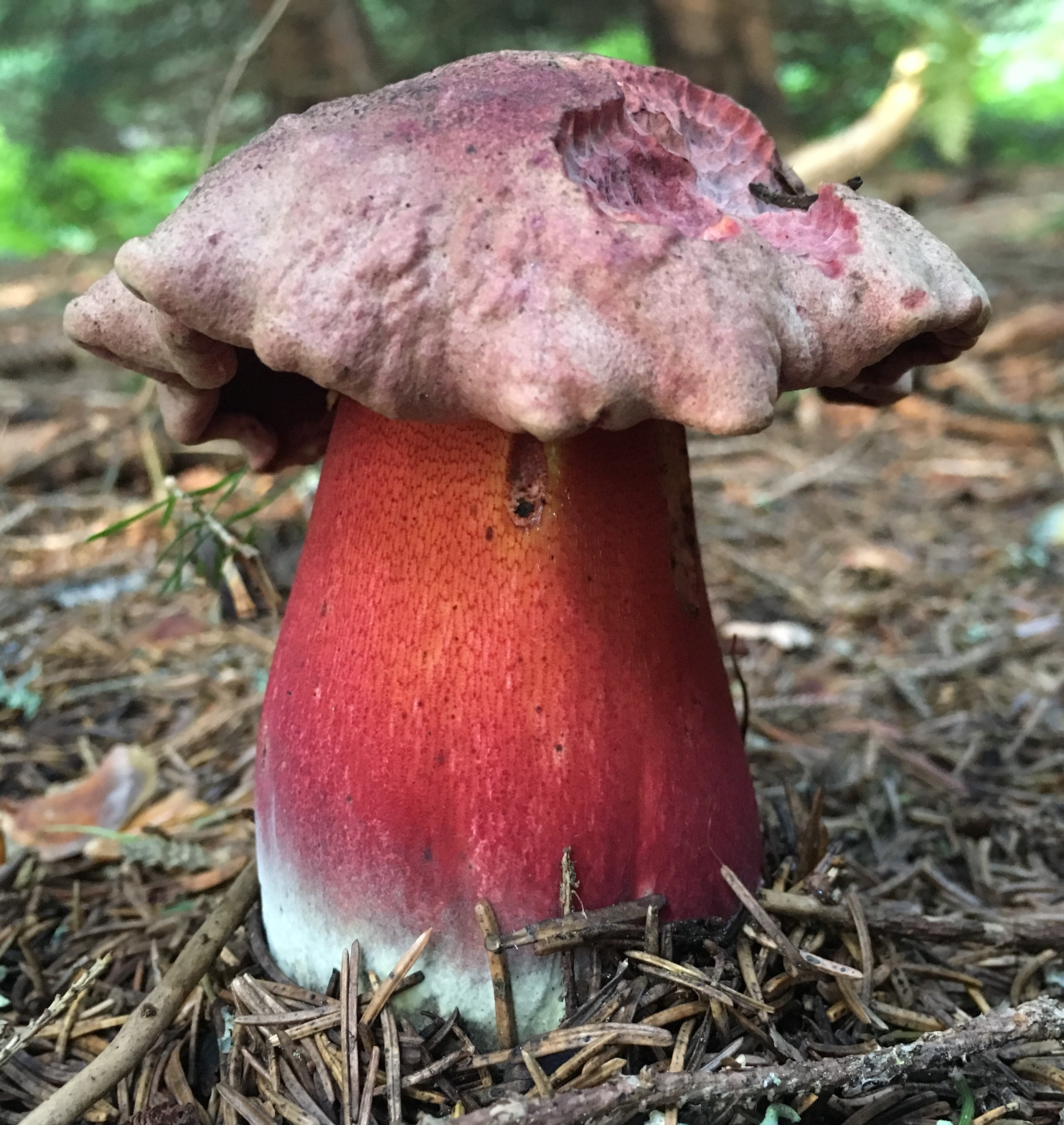
Le Bolet rouge sang (Rubroboletus rubrosanguineus)
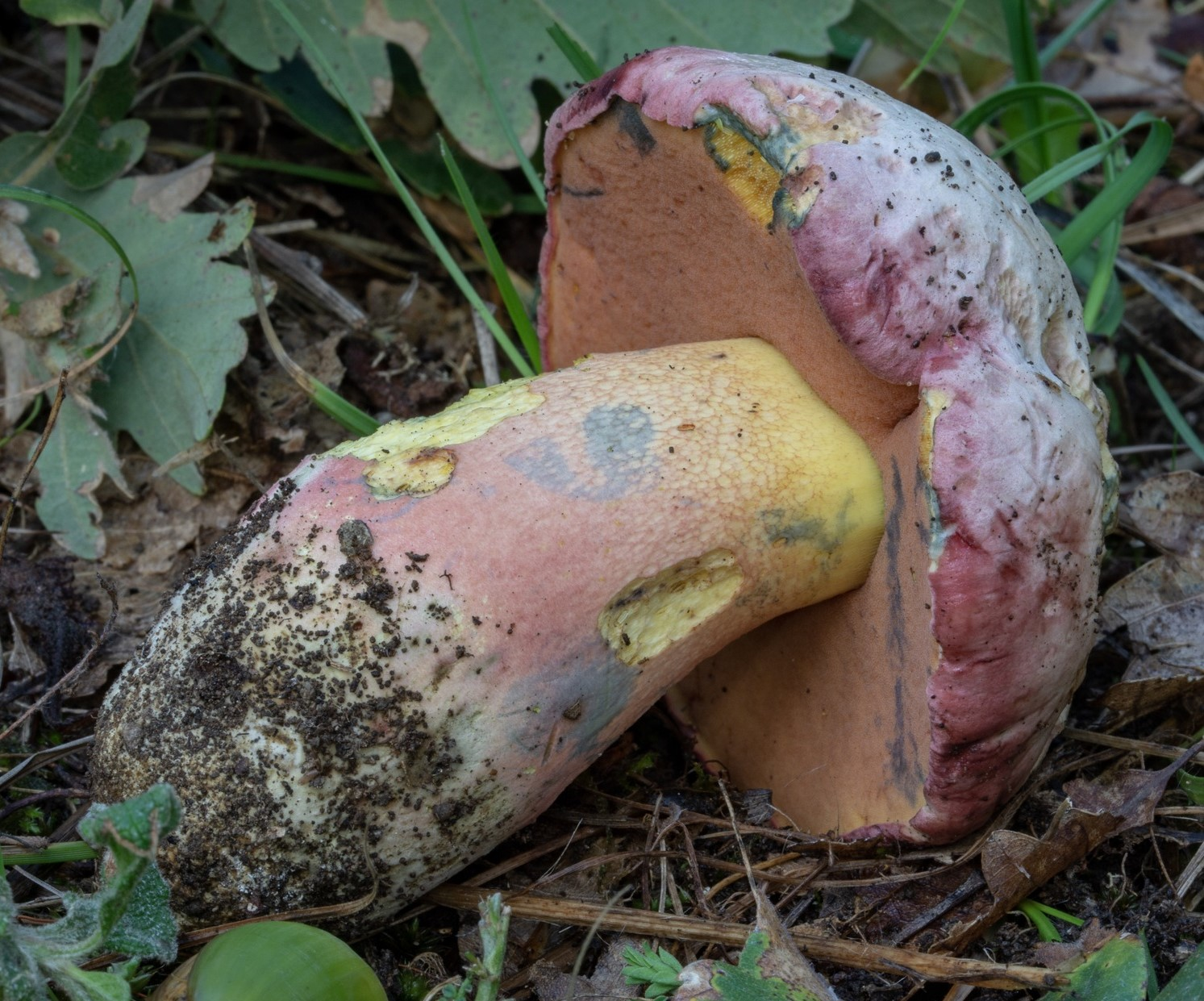
Le Bolet joli (Rubroboletus pulchrotinctus)
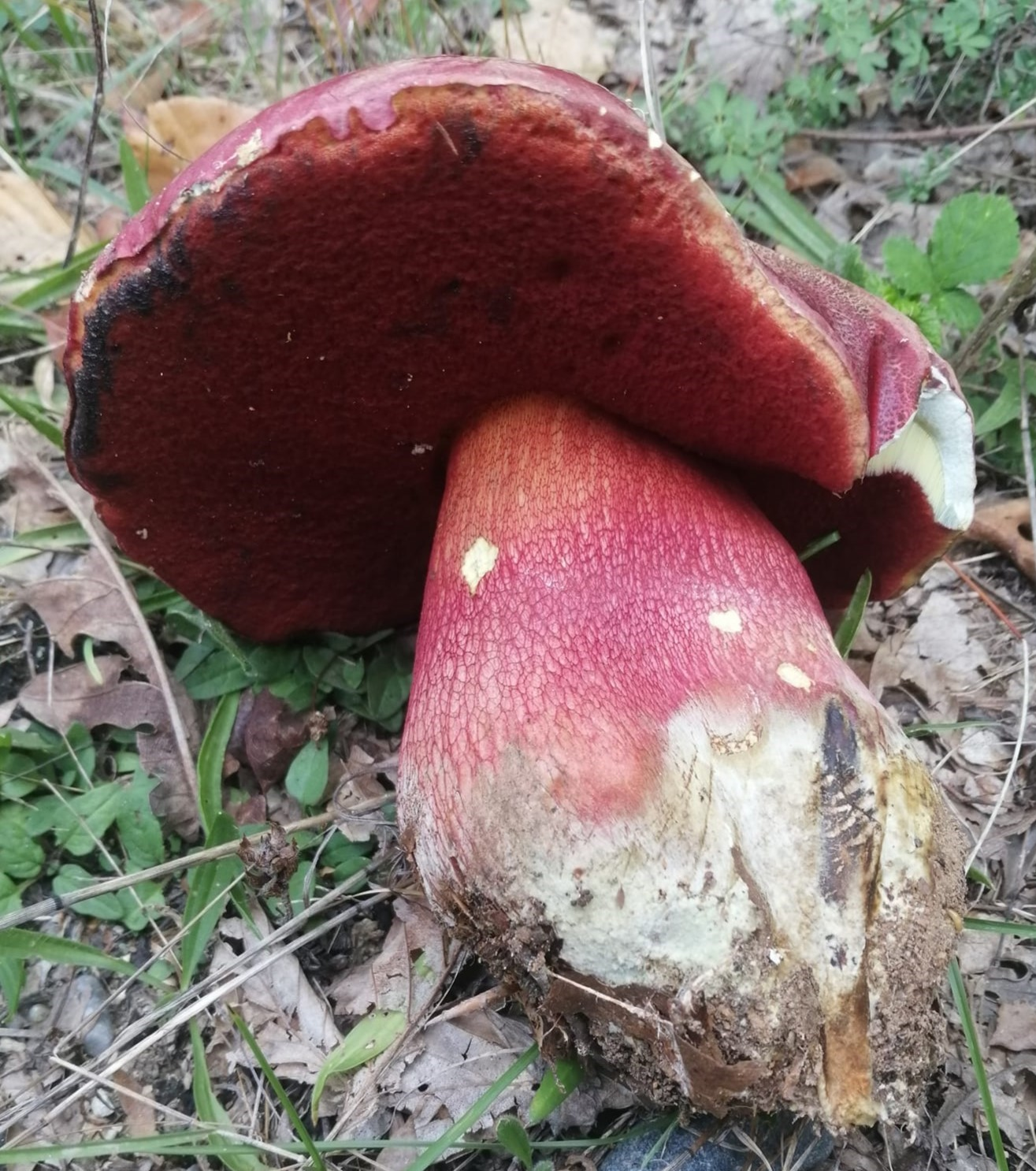
Le Bolet du Val Demone (Rubroboletus demonensis)
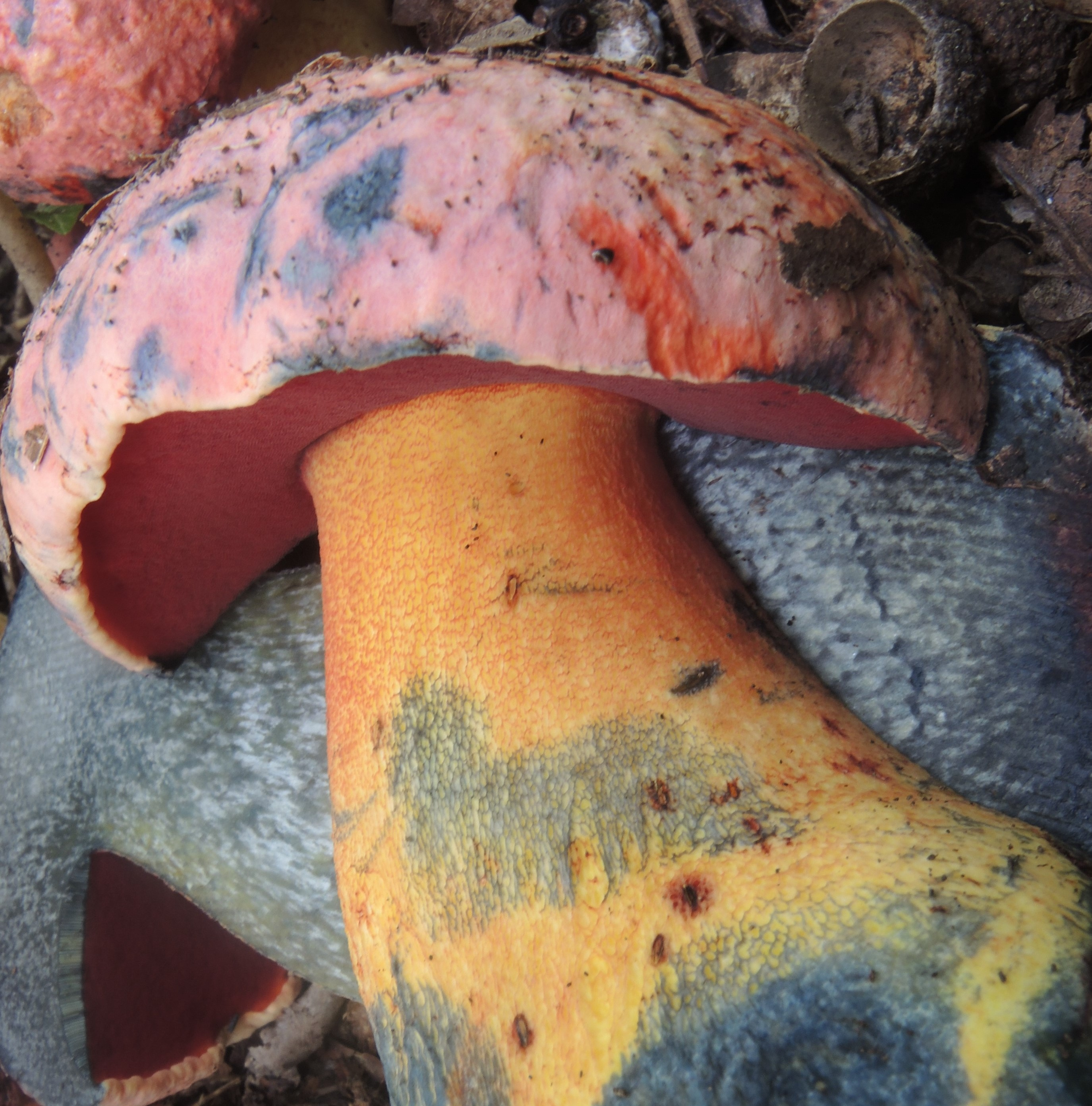
Le Bolet vieux rose (Imperator rhodopurpureus)
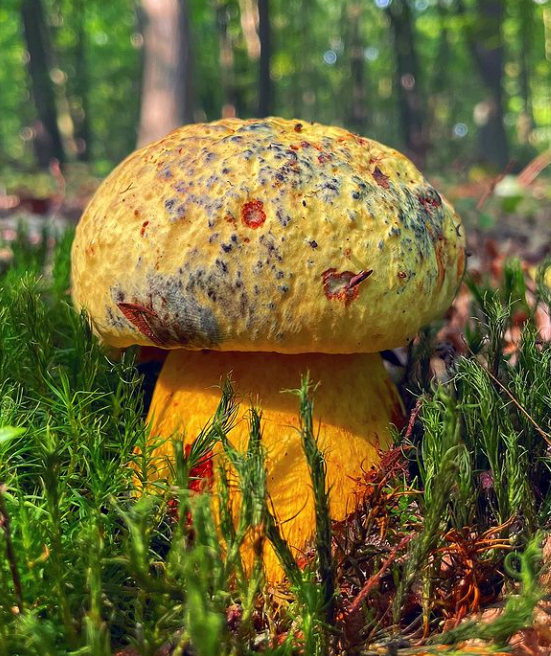
Imperator rhodopurpureus f. xanthopurpureus
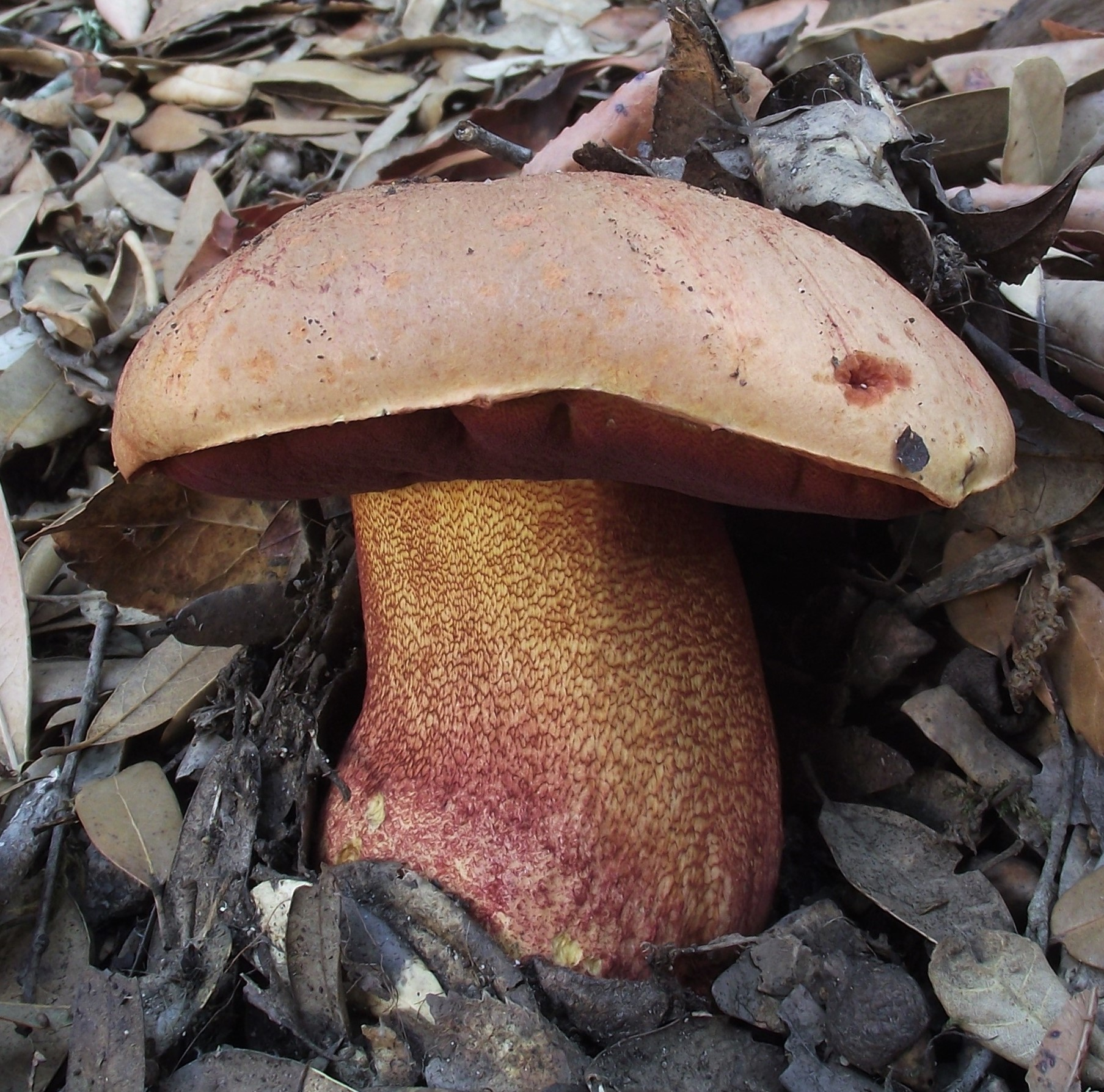
Le Bolet cuivré (Imperator luteocupreus)
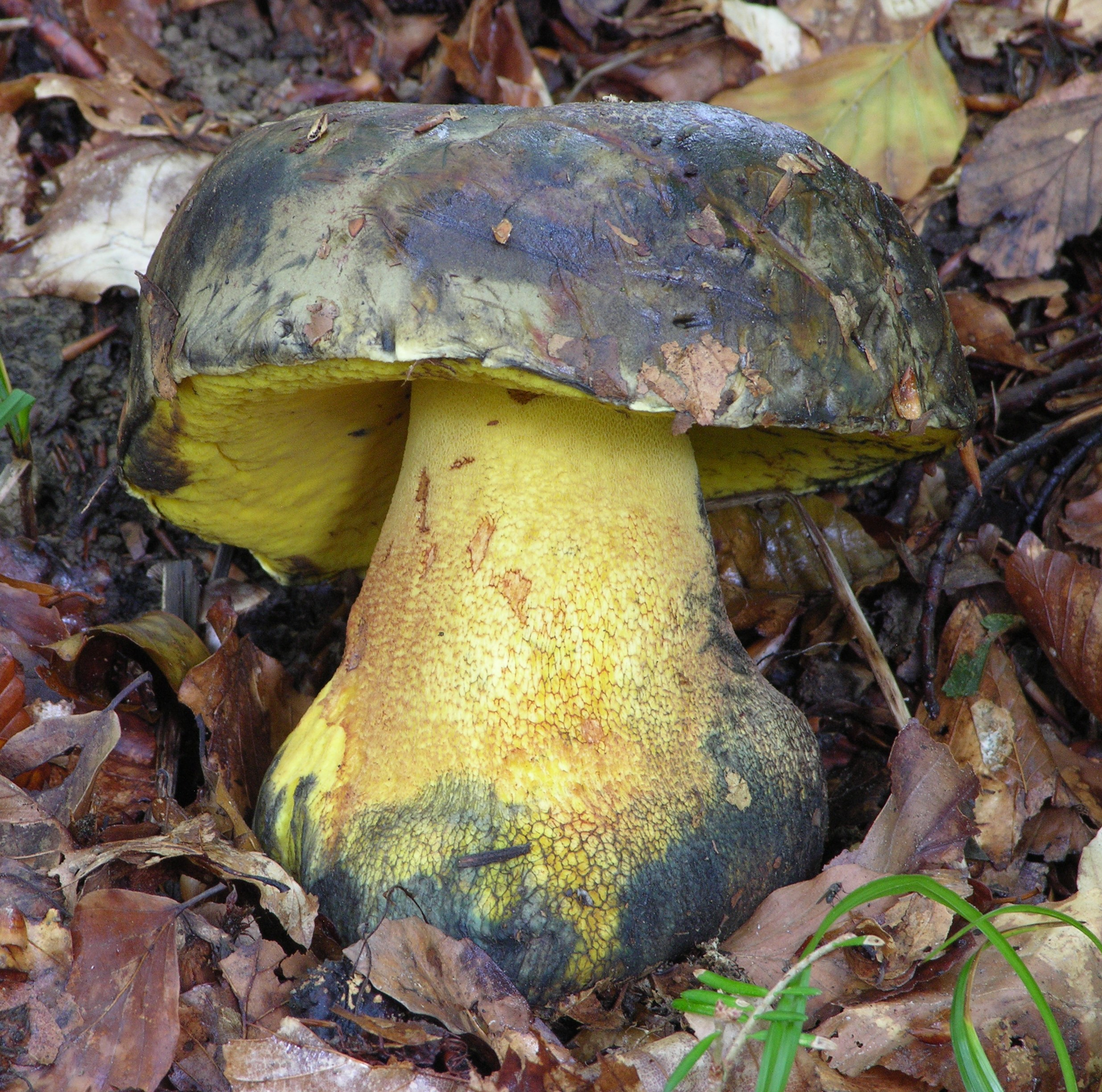
Le Bolet de plomb (Imperator luteocupreus)
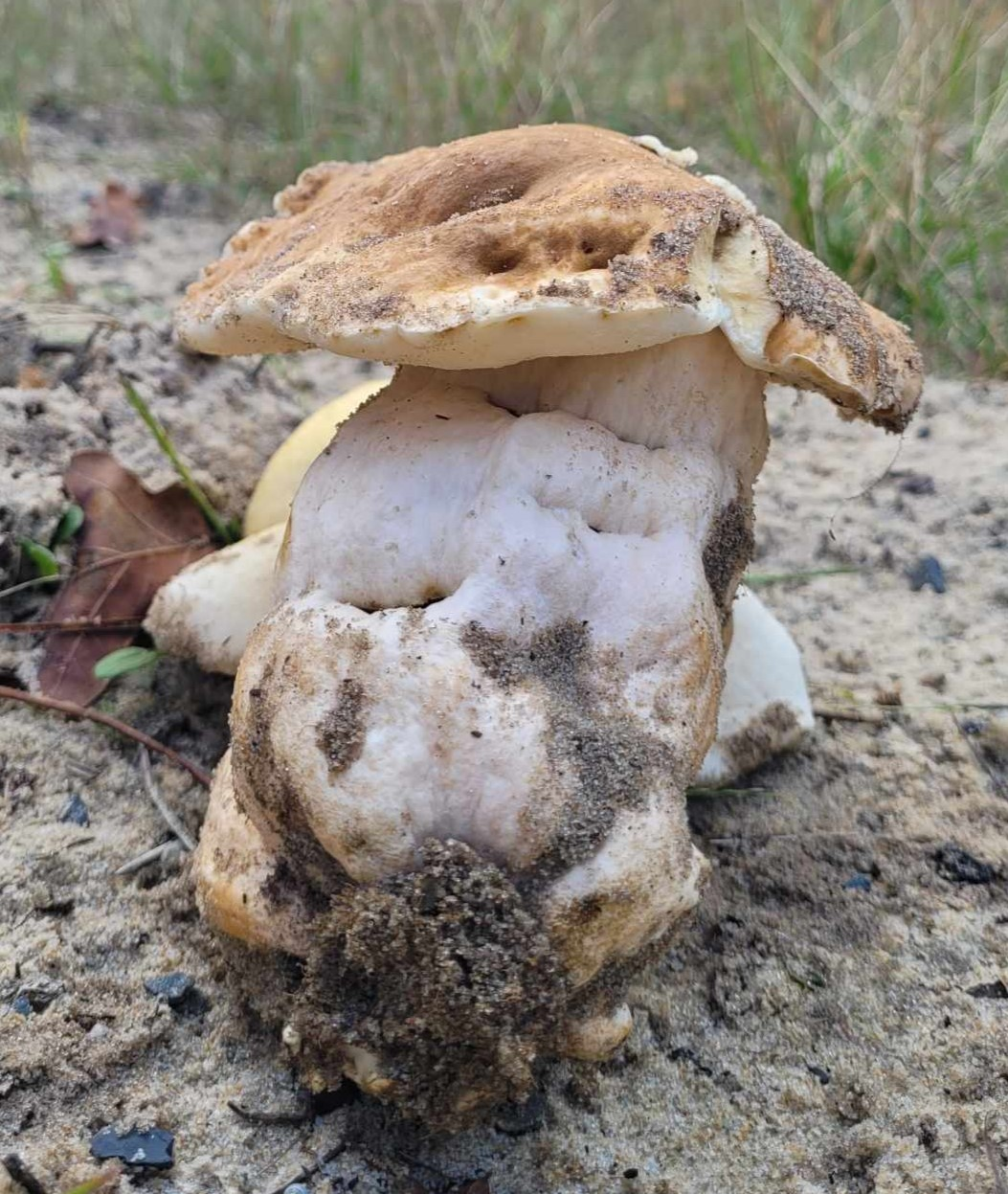
Le Bolet des sables (Gyroporus ammophilus)

### Bolets amers non comestibles, potentiellement toxiques
Certains bolets, quoique non toxiques, sont néanmoins d'un goût amer et par conséquent immangeables. Il semble même que la cuisson renforce l'amertume chez certaines espèces, un seul exemplaire pouvant gâcher une récolte. Ces espèces peuvent aussi être qualifiées de toxiques de par leur amertume au potentiel émétique. Il vaut donc mieux les goûter en cas de doute pour déceler une amertume pouvant aider à l'identification (mâcher puis recracher). Ces espèces sont, en France, les suivantes, en majorité les espèces du genre Caloboletus, mais aussi le fameux Bolet amer, Tylopilus felleus.

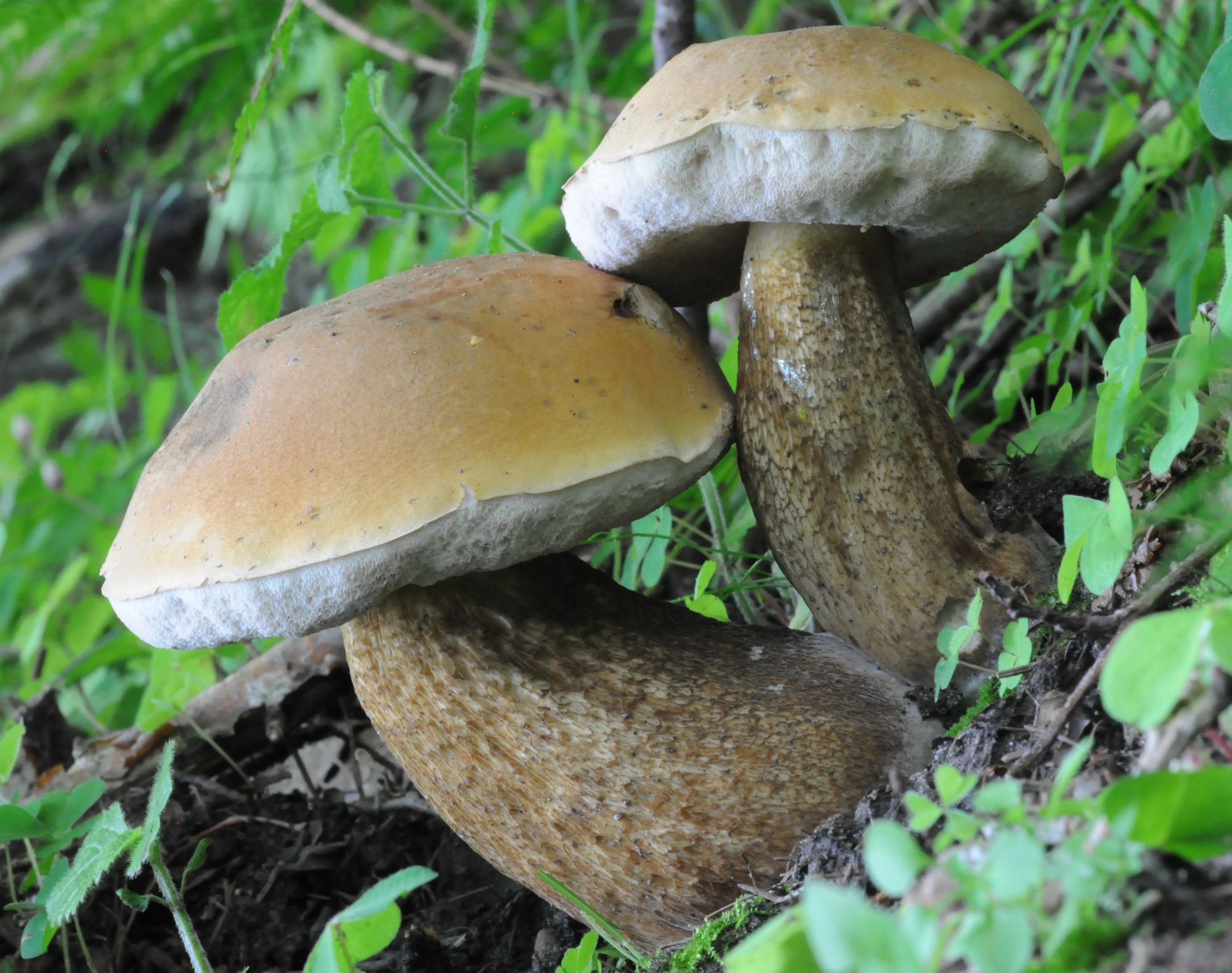
Le Bolet amer (Tylopilus felleus)
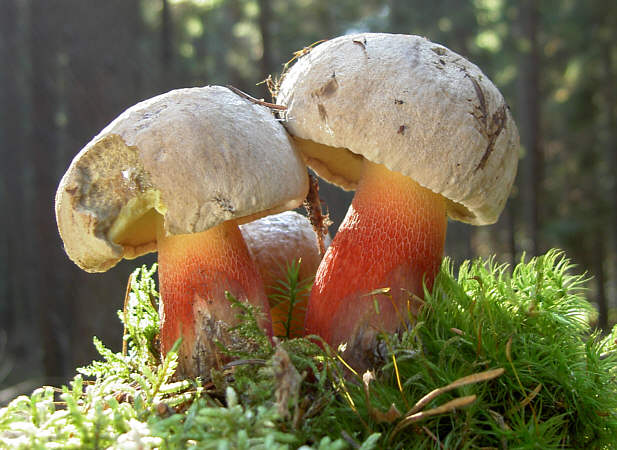
Le Bolet à beau pied (Caloboletus calopus)
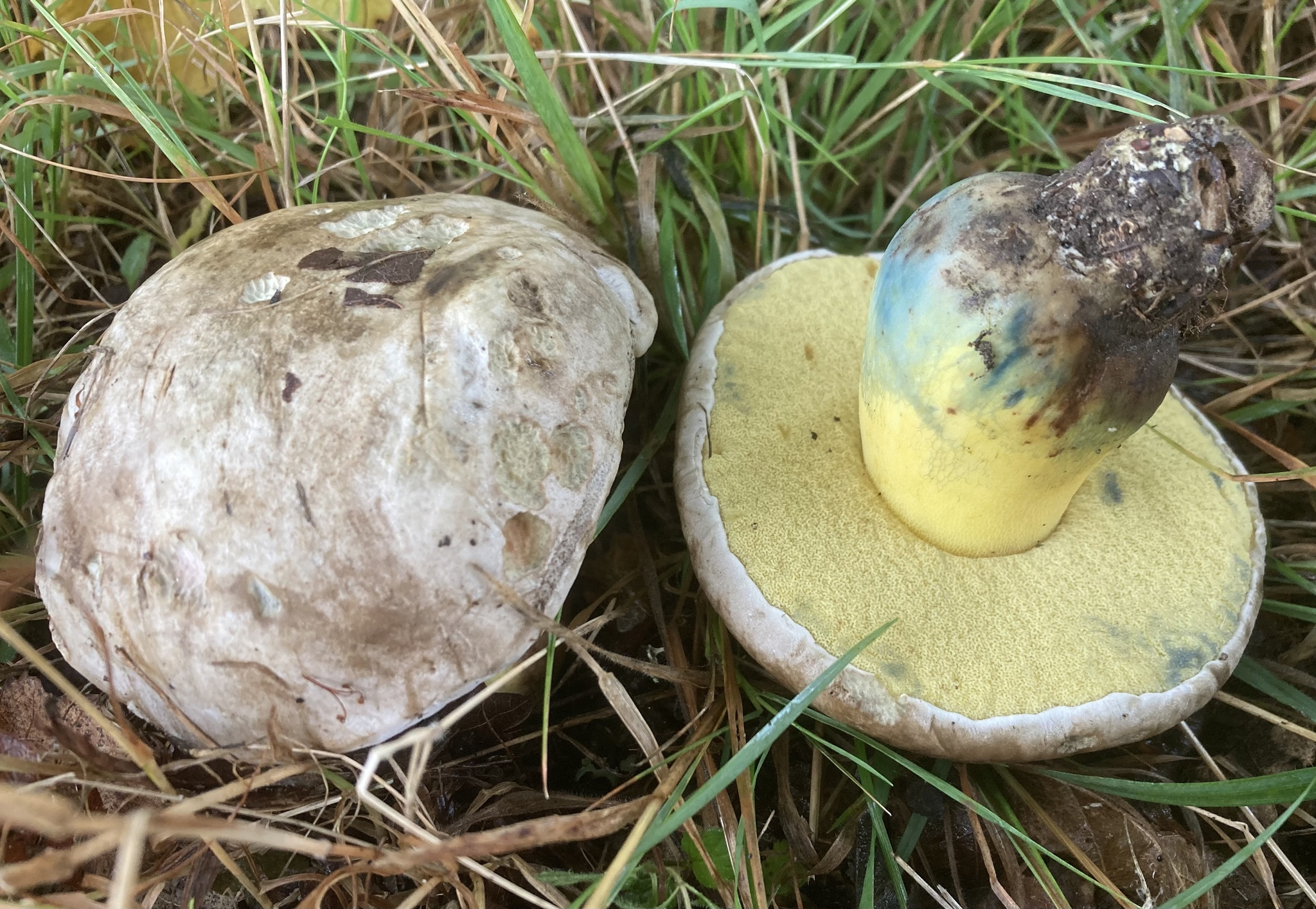
Le Bolet radicant (Caloboletus radicans)
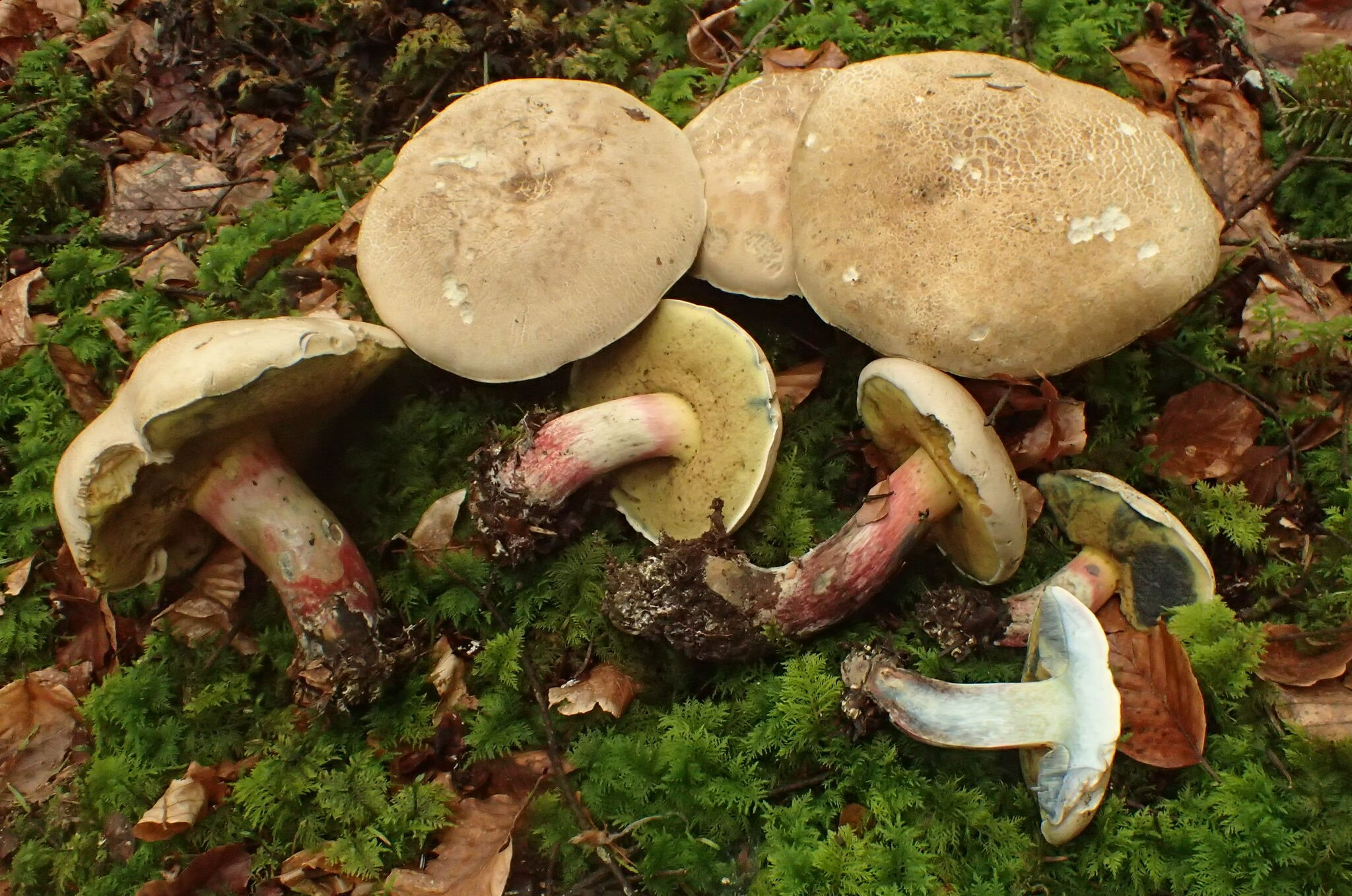
Le Bolet non-réticulé (Caloboletus polygonius)
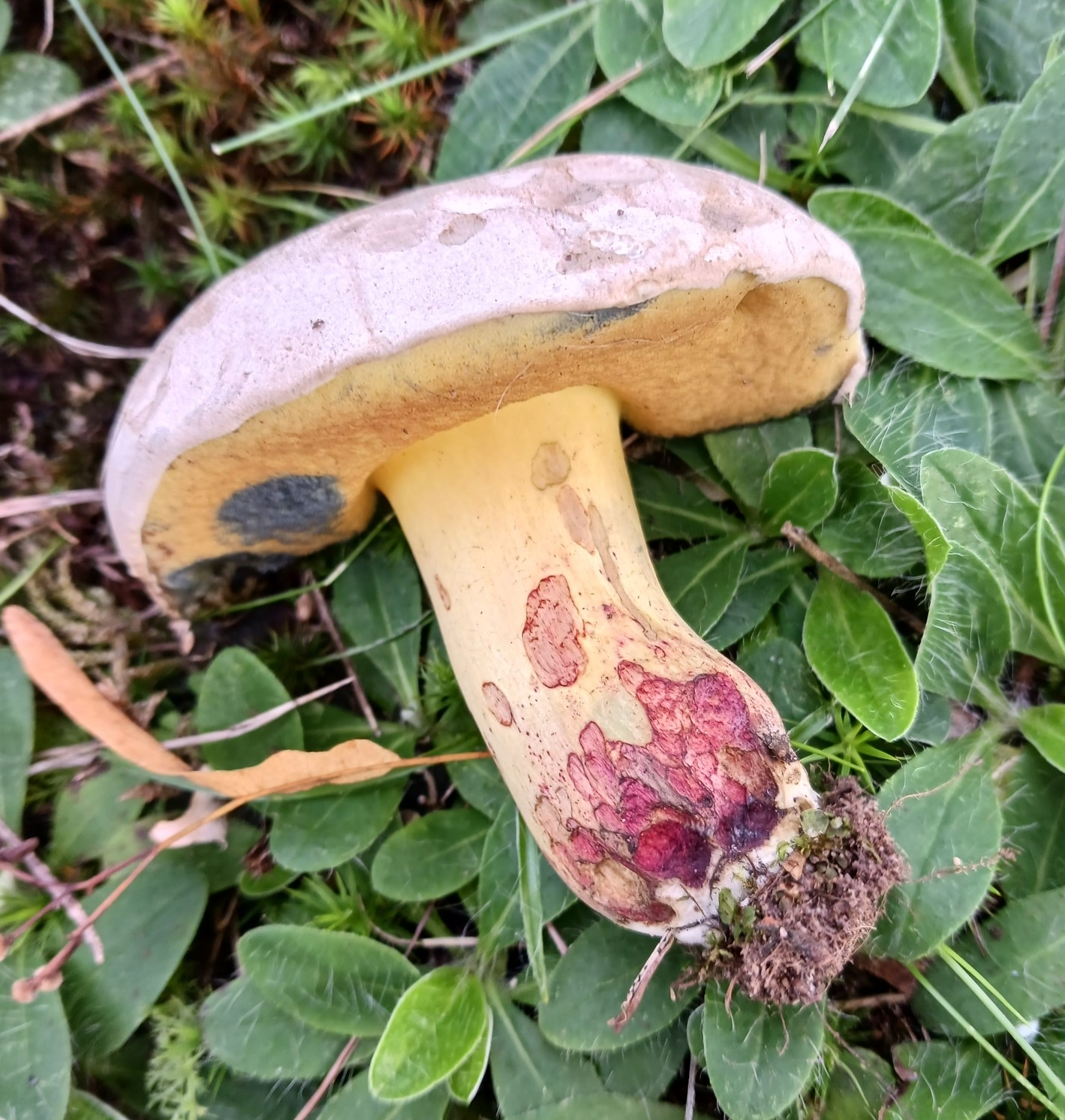
Le Bolet faux-radicant (Caloboletus kluzakii)

## Culture
Suillus granulatus a été testé comme symbiote pour la « mycorhization contrôlée » en pépinière, en raison de sa réputation de bon symbiote du système racinaire de résineux (pour le genre Pinus au moins).

## Autres champignons
Très différent des bolets, l'Amanite tue-mouches (Amanita muscaria) est parfois nommée "Bolet des Kamtchadales" au Canada. Le genre des Boletopsis, parfois qualifiés de "Faux-bolets" sont des Polypores terrestres stipités au pied central rappelant effectivement beaucoup un bolet.